# Bourbonrozen

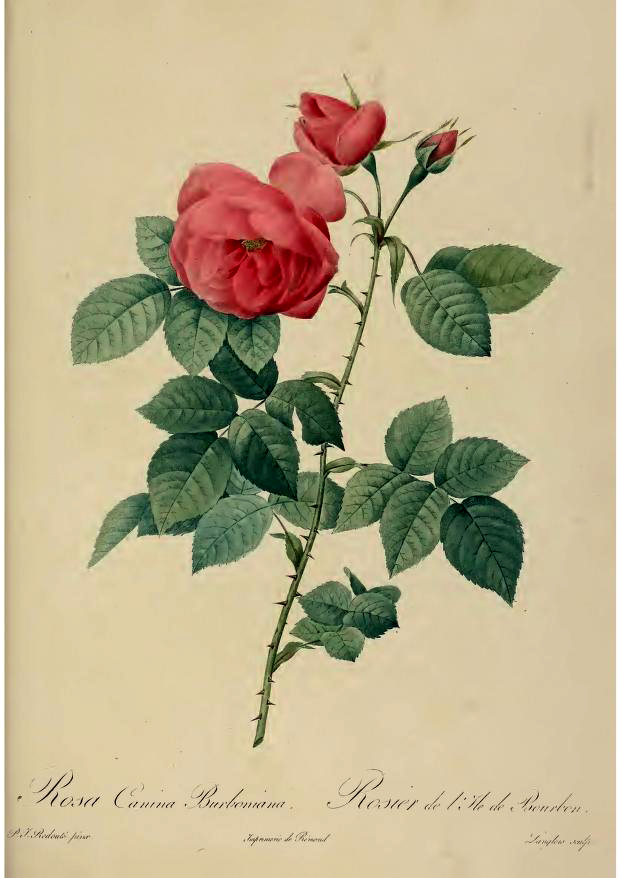
Rosa Canina Burboniana, illustratie door Redouté (1824)

Bourbonrozen zijn een groep van rozencultivars genoemd naar het eiland Île de Bourbon (sinds 1848 Réunion) in de Indische Oceaan, waar de eerste Bourbonroos in het begin van de 19e eeuw werd ontdekt. Deze eerste Bourbonroos is een kruising tussen de soorten Rosa chinensis en Rosa damascena en is op het eiland waarschijnlijk van nature ontstaan. In 1919 werd ze naar Frankrijk gestuurd en vooral hier werd ze verder veredeld, wat resulteerde in de Bourbonrozen.
Bourbonrozen zijn lage of hoge struikrozen, waarvan de meeste vaker per jaar bloeien. Ze zijn er in de kleuren wit, roze, violetroze en rood; gele Bourbonrozen zijn er niet. Enkele hebben ook gestreepte, gemarmerde of gepanacheerde bloemen. De eerst bolvormige bloemen vouwen zich vlak uit en zijn dik gevuld en over het algemeen geurend. Sommige Bourbonrozen zijn gevoelig voor schimmelziekten, vooral sterroetdauw, terwijl andere er relatief ongevoelig voor zijn. De winterhardheid varieert ook.

## Geschiedenis
Franse kolonisten plantten op Réunion heggen rond hun velden met Rosa damascena 'bifera' ('Quatre Saisons') en de Chinese roos 'Parson's Pink China' ('Old Blush').

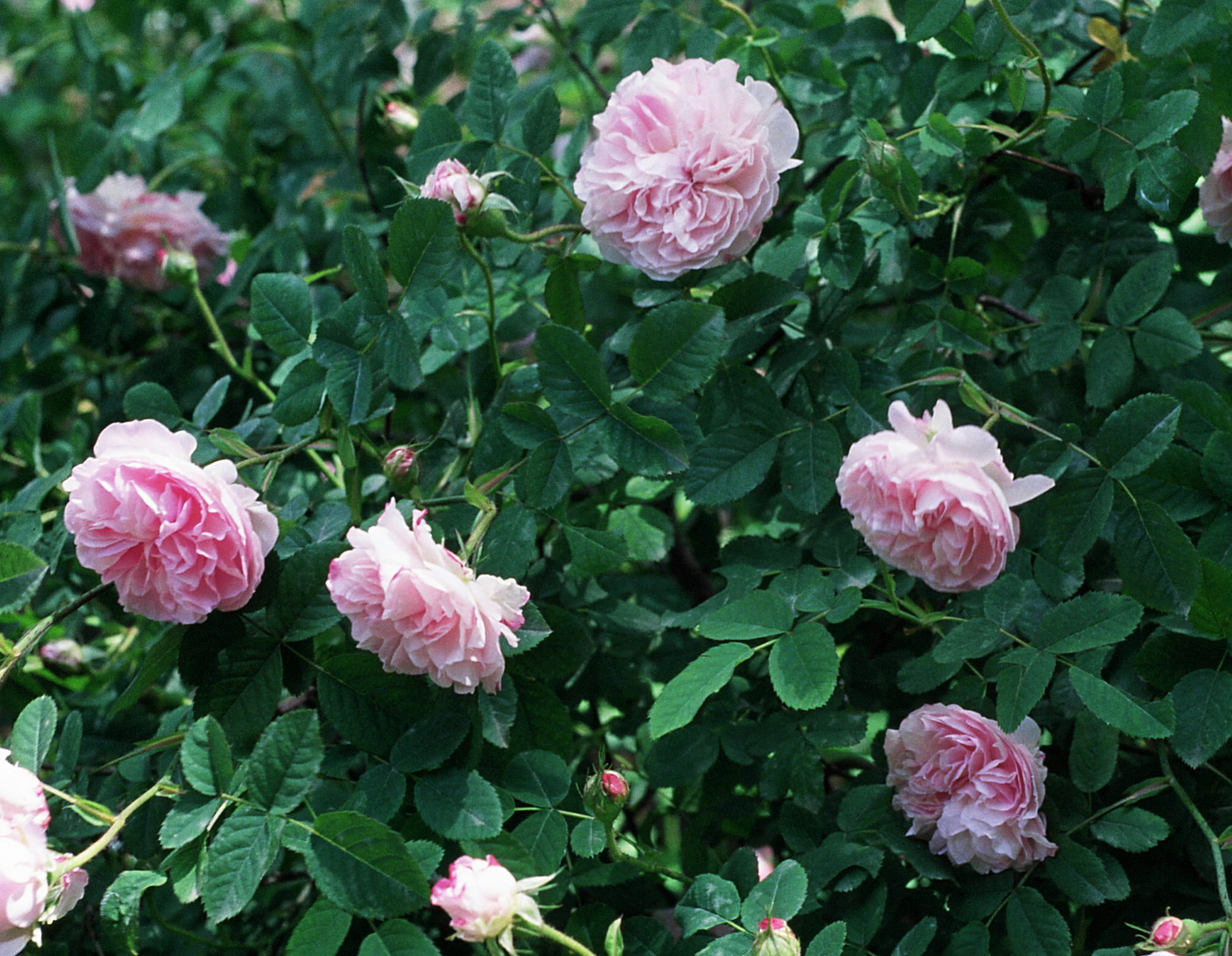
'Quatre Saisons' (onbekend, voor 1633)
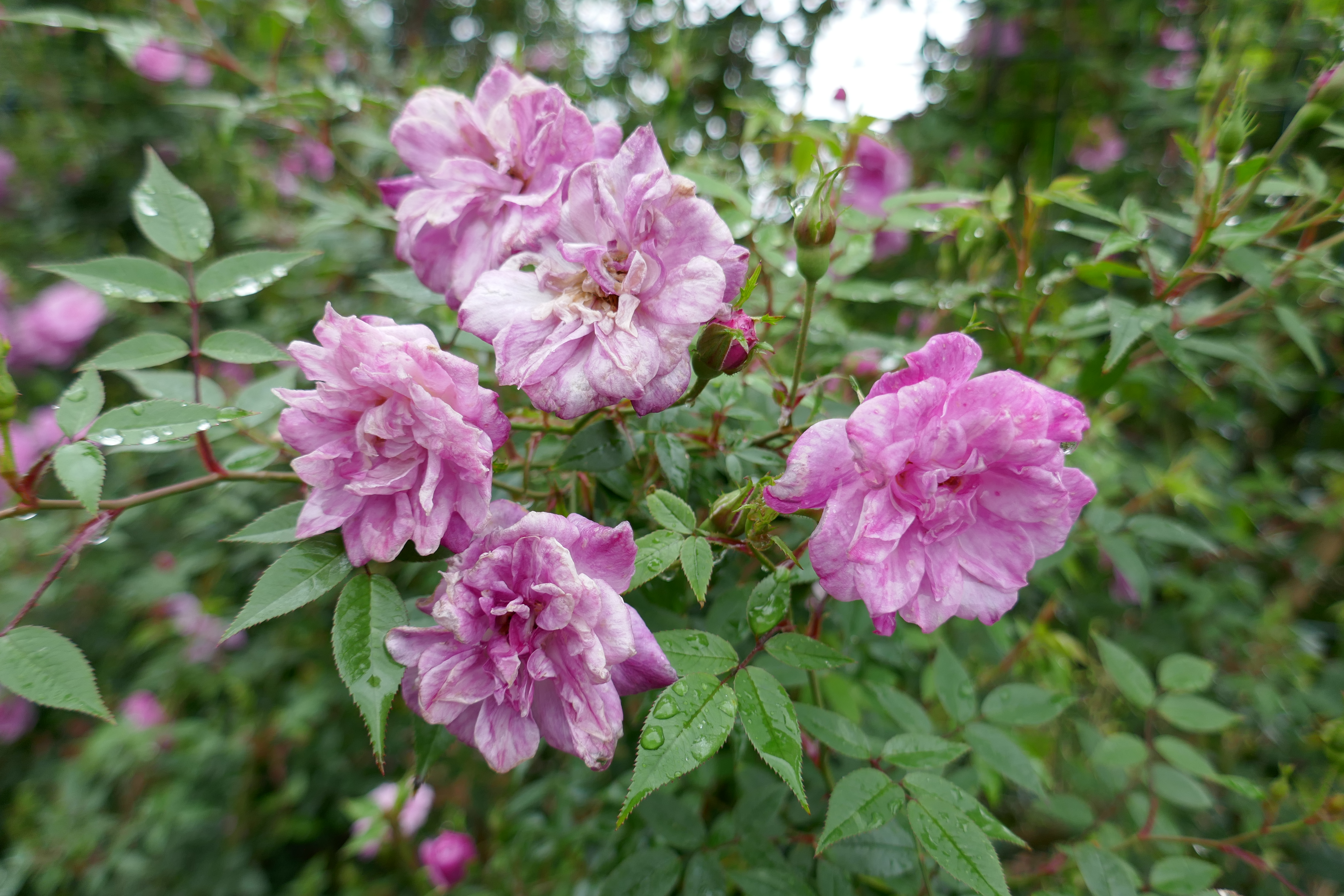
'Old Blush' (China, voor 1793)

De Franse botanicus Nicolas Bréon (1785-1864), die door het Franse ministerie van Marine naar het eiland was gestuurd om in Saint-Denis een botanische tuin (Jardin du Roy, de latere Jardin de l'État) aan te leggen,  ontdekte kort na zijn aankomst in 1817 in een heg op het landgoed van Édouard Périchon een hybride tussen deze twee rozen. Dat het inderdaad een kruising is tussen deze rozen is aangetoond door DNA-onderzoek. Bréon noemde de kruising Rosa borbonica. Hij plantte de roos in de botanische tuin en stuurde zaden naar onder andere zijn vriend Henri-Antoine A. Jacques (1782-1866), hoofdtuinman van de hertog van Orléans (later Lodewijk Filips I van Frankrijk). In oktober 1819 kwam het zaad bij Antoine Jacques aan. Deze zaaide het zaad onmiddellijk en in de lente van 1820 kwamen er vier of vijf planten op. Hij koos er de beste uit en introduceerde ze in Frankrijk onder de naam 'Rosier de l'Île de Bourbon'. Pierre-Joseph Redouté maakte er een aquareltekening van, die in 1824 in het boek Les Roses III werd gepubliceerd onder de naam Rosa Canina Burboniana.
De roos, ontdekt door Nicolas Bréon in 1817, is aan de kusten van de Indische Oceaan niet bekend onder de naam Rosa borbonica maar onder de naam 'Rose Edouard' of 'Rose Edward', ook tegenwoordig nog. Het is daarom mogelijk dat de roos al voor de vondst door Nicolas Bréon bekend was.

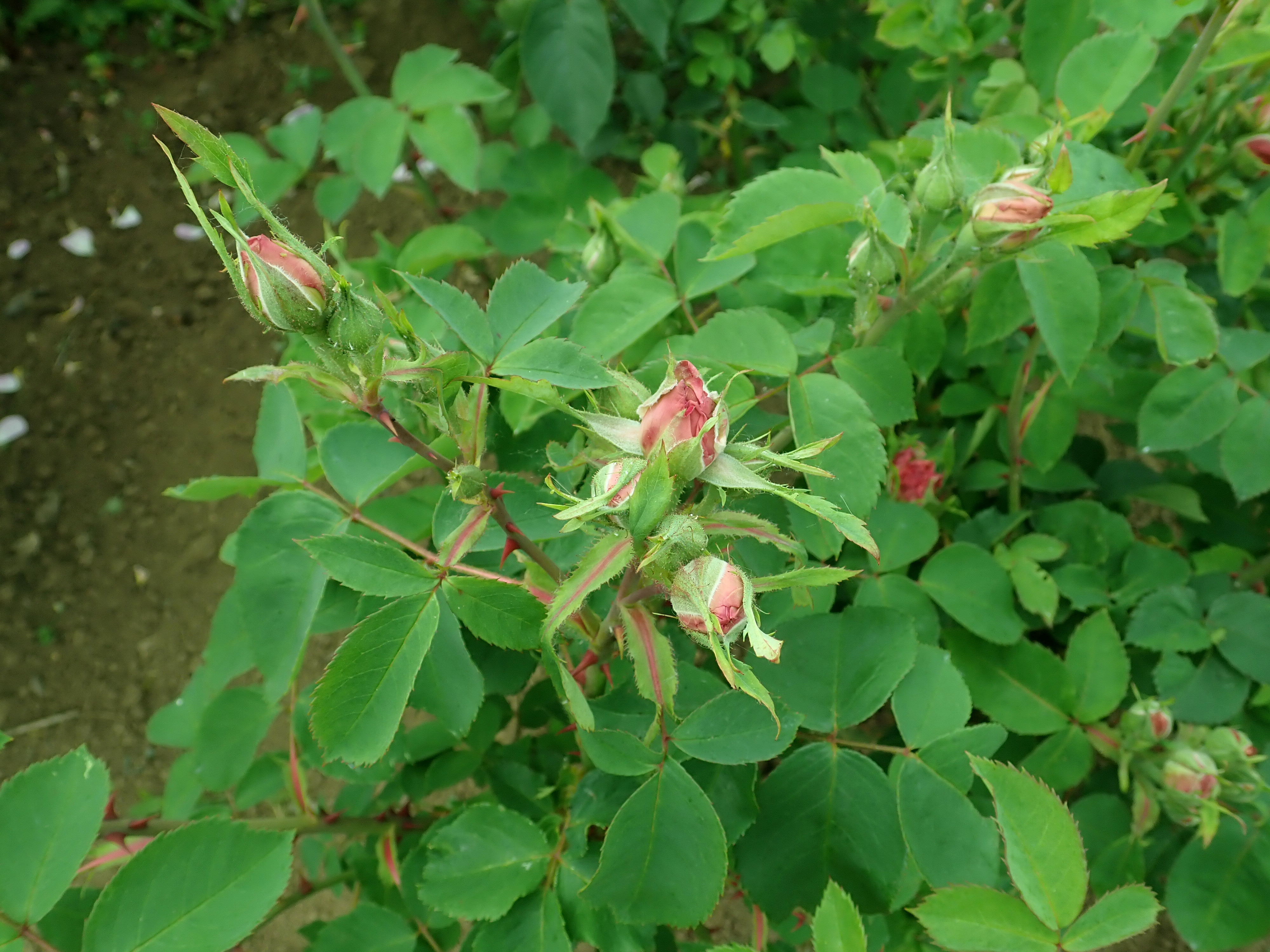
'Rose Edouard' (onbekend, voor 1819)
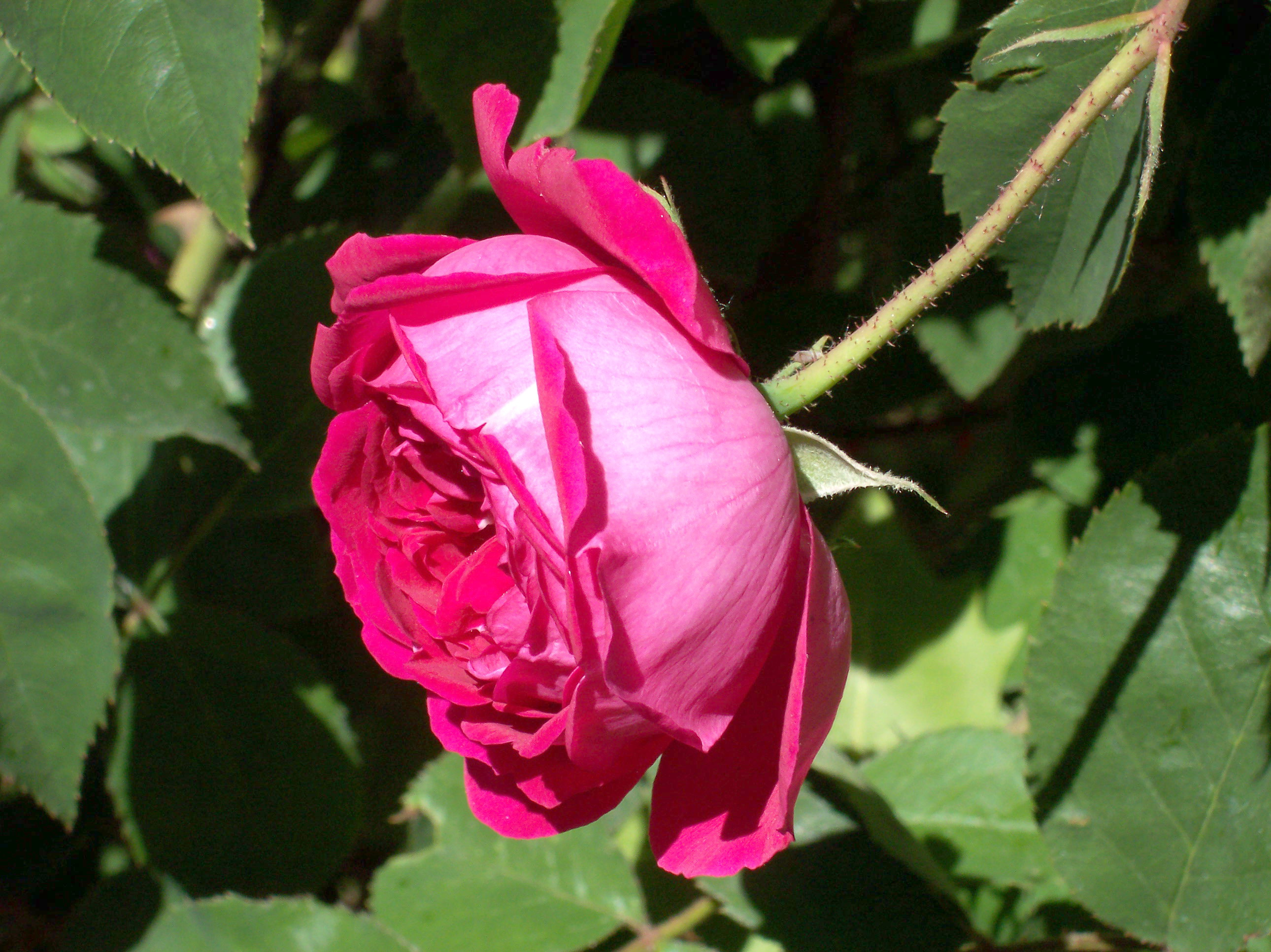
'Rosier de l'Île de Bourbon' (Jacques, 1821)

### Verdere teelt van de Bourbonrozen
Na de introductie van de rozen 'Rosier de l'Île de Bourbon' en 'Rose Edouard' in Frankrijk, zagen rozentelers snel hun potentieel en begonnen ze deze teeltlijn te exploiteren. De bolvormige, dicht gevulde donkerroze bloemen, bloeiden meerdere keren per jaar, wat in die tijd nog zeer zeldzaam was bij de toen bekende rozen. Gedurende de hele 19e eeuw werden honderden nieuwe Bourbonrozen geïntroduceerd. Hier kwam een einde aan in het begin van de 20e eeuw, en slechts een klein deel van de vele Bourbonrozen overleefde.

## Bourbonrozen (selectie)
De volgende foto's tonen een selectie van de bekendste Bourbonrozen gesorteerd op het jaar van veredeling:

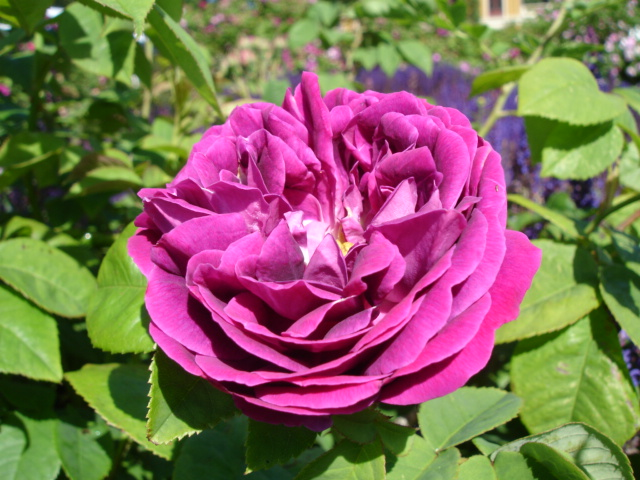
'Las Casas' (Vibert, 1828)
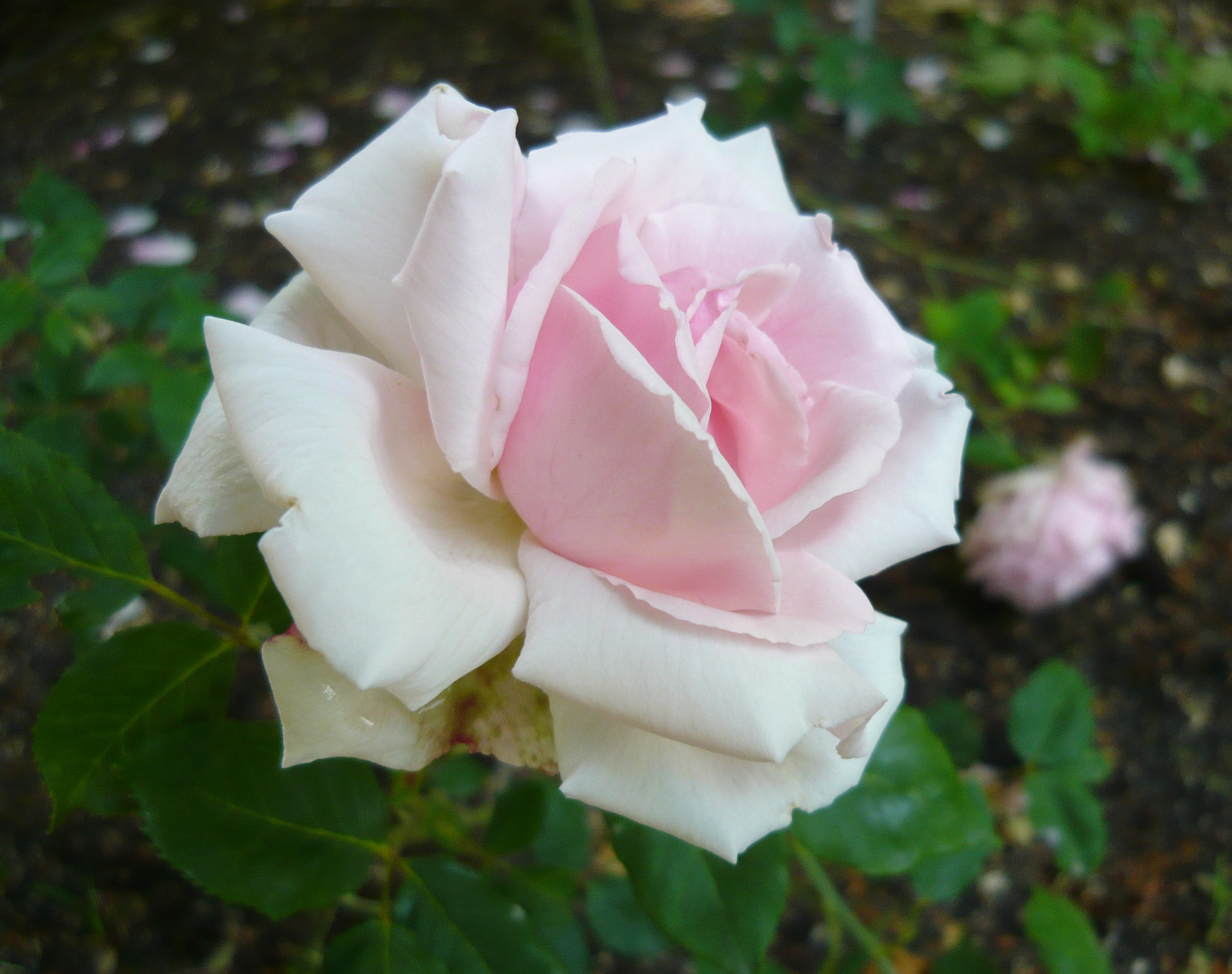
'Blairii No. 1' (Blair, 1830)
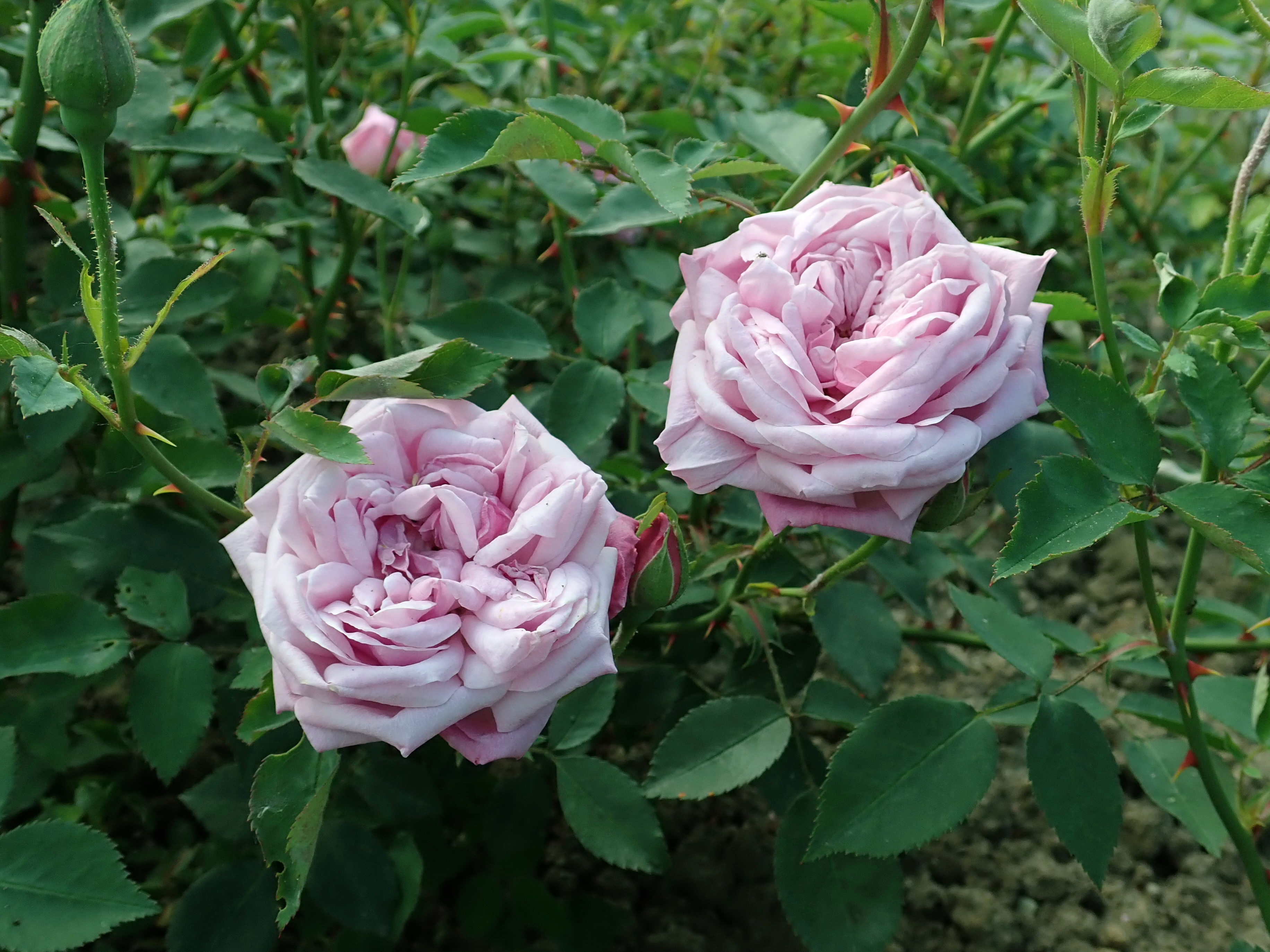
'Hermosa' (Marchesseau, 1832)
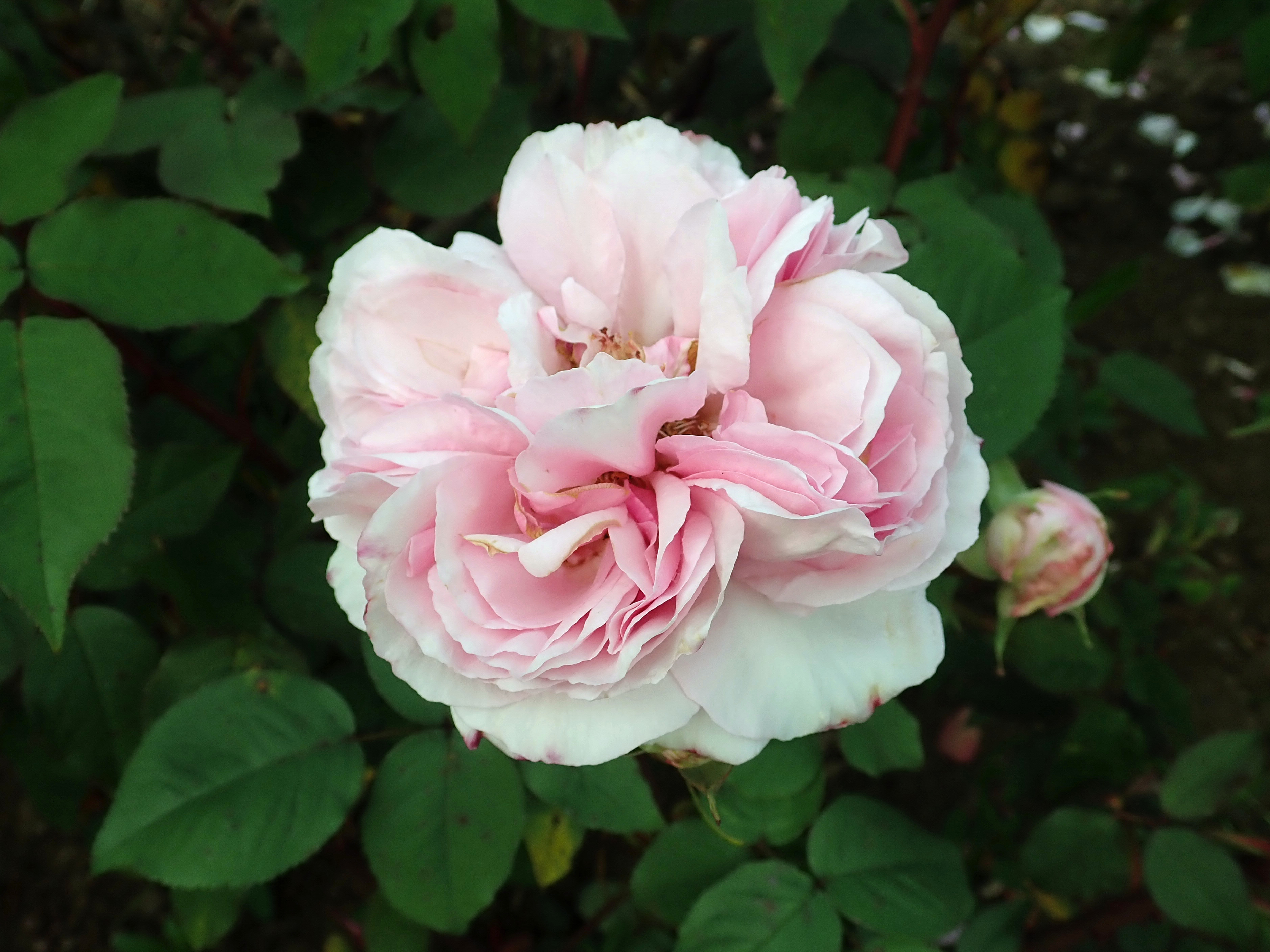
'Mrs. Bosanquet' (Laffay, 1832)
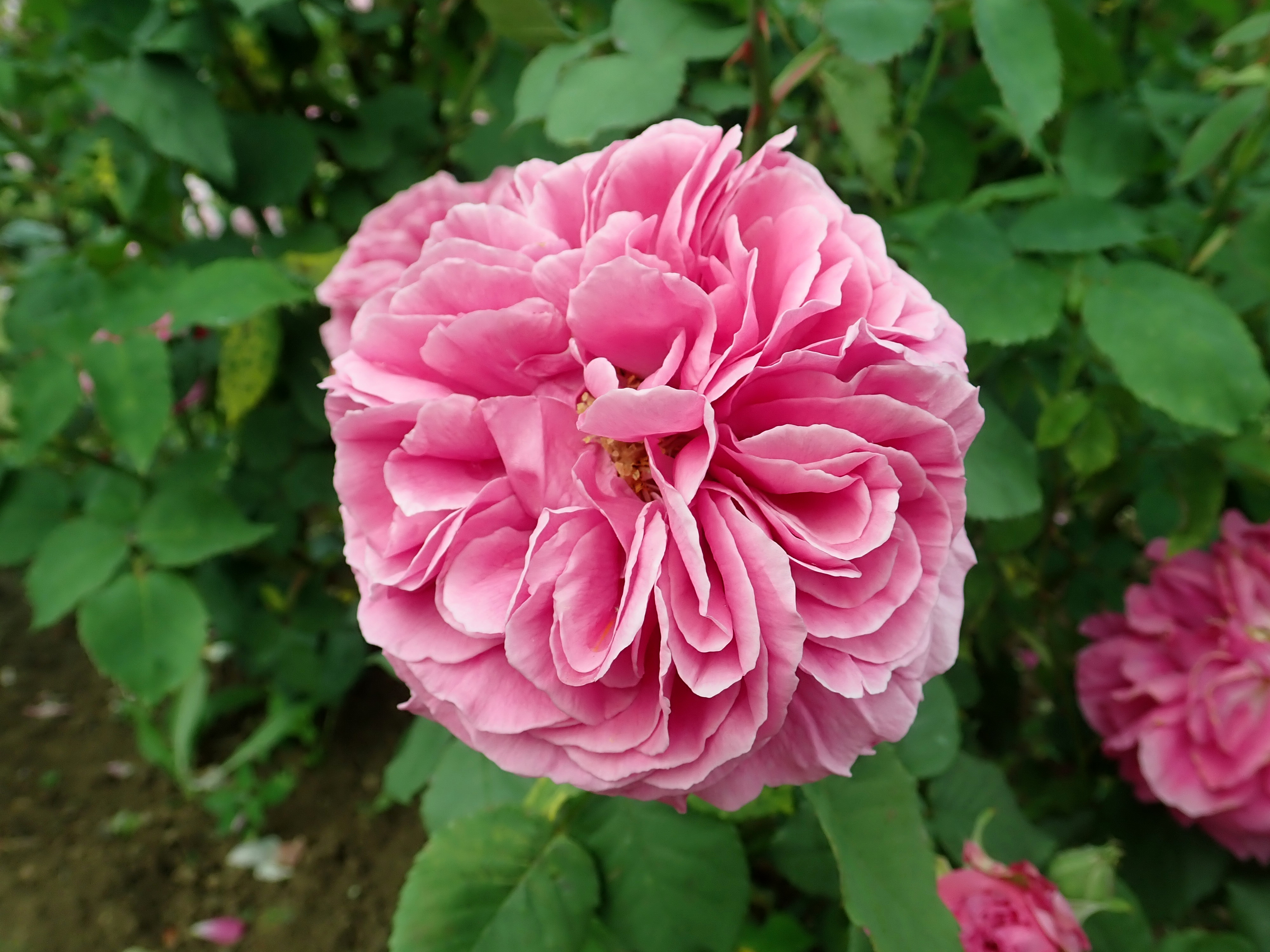
'Bouquet de Flore' (Bizard, 1833)
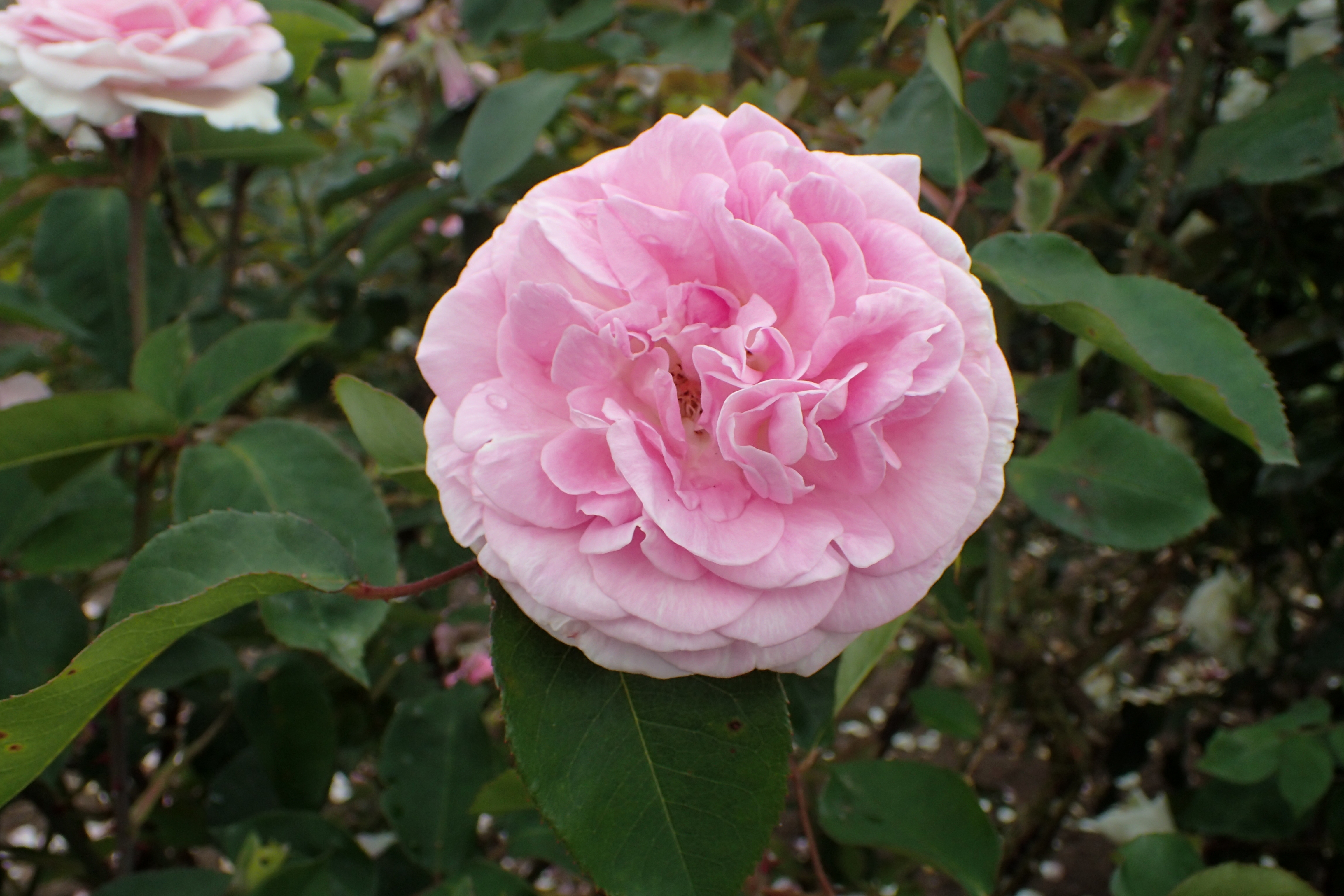
'Blairii No. 2' (Blair, before 1834)
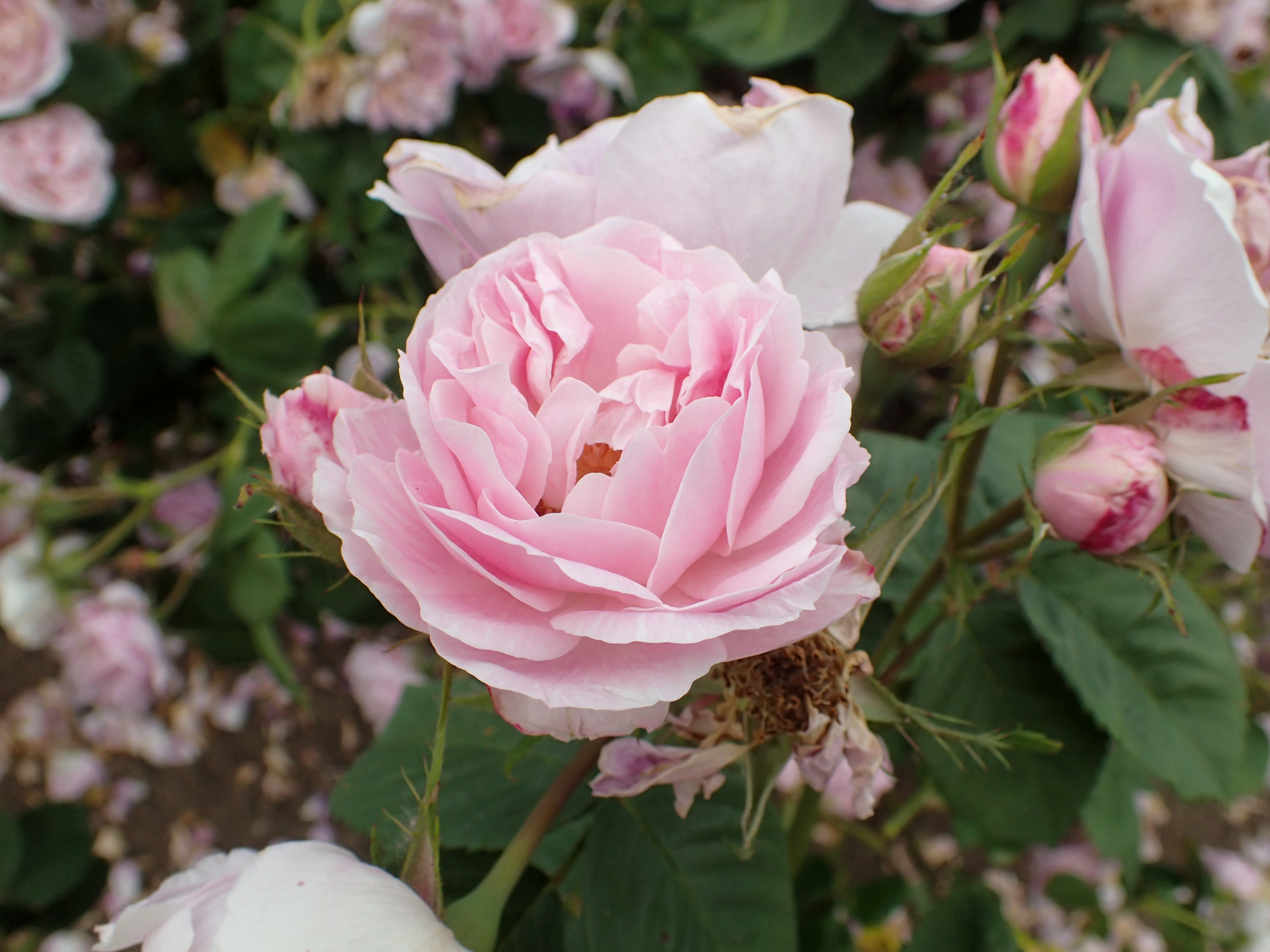
'Reine des Île-Bourbon' (Mauget, 1834)
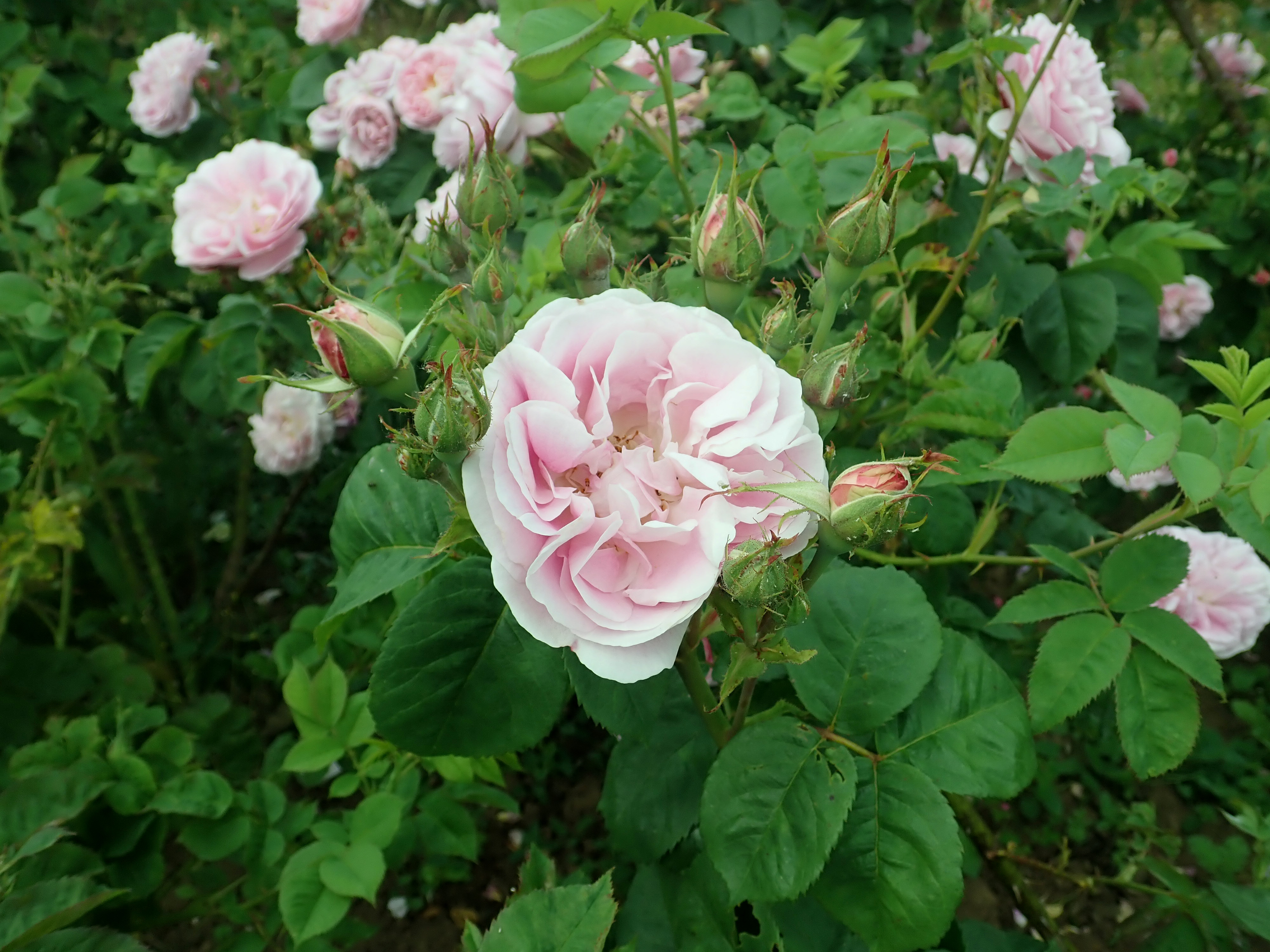
'Céline' (Laffay, 1835)
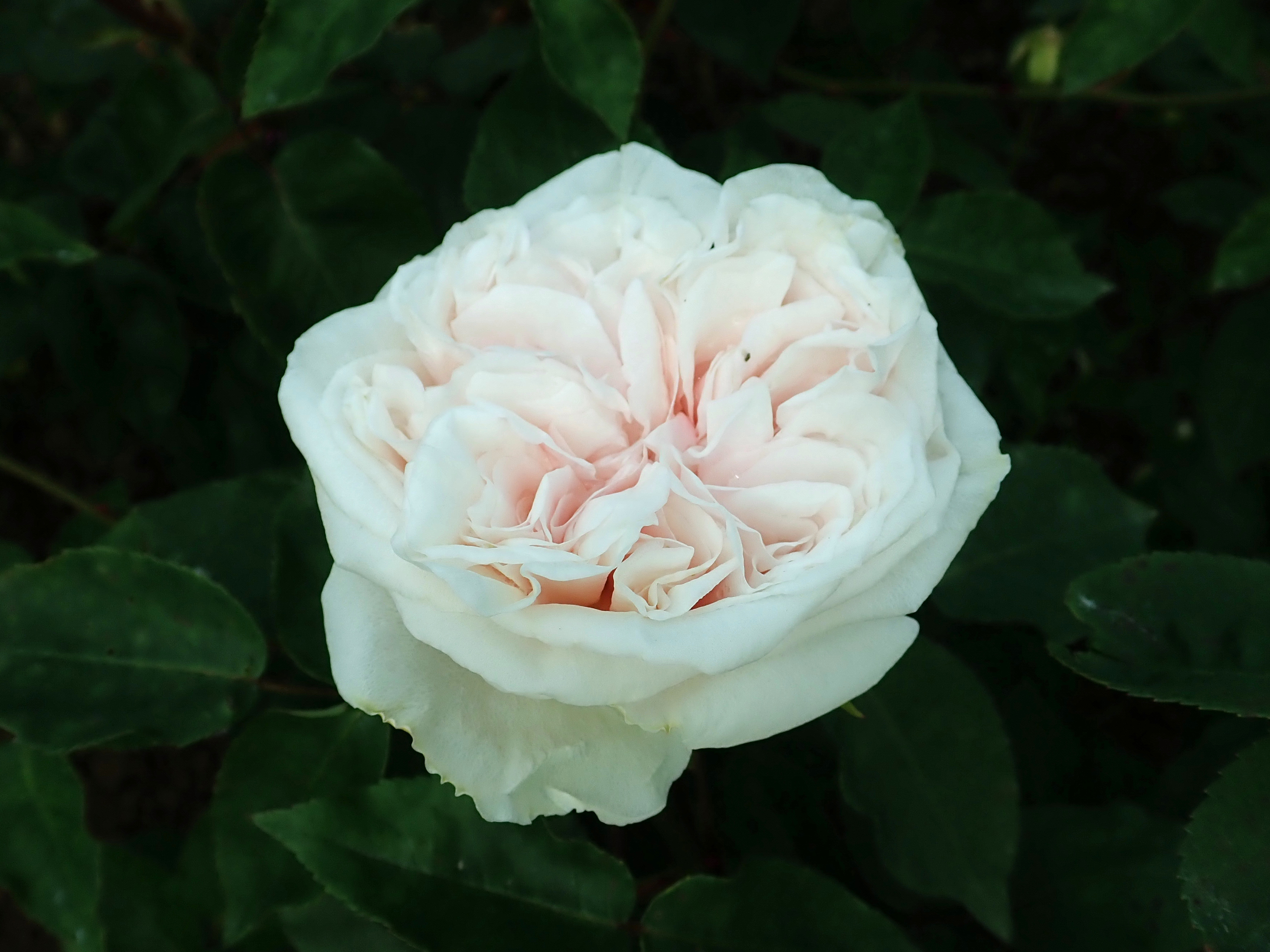
'Acidalie' (Rousseau, voor 1837)
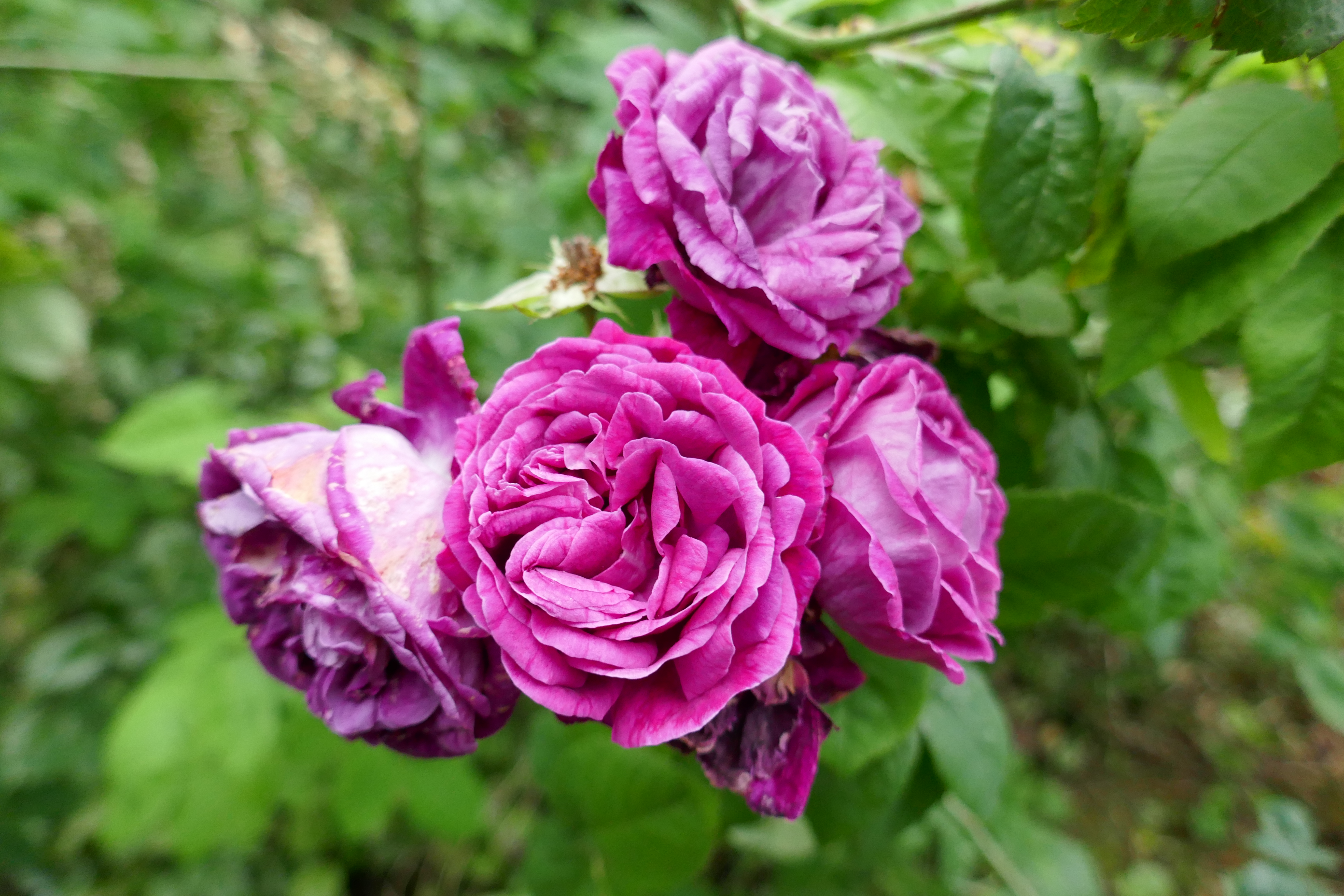
'Prince Charles' (Hardy, voor 1837)
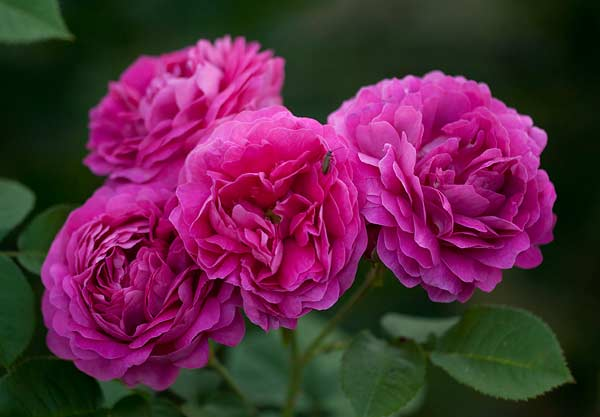
'Great Western' (Laffay, 1838)
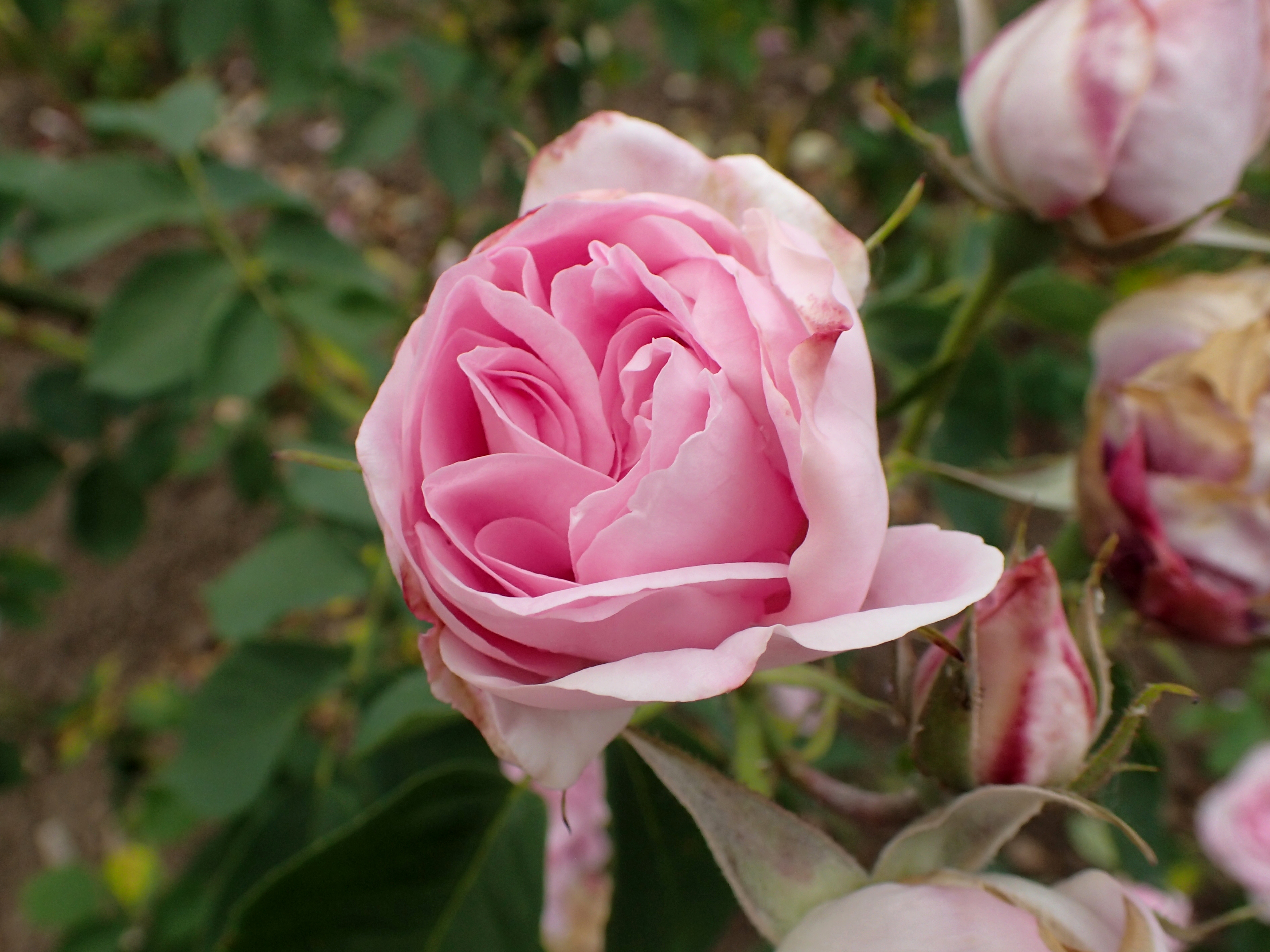
'Pierre de St. Cyr' (Plantier, 1838)
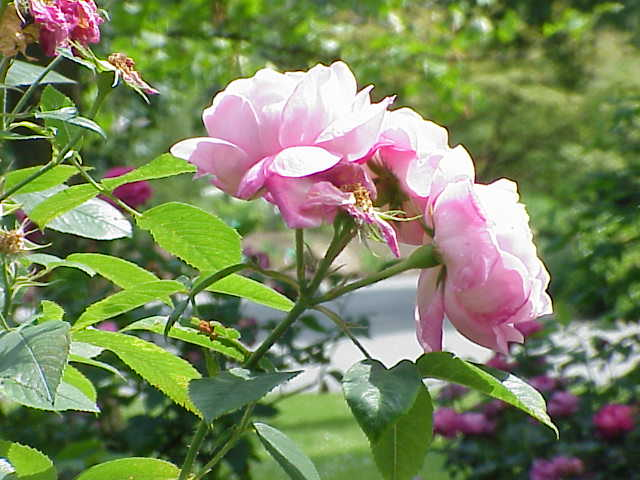
'Coupe d'Hébé' (Laffay, 1840)
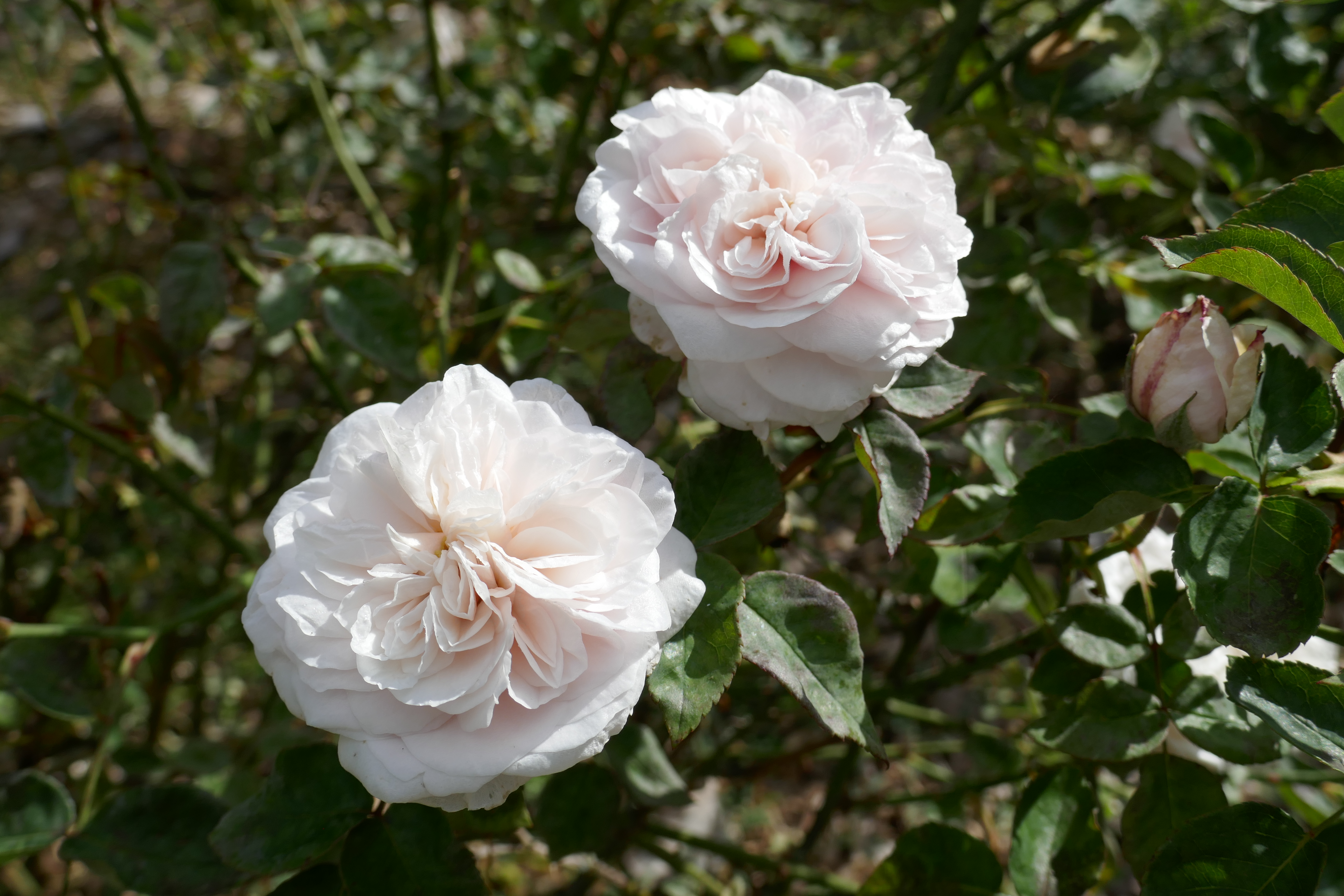
'Souvenir de la Malmaison' (Beluze, 1843)
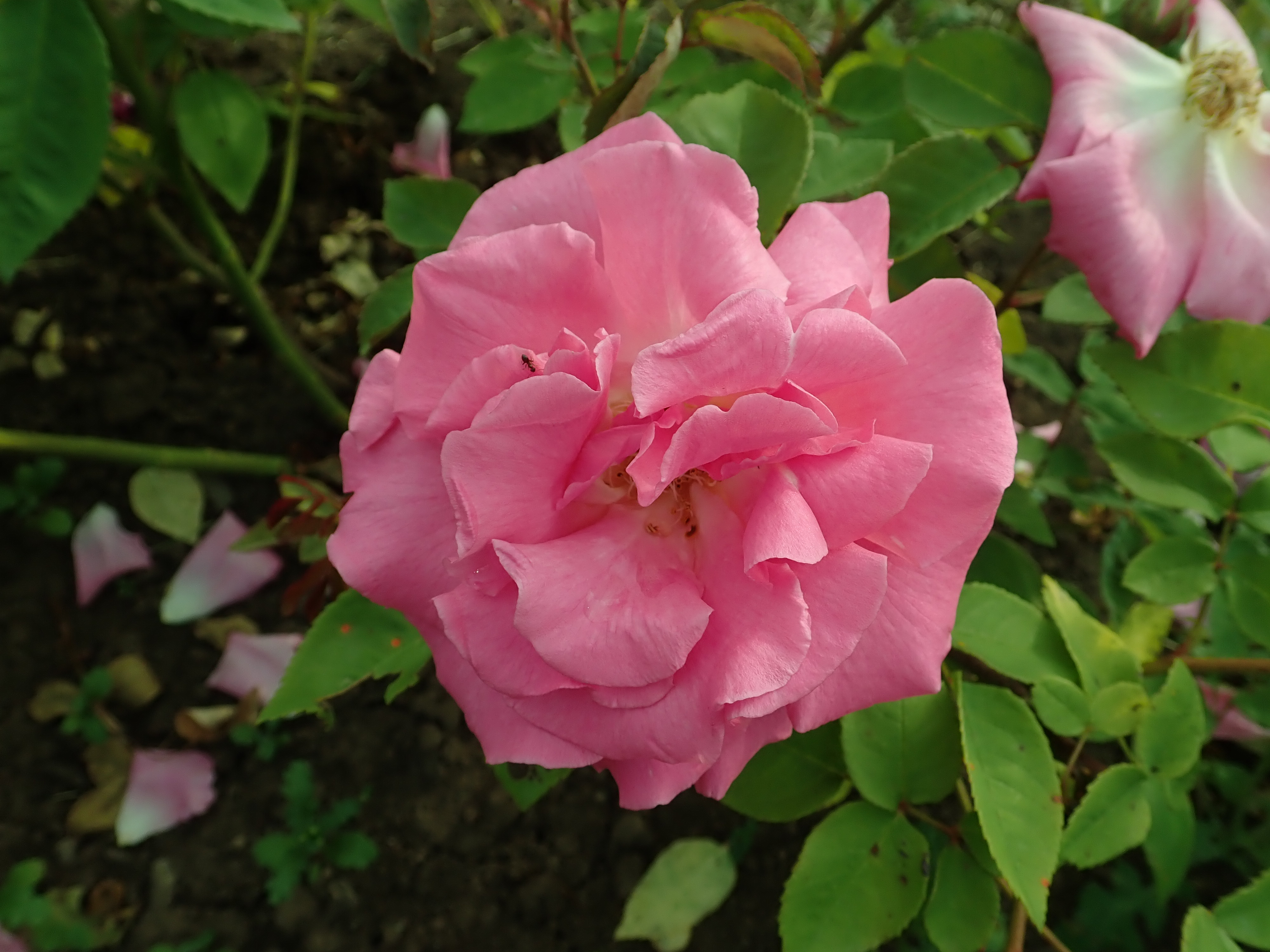
'Reine des Vierges' (Beluze, 1844)
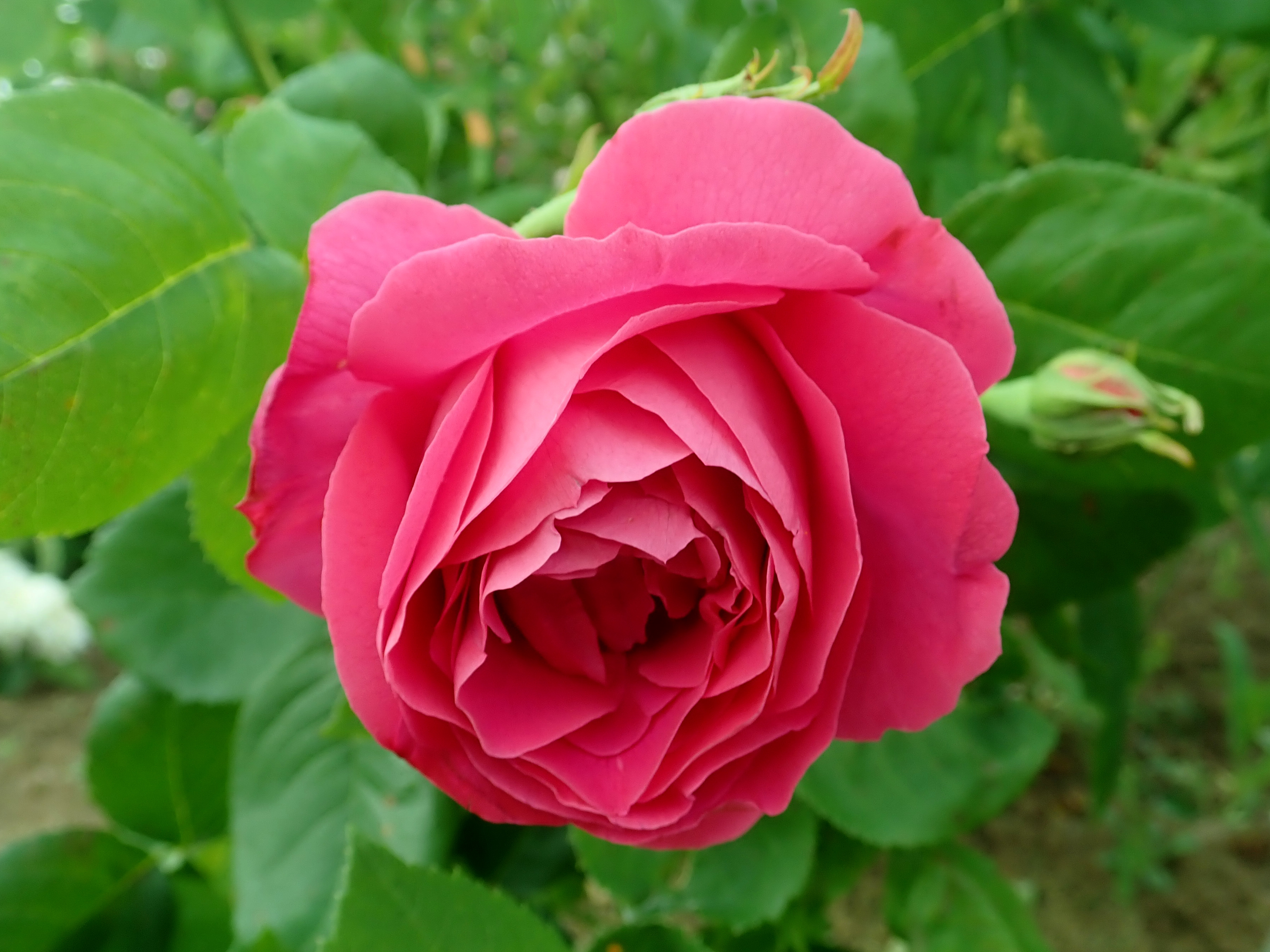
'Beauté de Versailles' (Souchet, 1846)
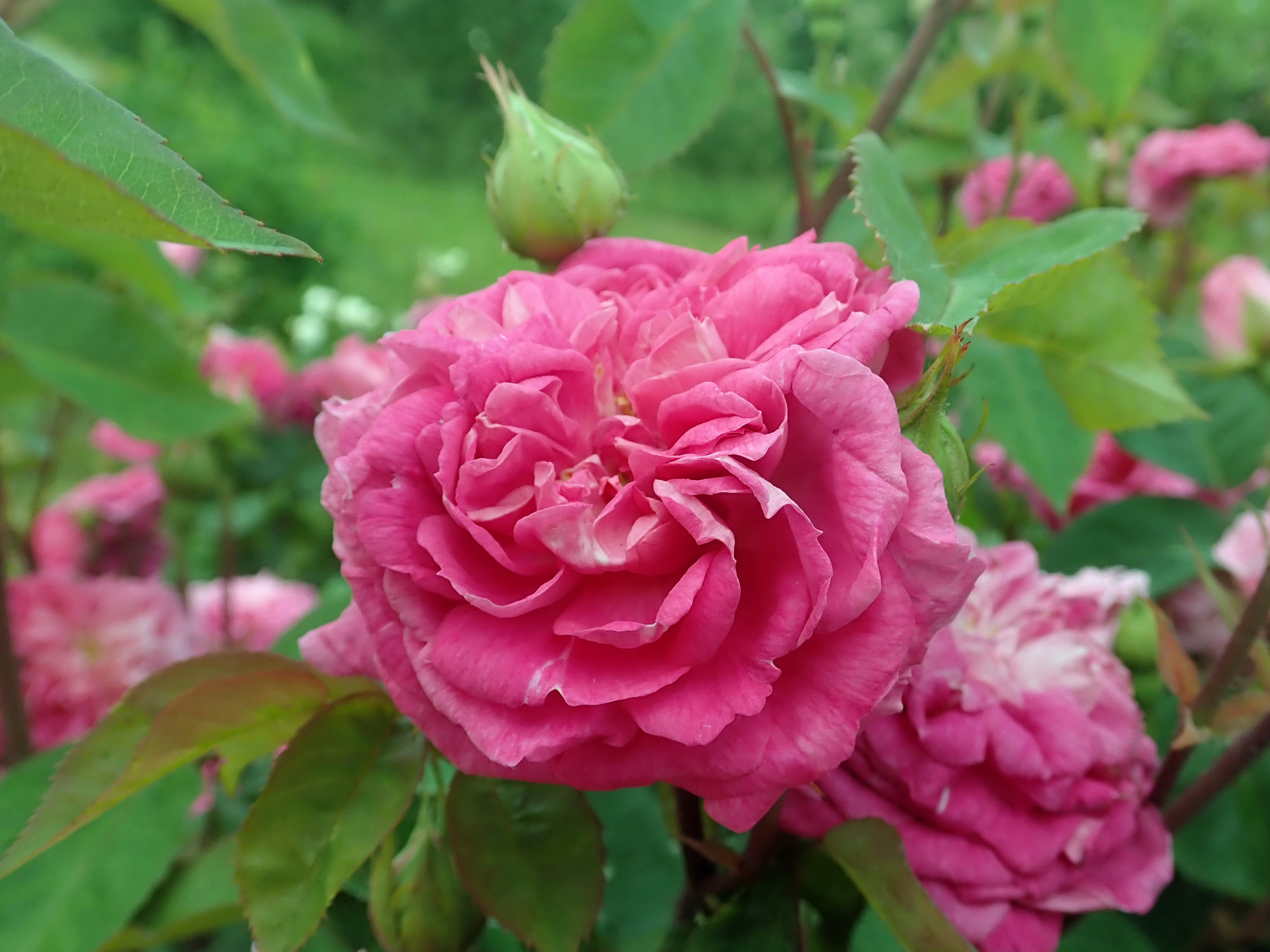
'Leveson Gower' (Beluze, voor 1846)
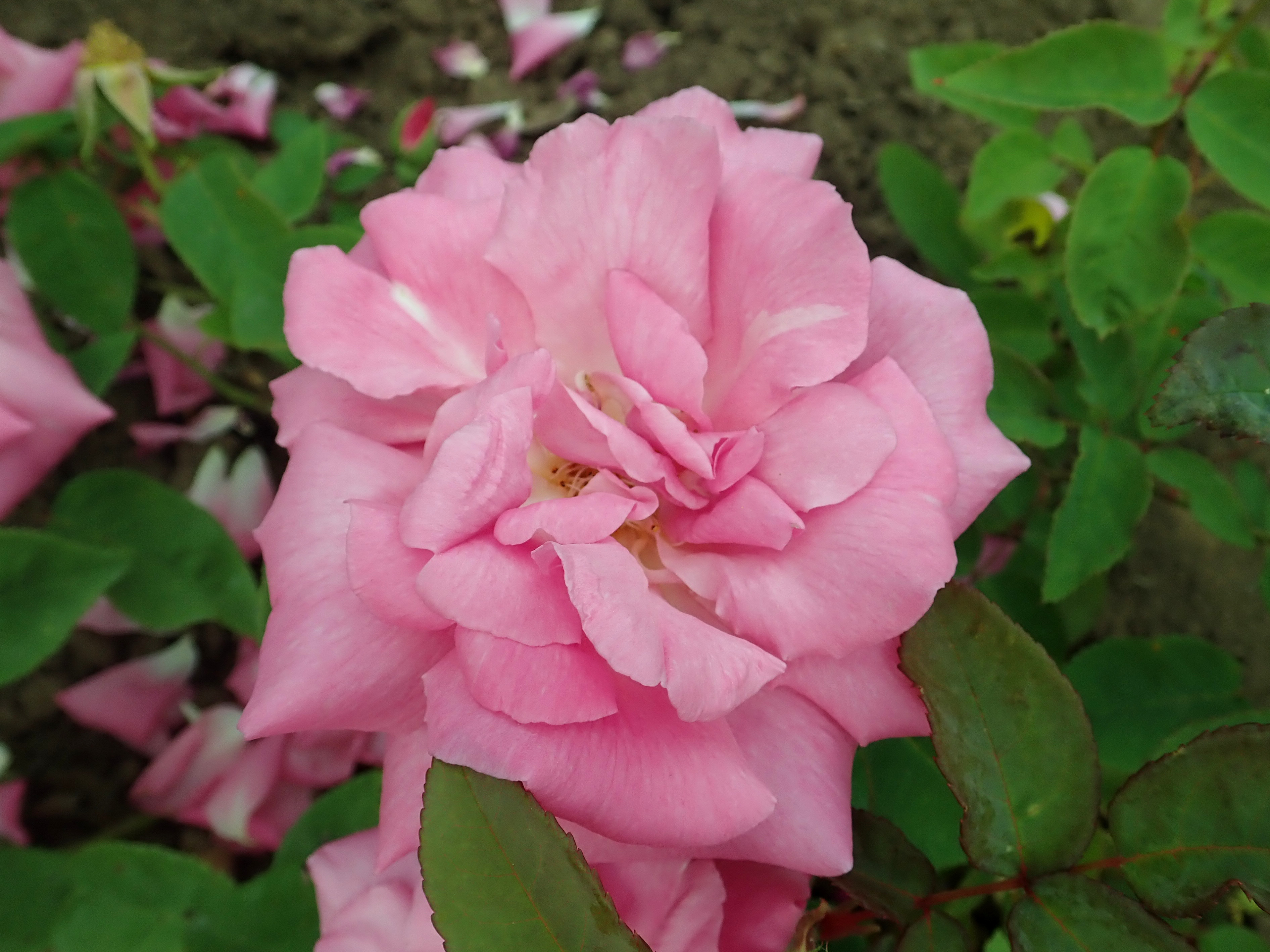
'Appoline' (Verdier, 1848)
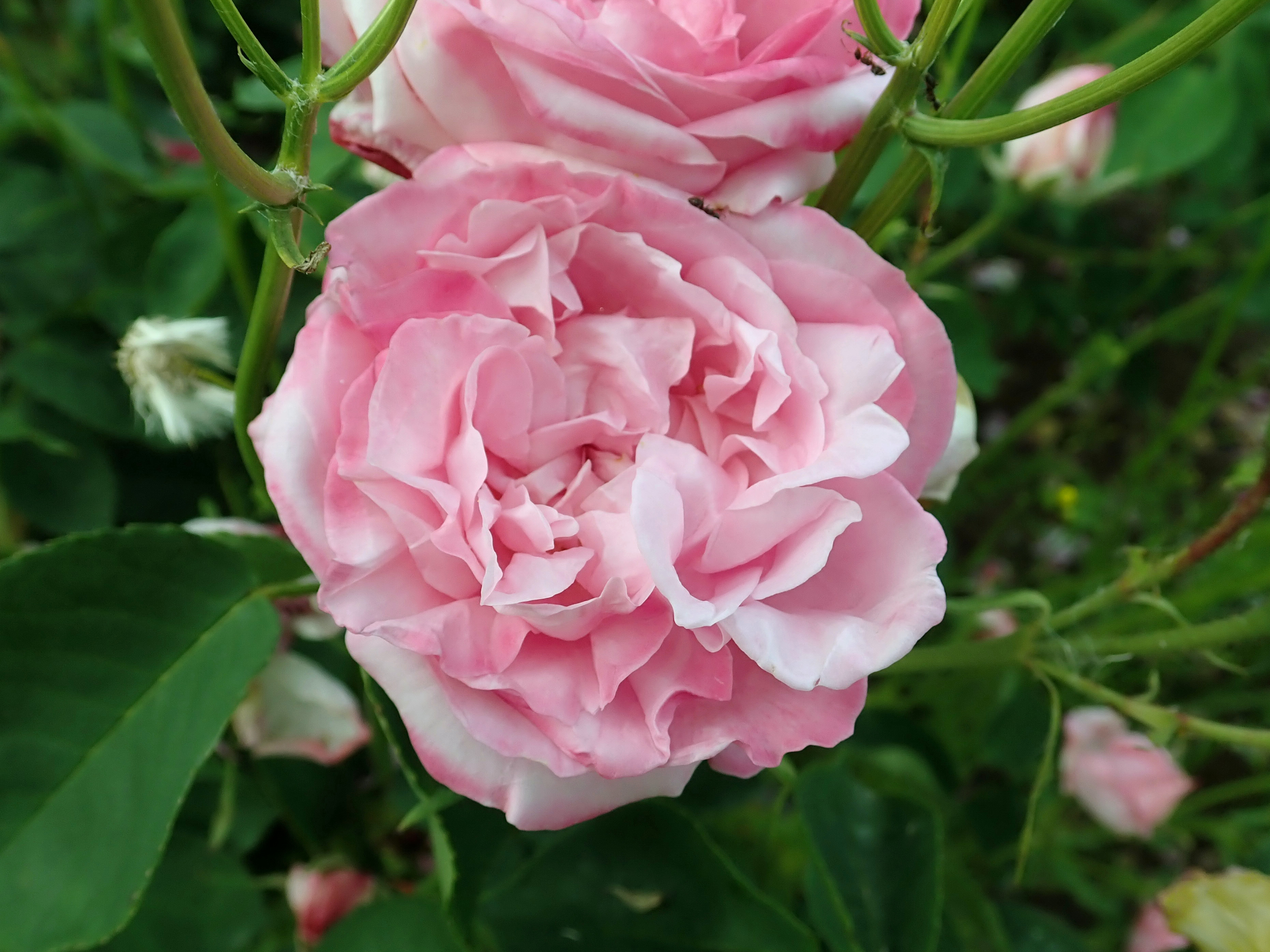
'Toussaint-Louverture' (Miellez, 1849)
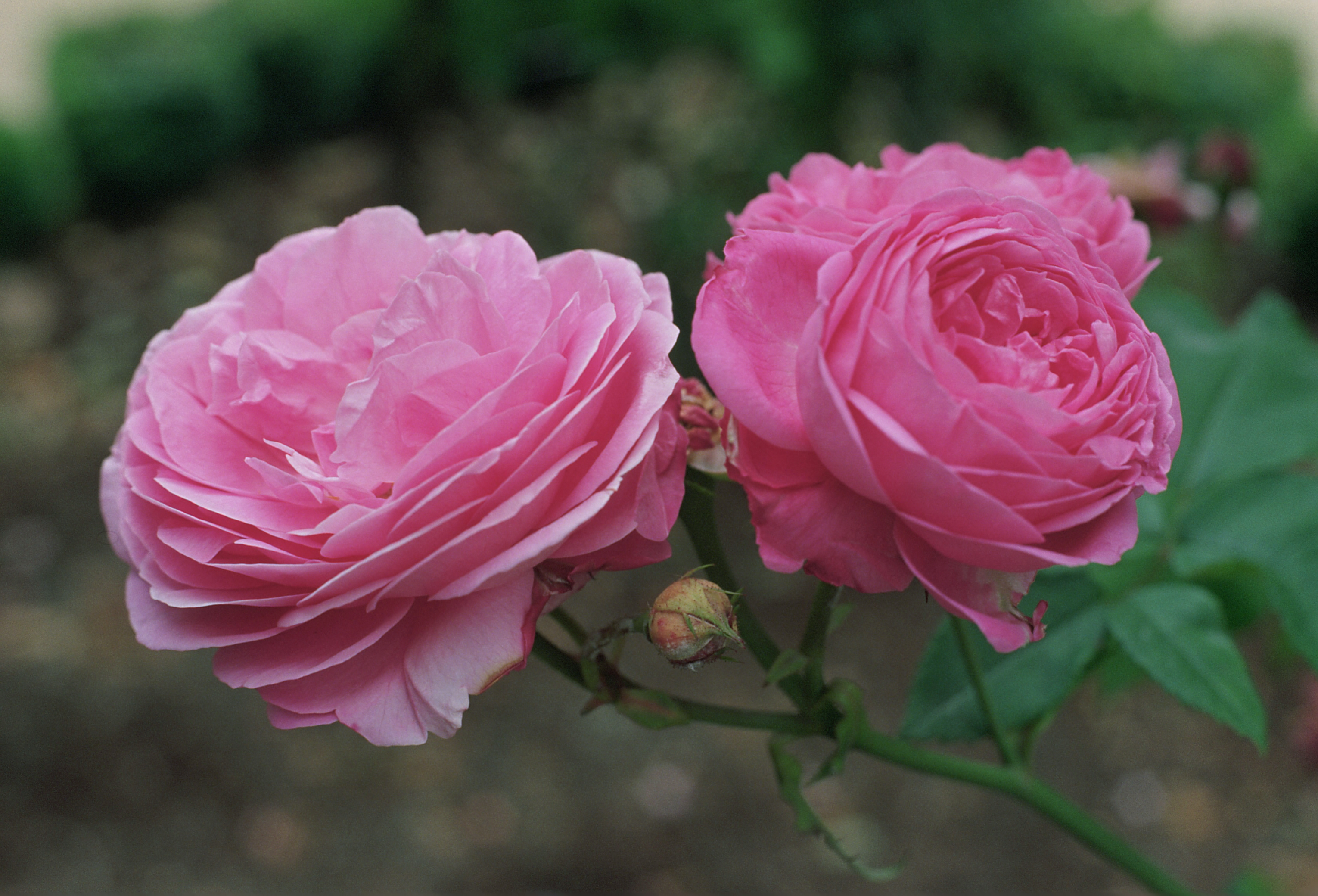
'Louise Odier' (Margottin, 1851)
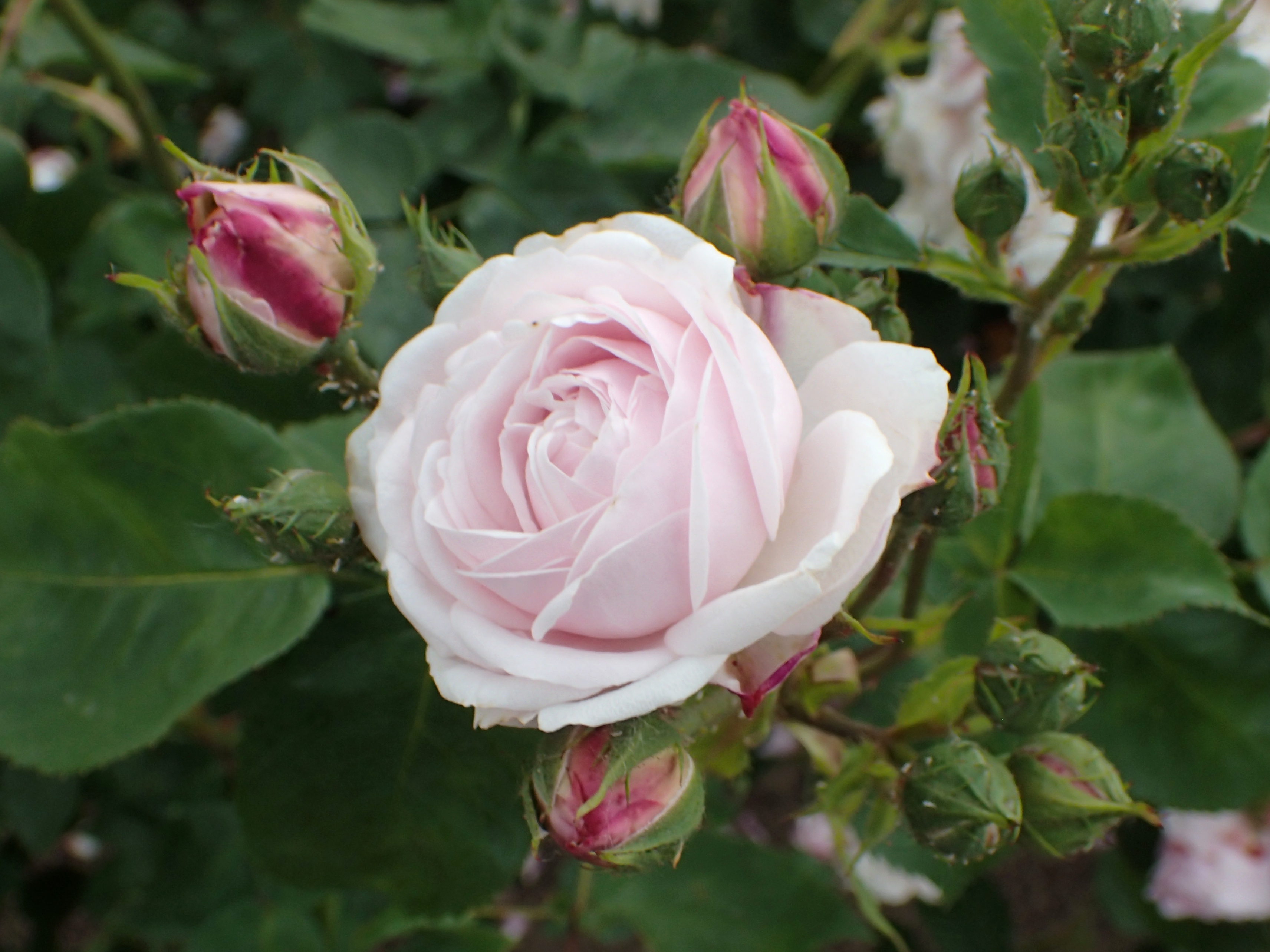
'Mademoiselle Blanche Lafitte' (Pradel, 1851)
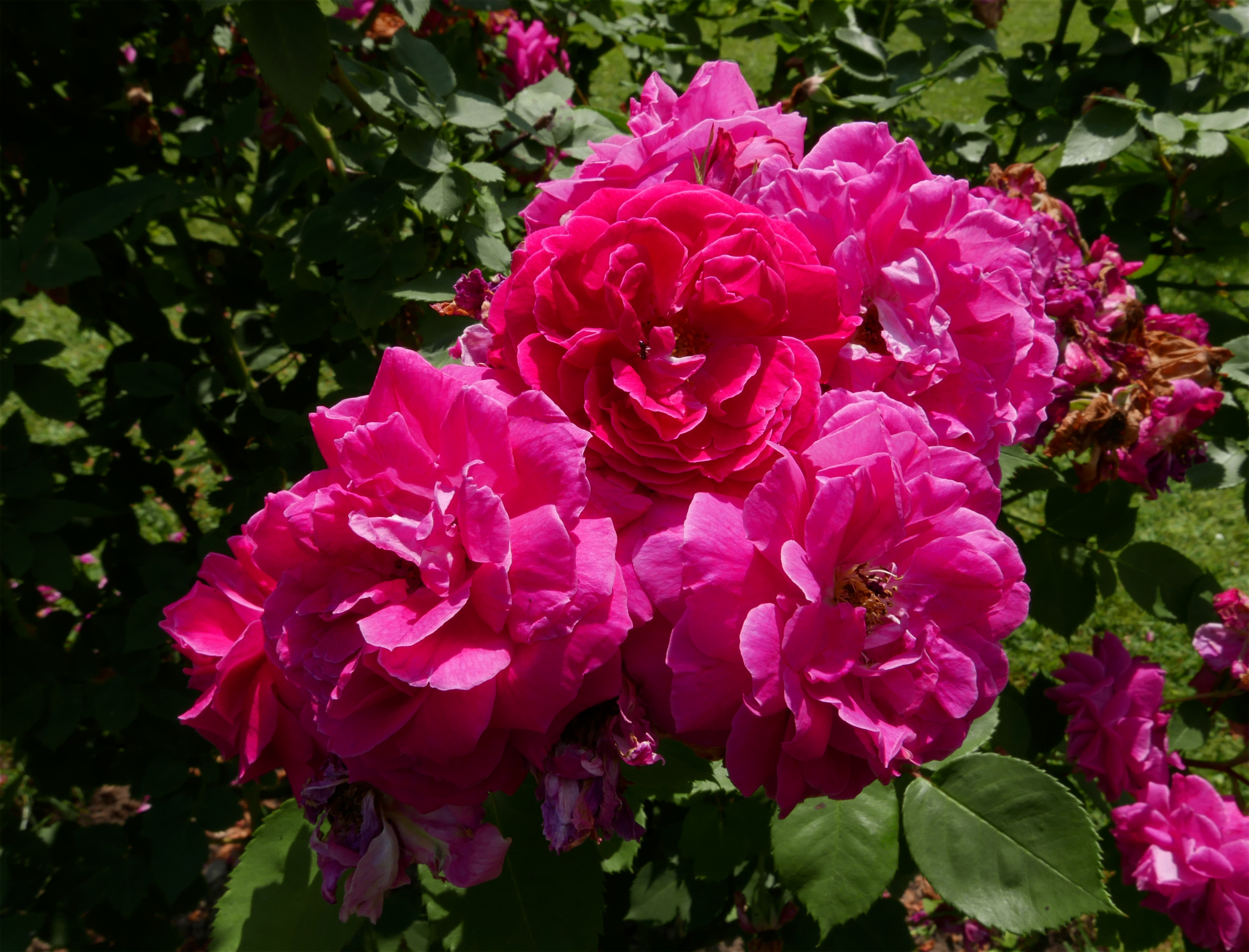
'Sir Joseph Paxton' (Laffay, 1852)
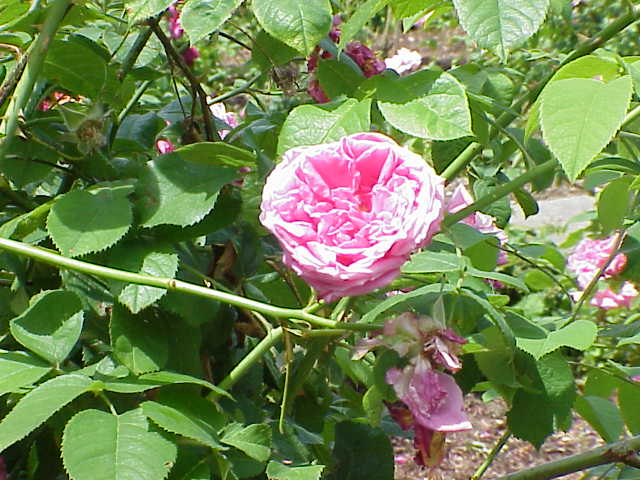
'Charles Lawson' (Lawson, 1853)
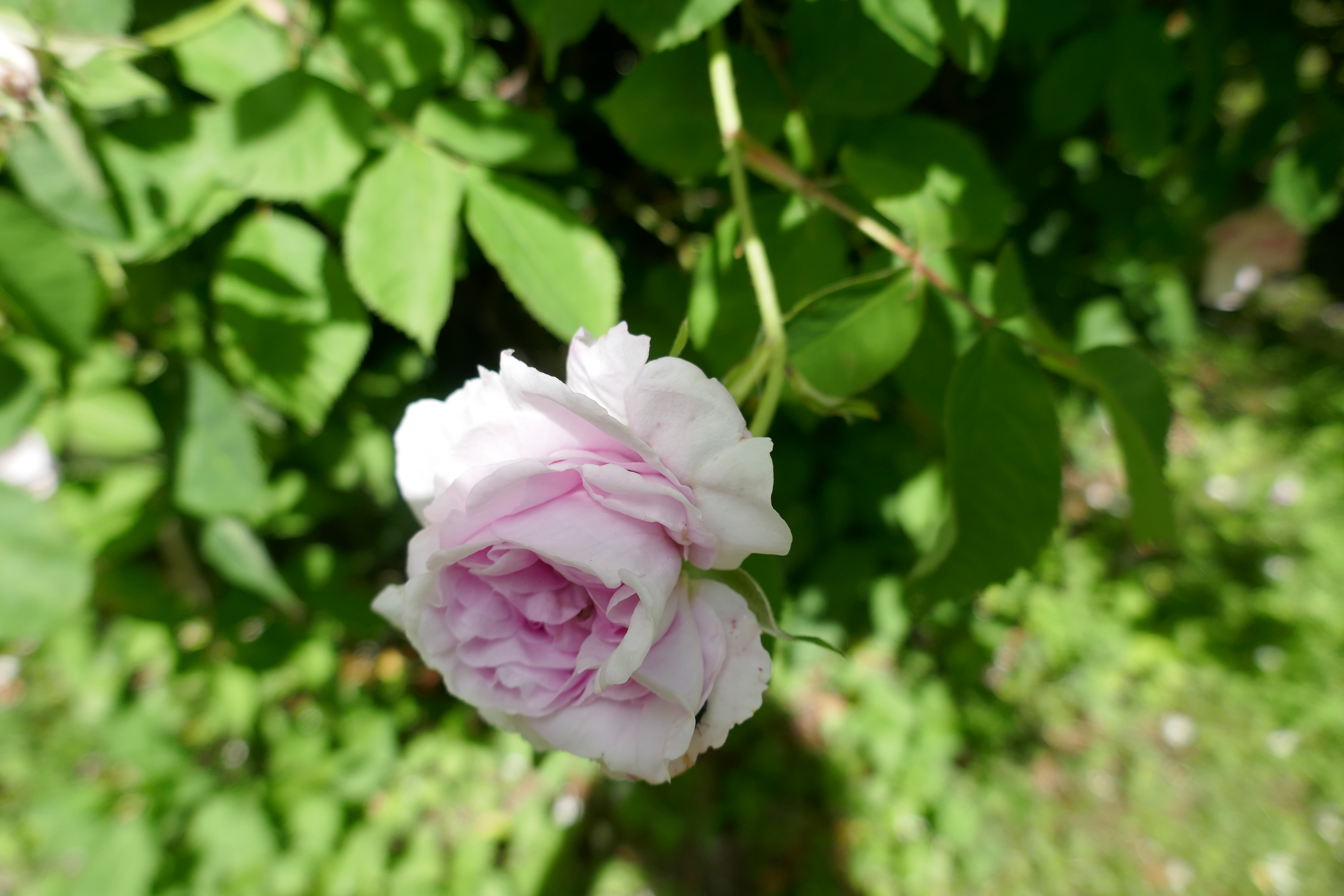
'Omer-Pacha' (Pradel, 1853)
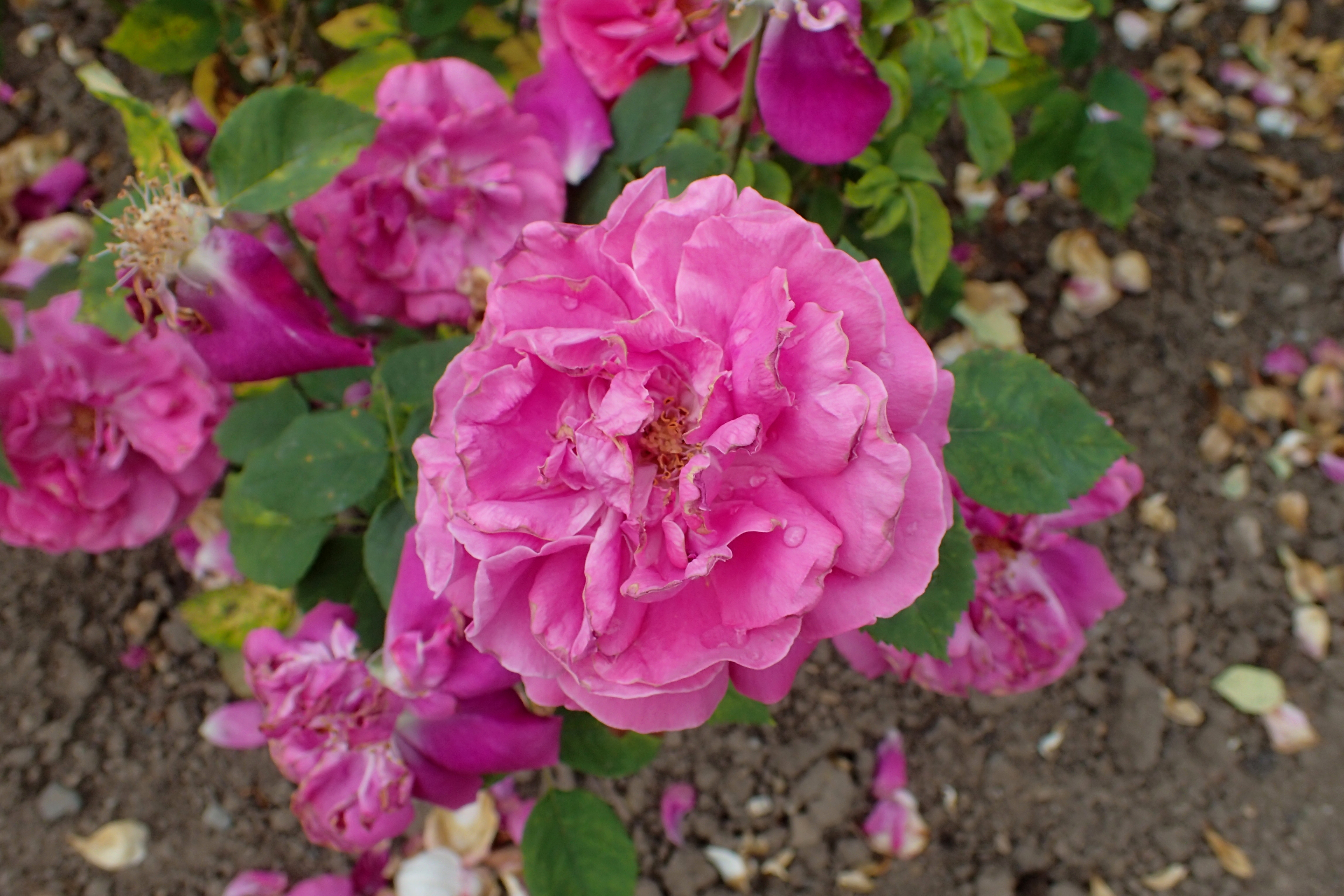
'Vivid' (A. Paul, 1853)
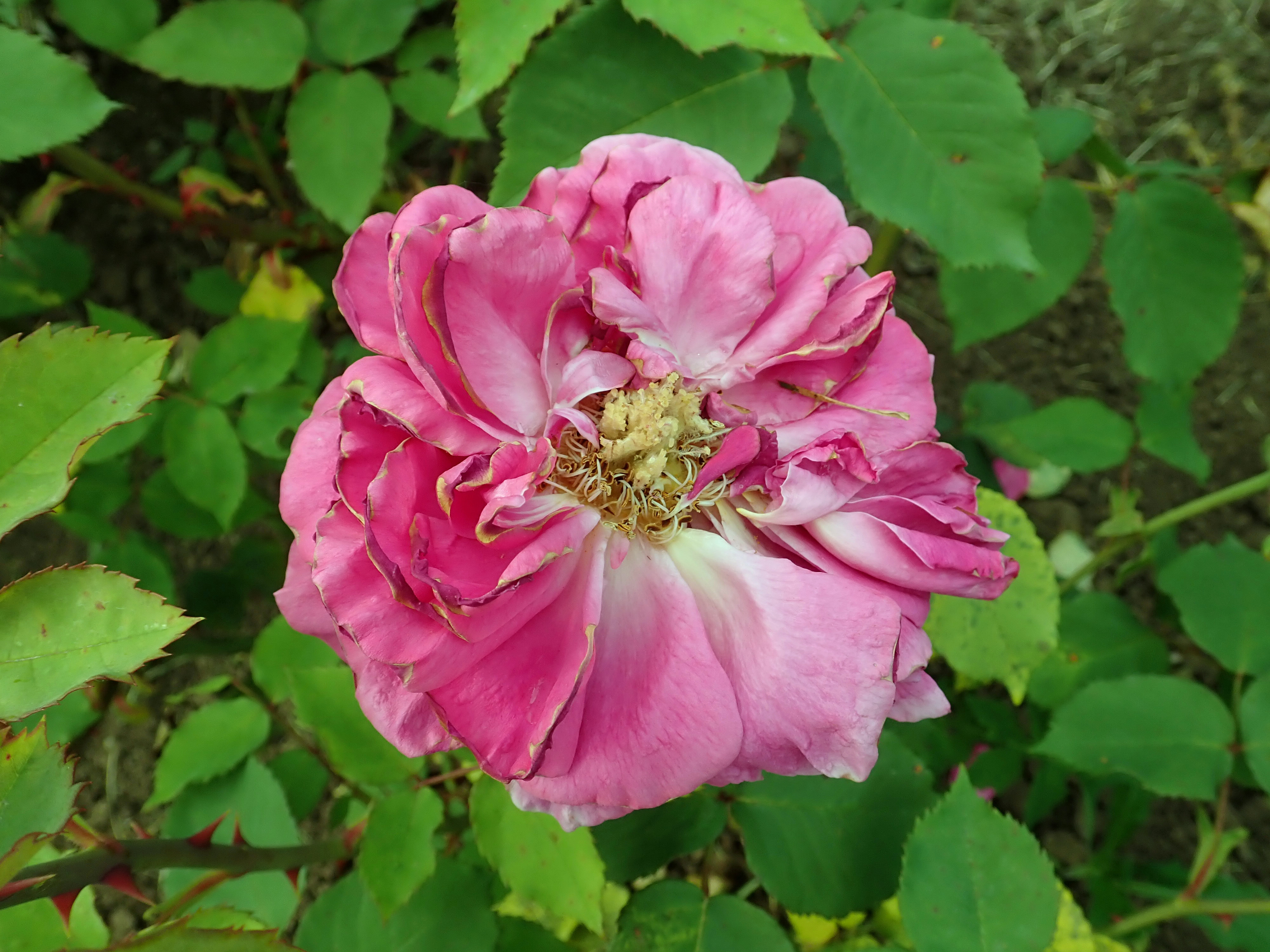
'Marquise de Balbiano' (Lacharme, 1855)
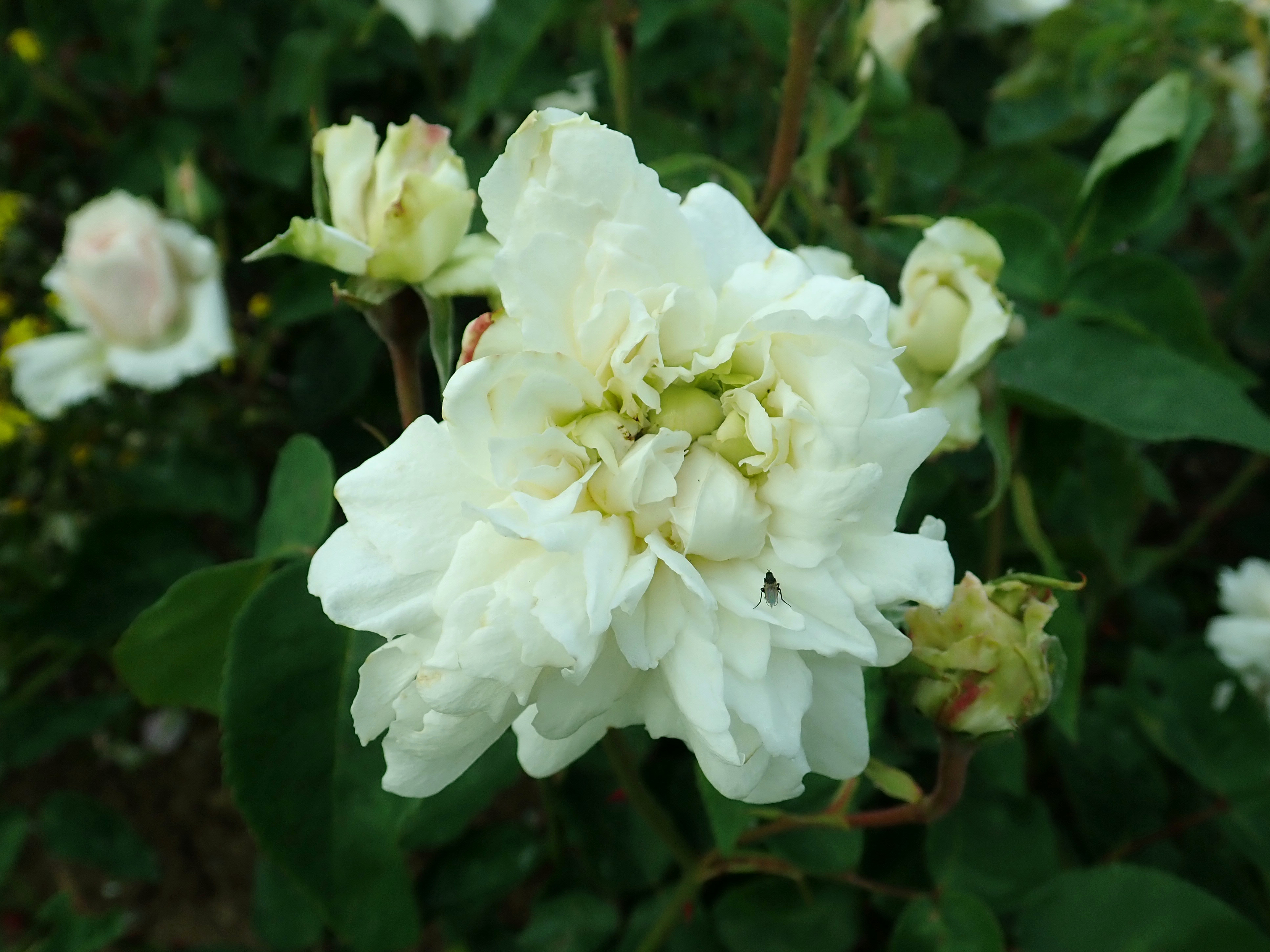
'Edith de Murat' (Ducher, 1858)
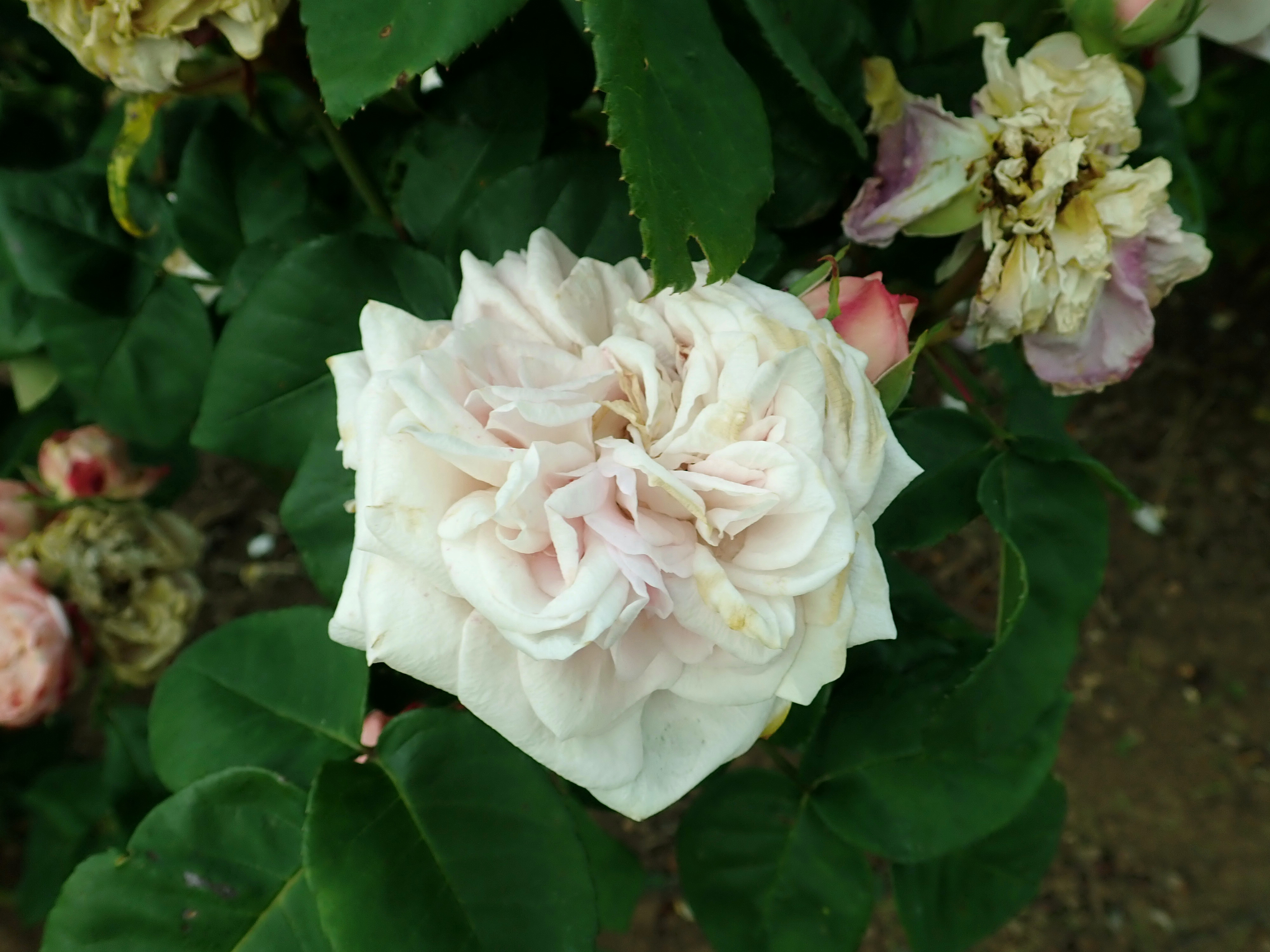
'Giuletta' (Laurentius, voor 1859)
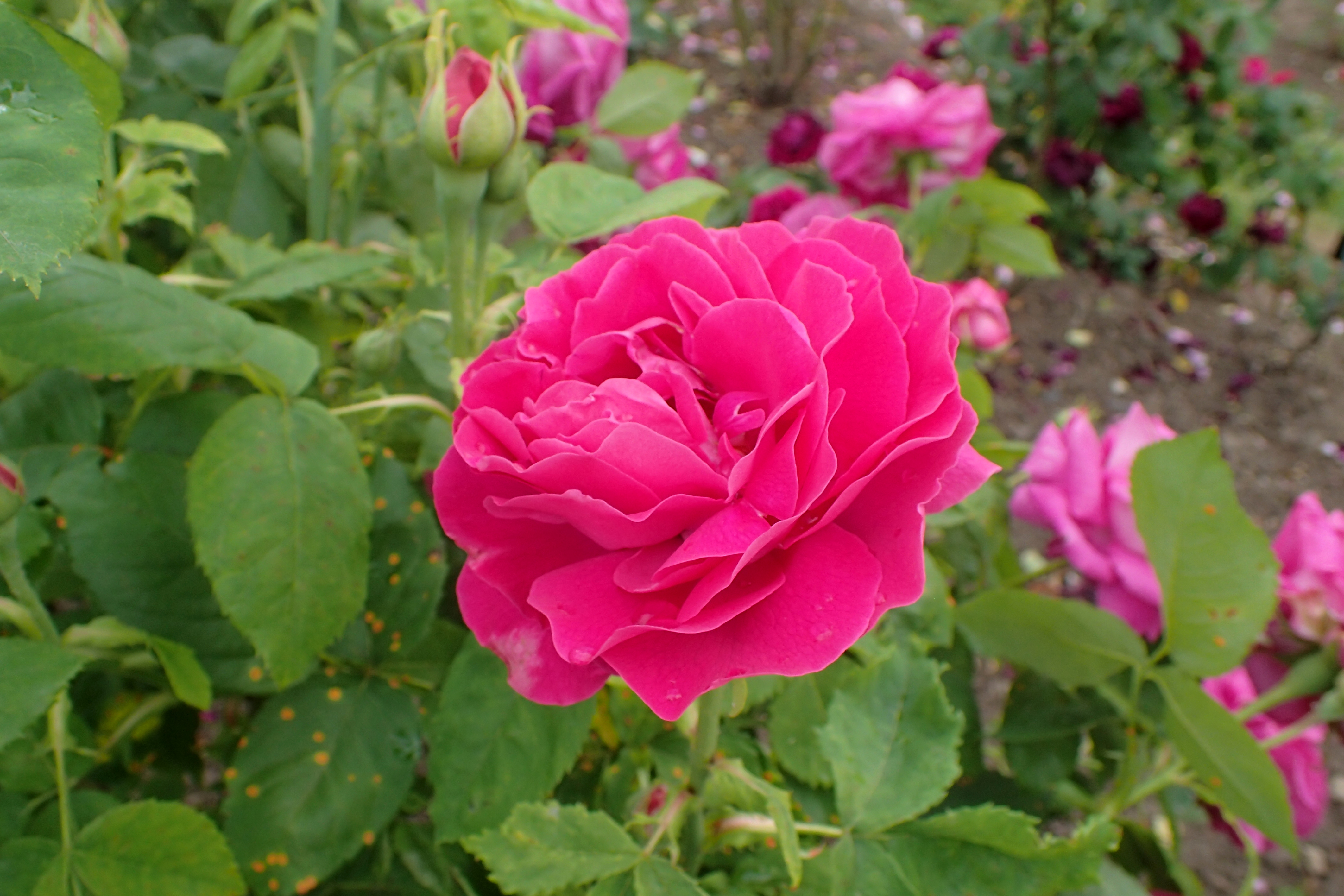
'Baron J.B. Gonella' (Guillot, 1859)
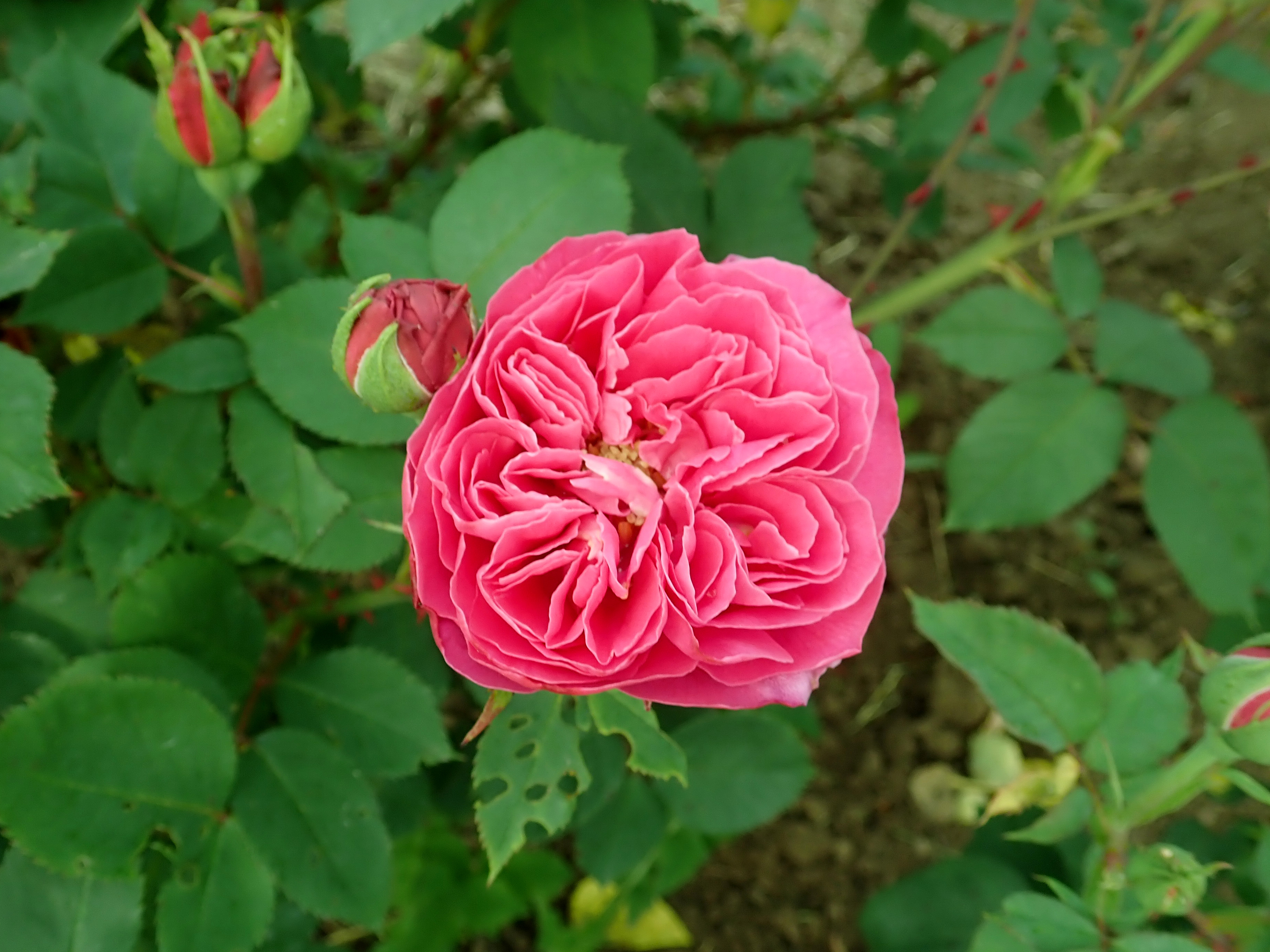
'Duc de Crillon' (Moreau-Robert, 1860)
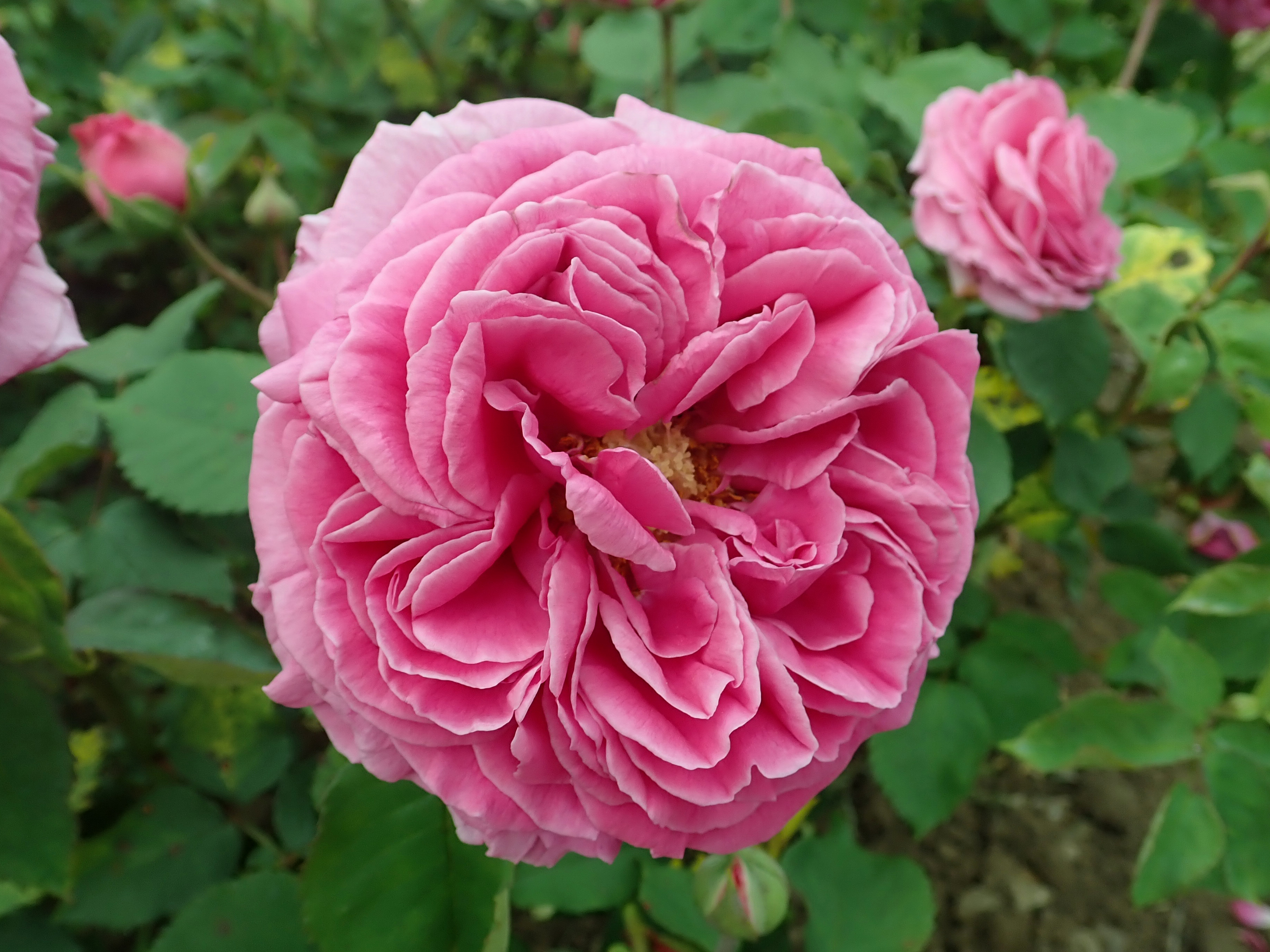
'Garibaldi' (Pradel, 1860)
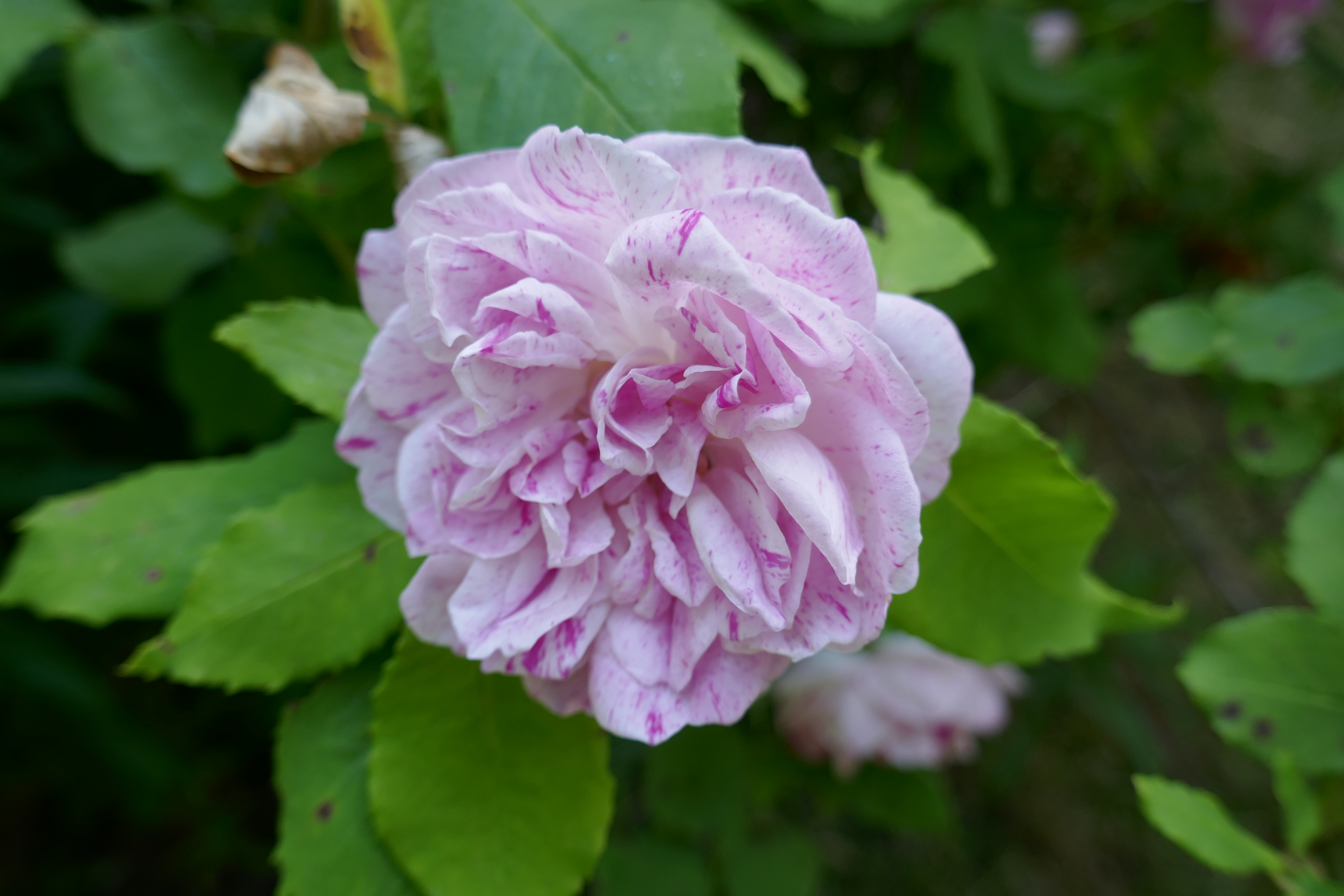
'Provins Panaché' (Fontaine, 1860)
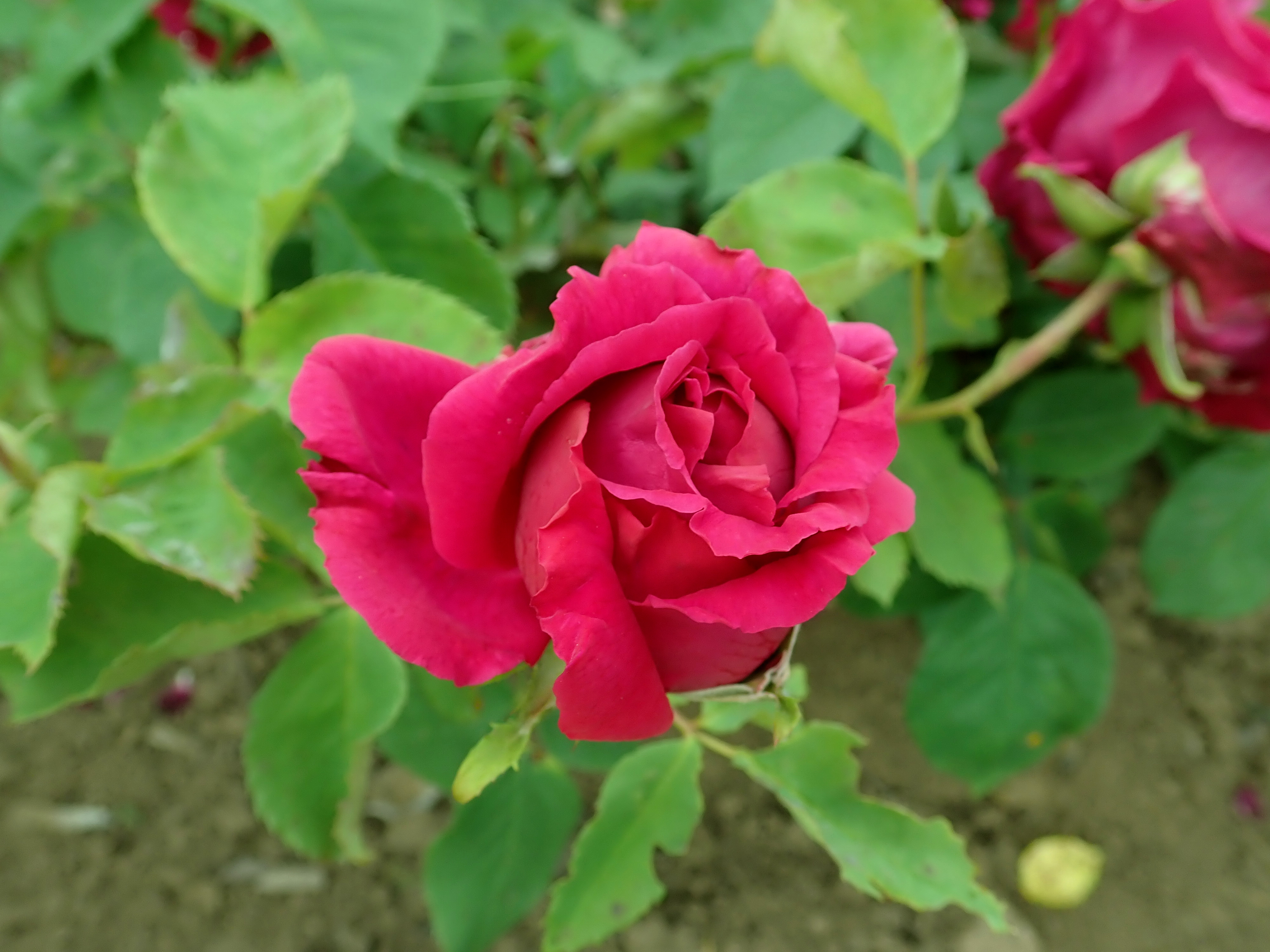
'Baronne de Noirmont' (Granger, 1861)
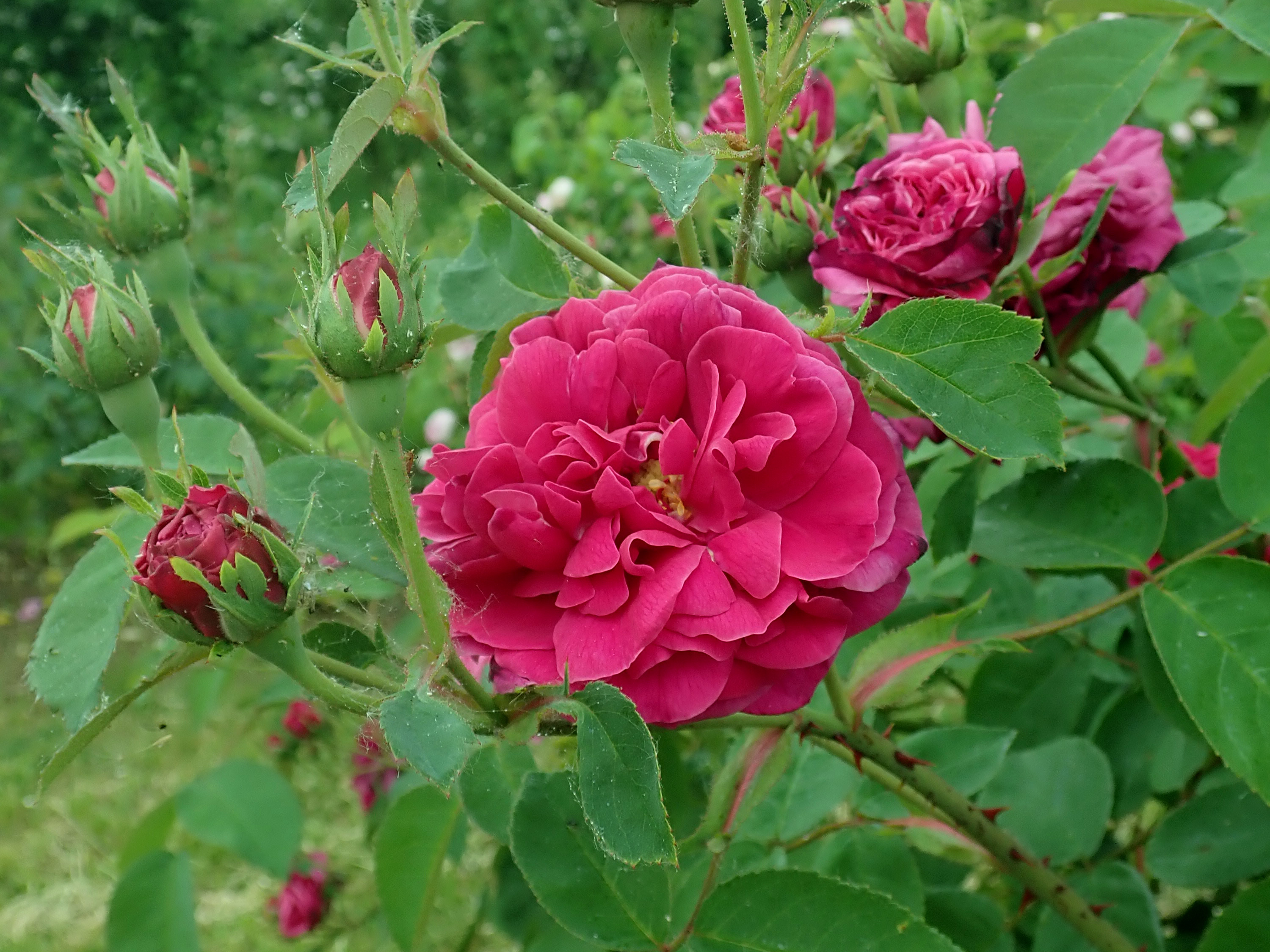
'Deuil du Dr. Reynaud' (Pradel, 1862)
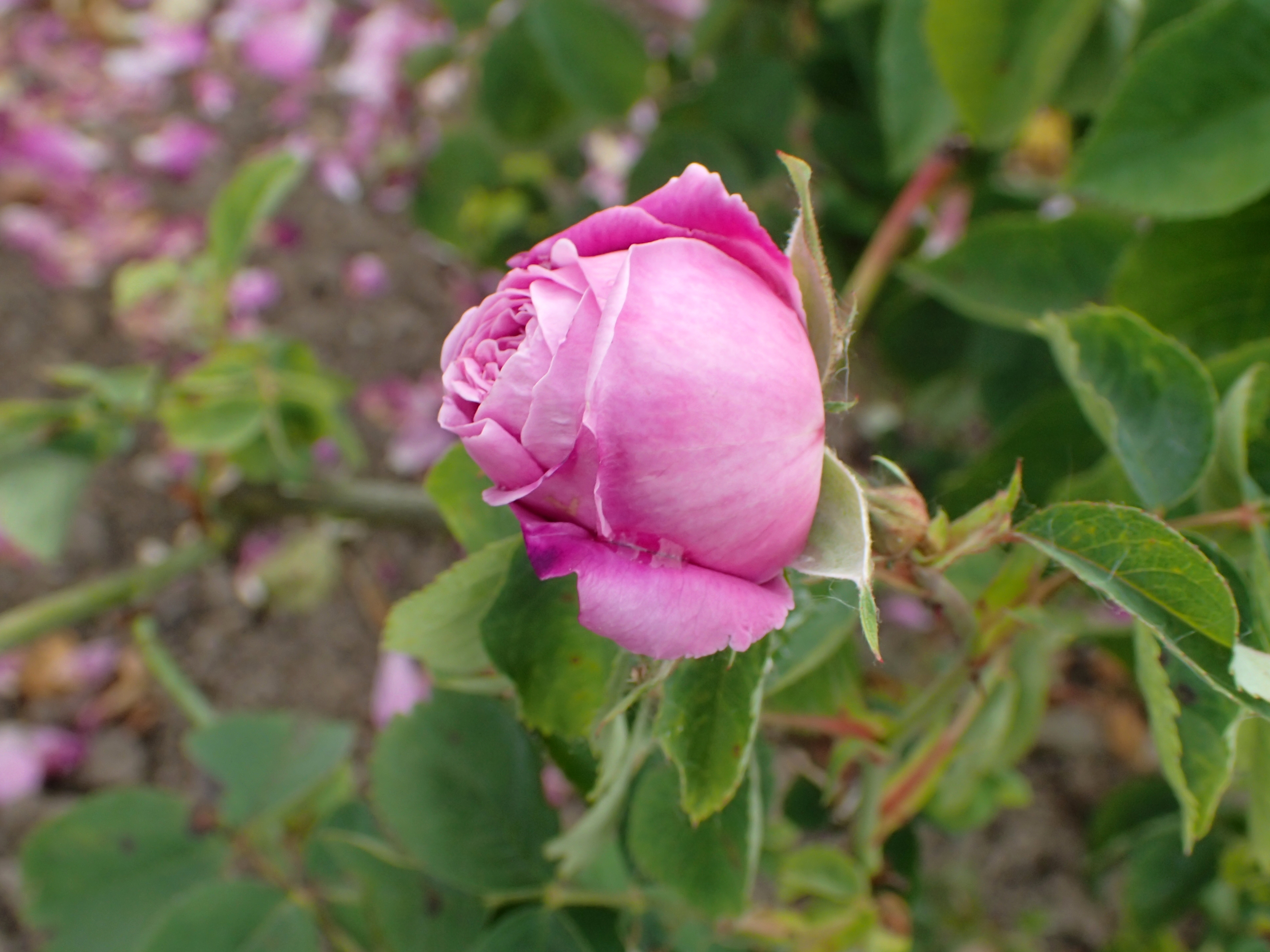
'Heroïne de Vaucluse' (Moreau-Robert, 1863)
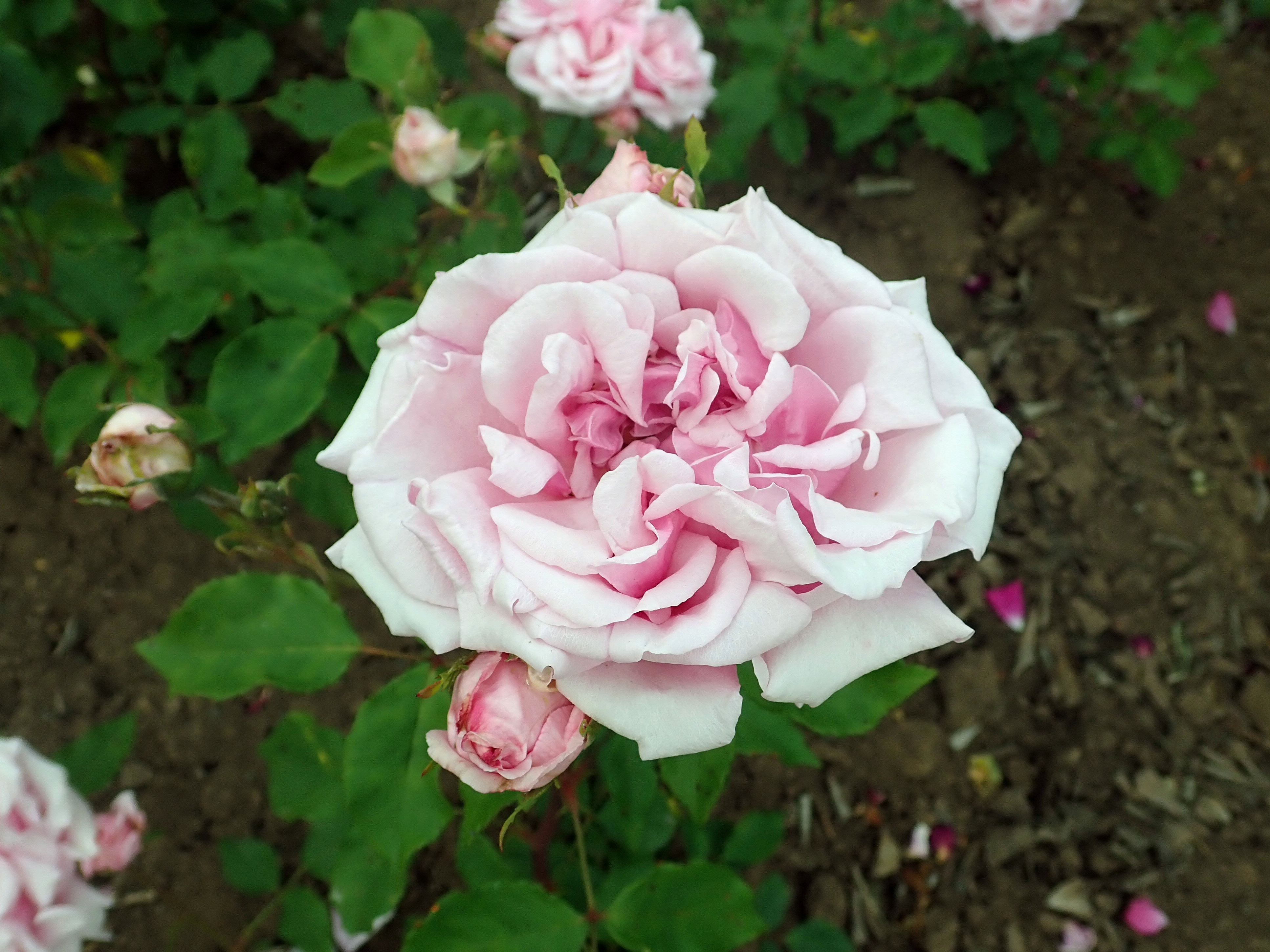
'Mme. Doré' (Fontaine, 1863)
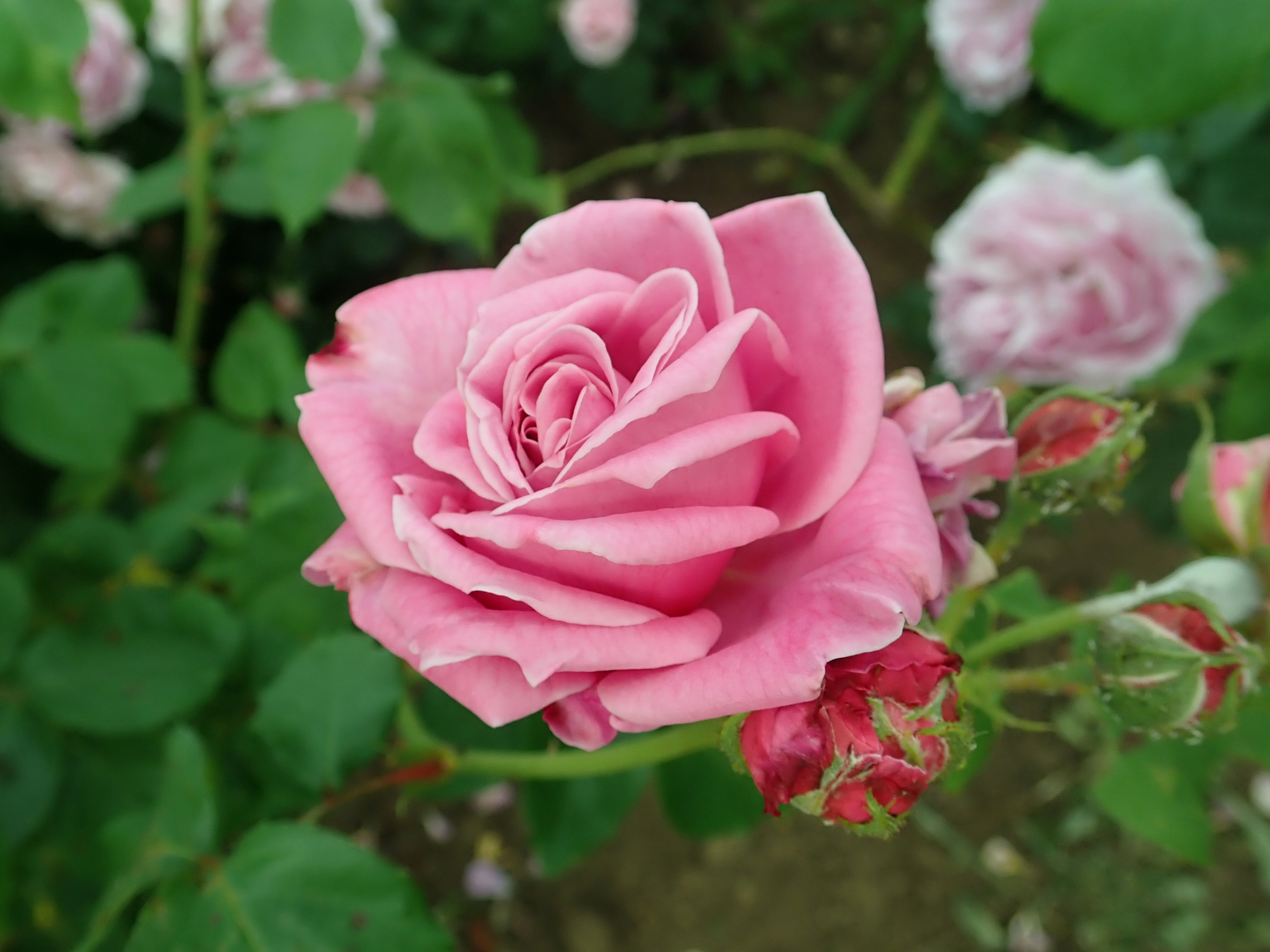
'Adrienne de Cardoville' (Guillot, 1864)
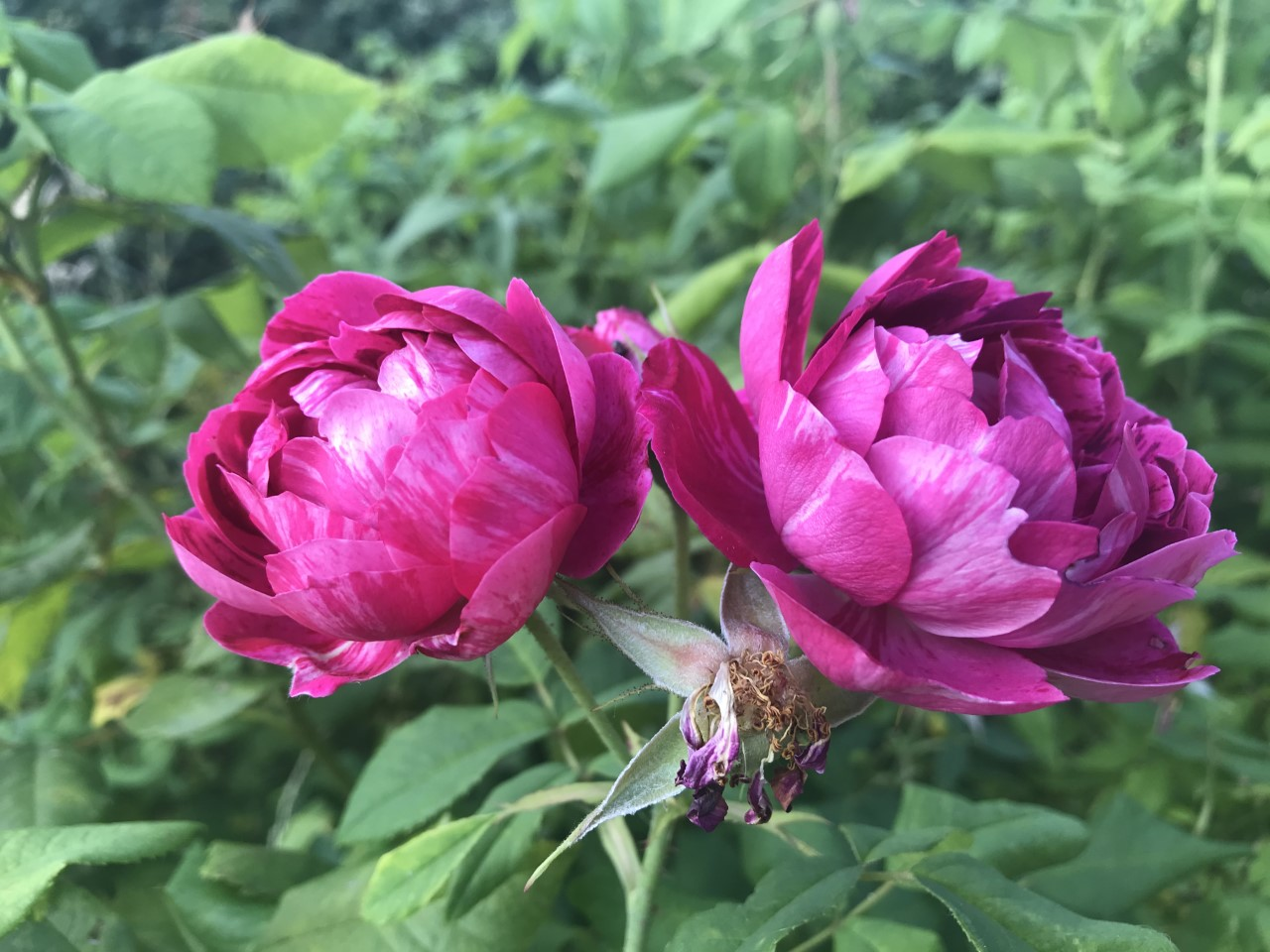
'Commandant Beaurepaire' (Moreau-Robert, 1864)
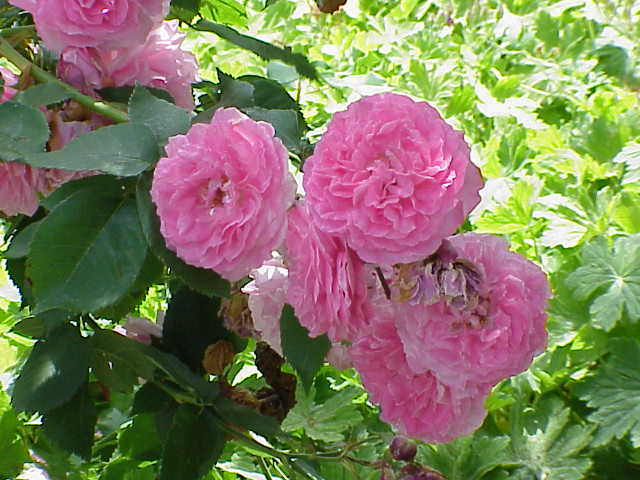
'Prince Napoleon' (Pernet, 1864)
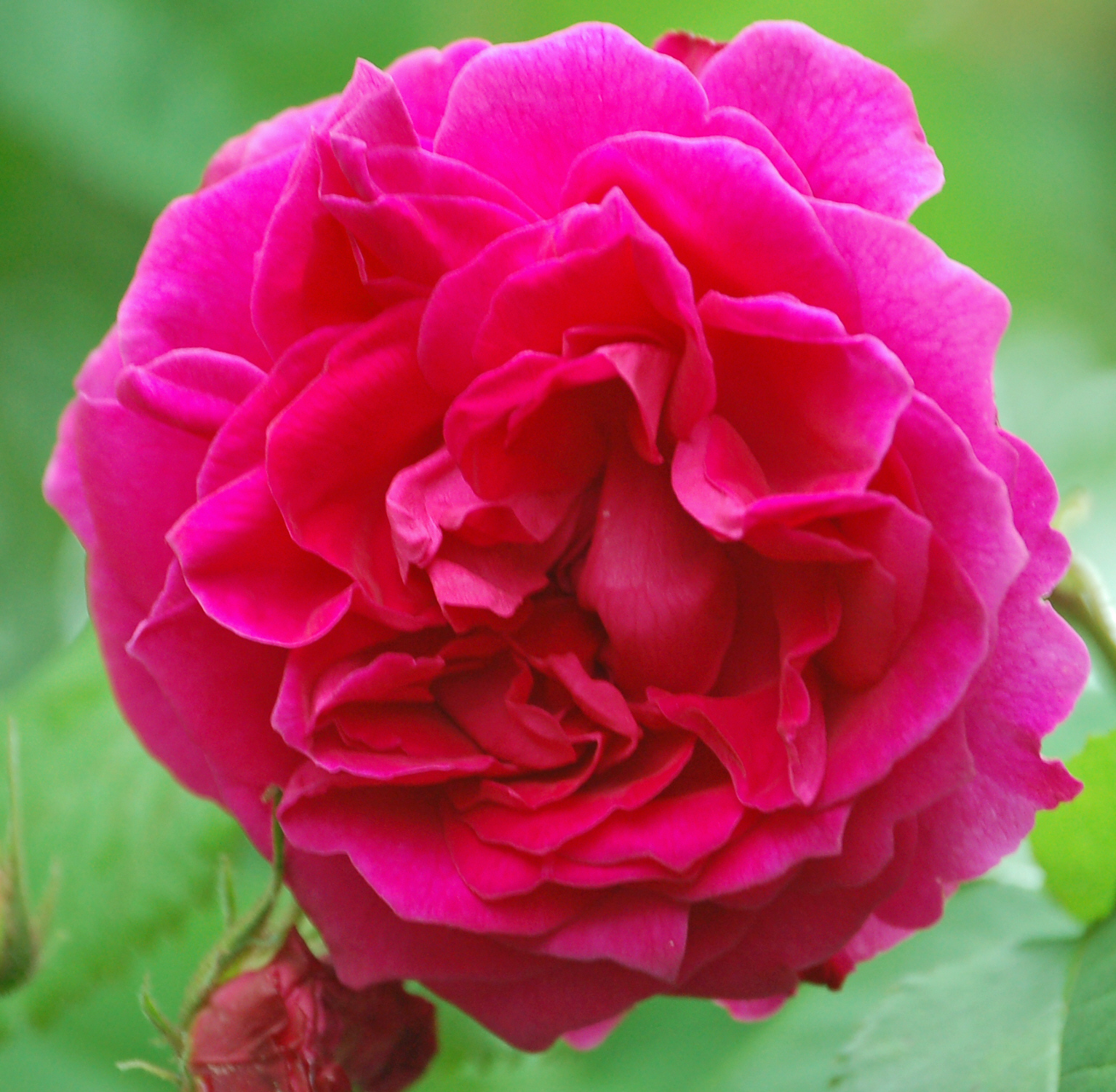
'Michael Bonnet' (Guillot, 1864)
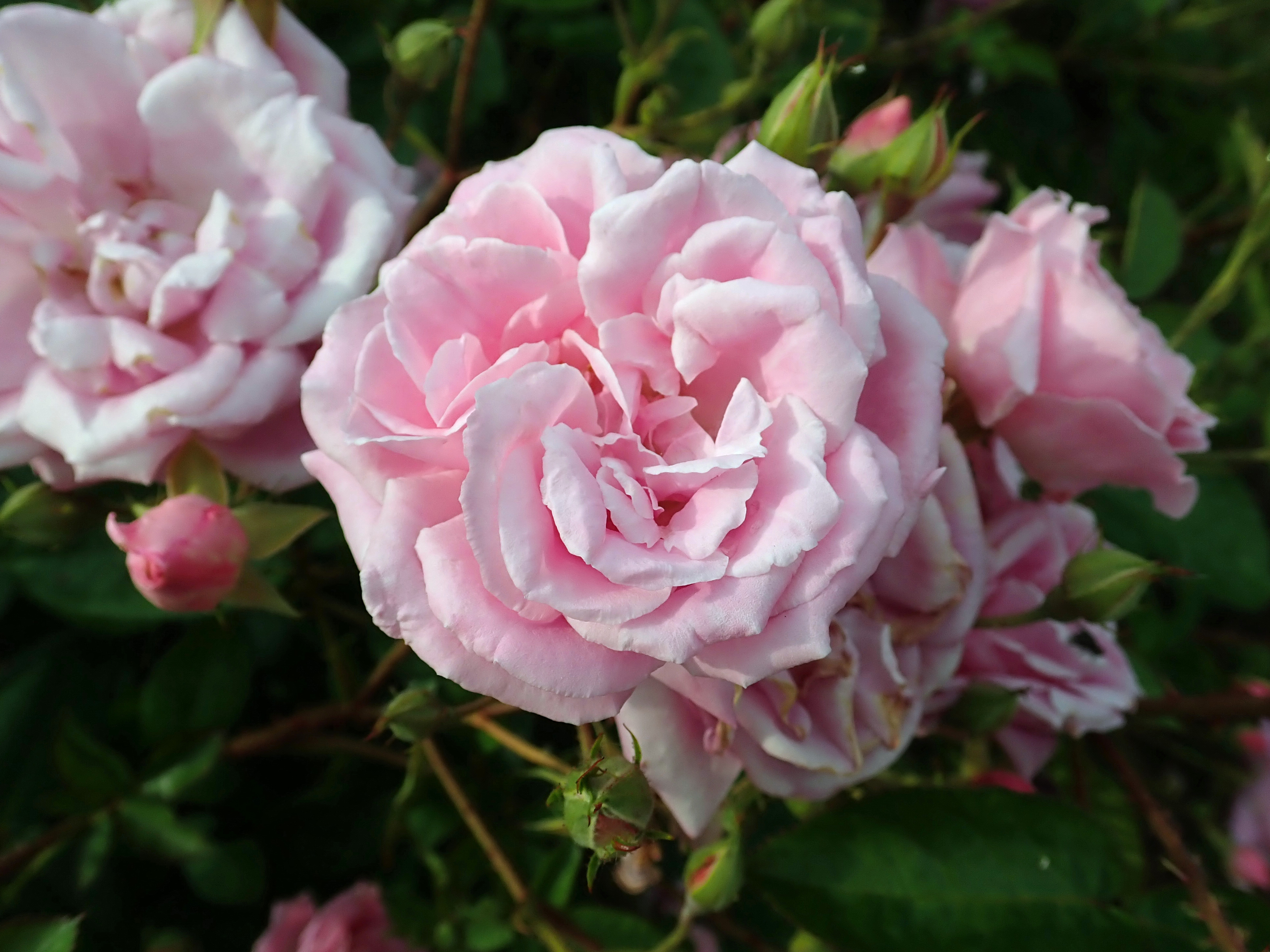
'Souvenir du Président Lincoln' (Moreau-Robert, 1865)
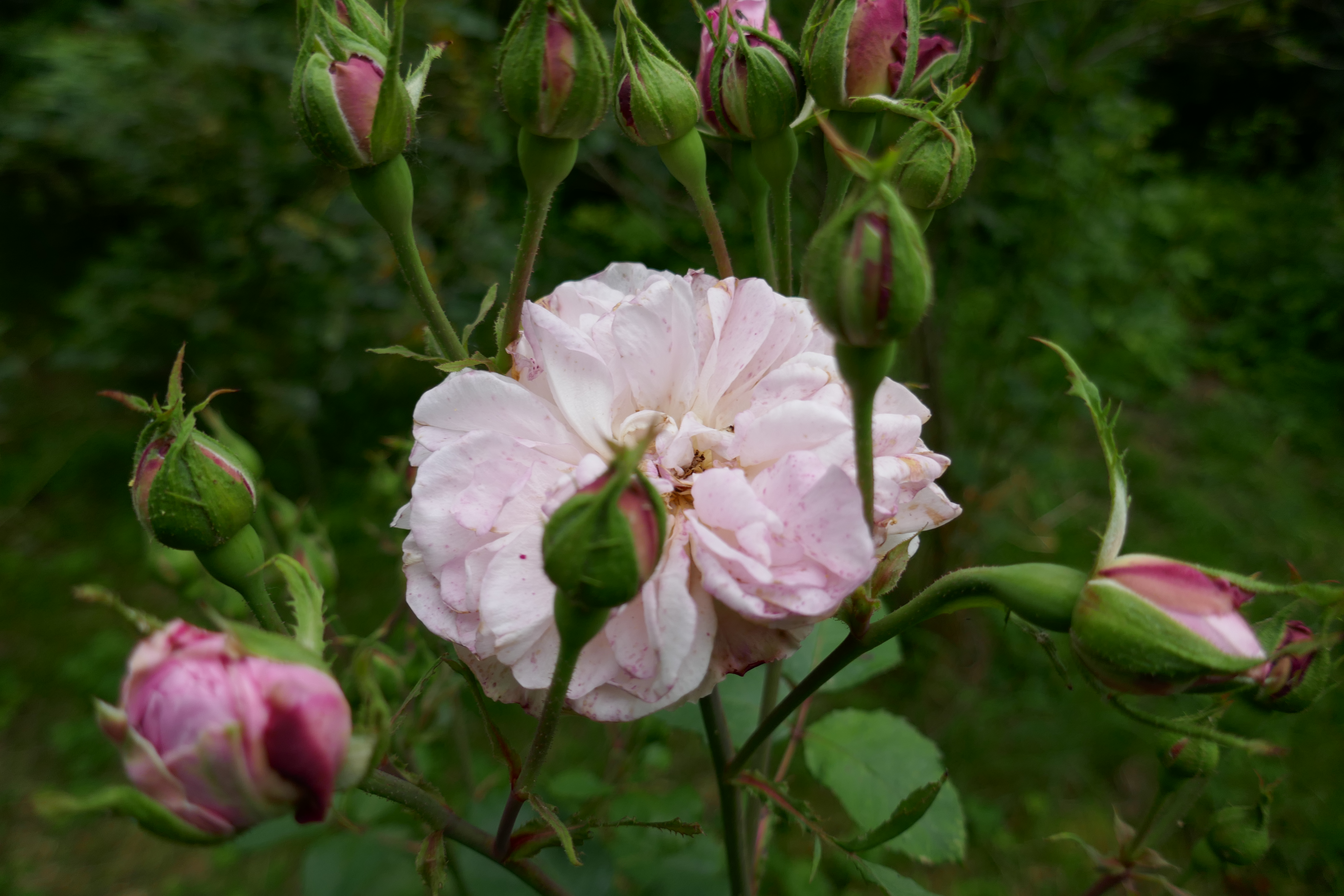
'Souvenir de Madame Auguste Charles' (Moreau-Robert, 1866)
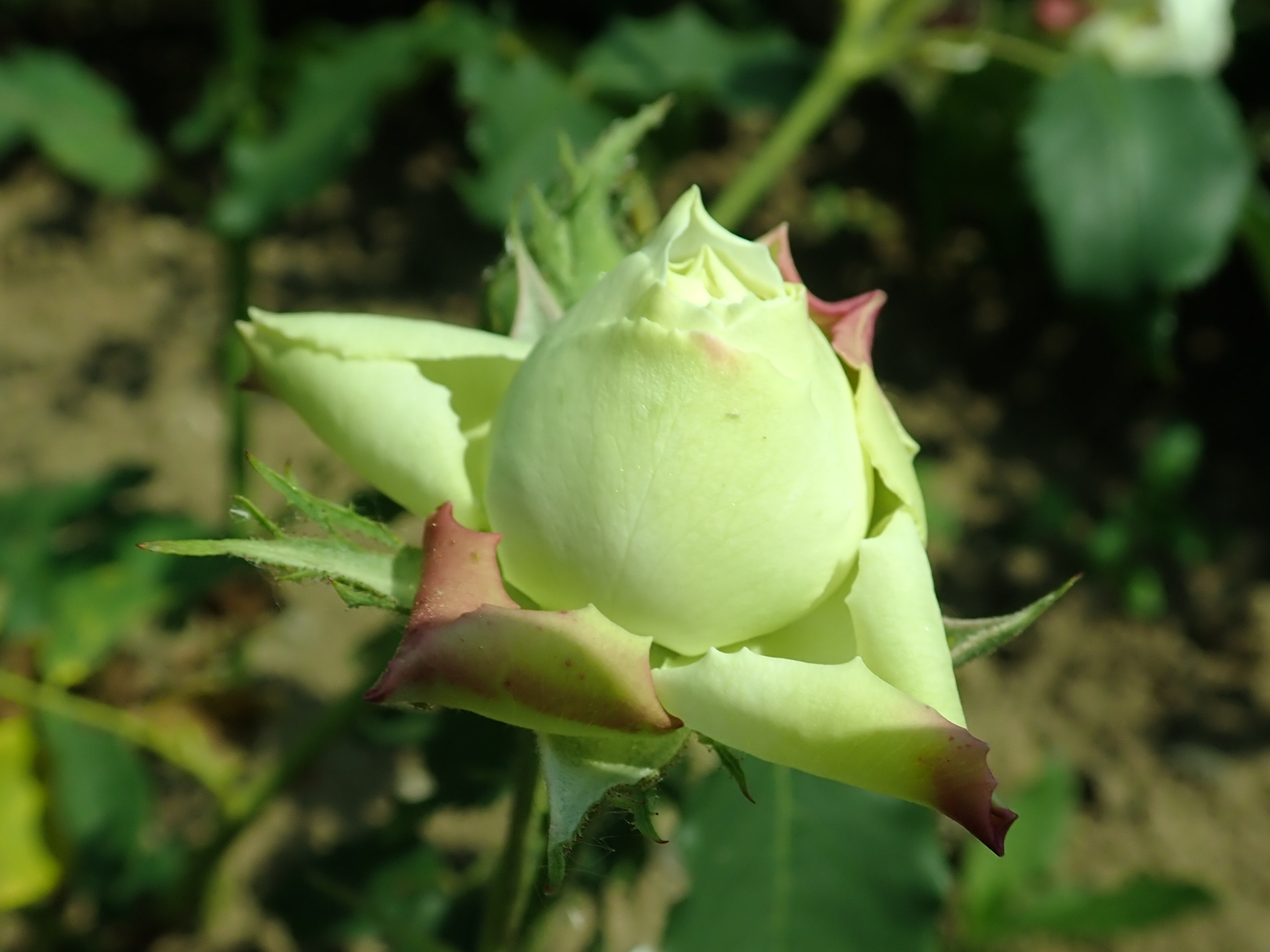
'Boule de Neige' (Lacharme, 1867)
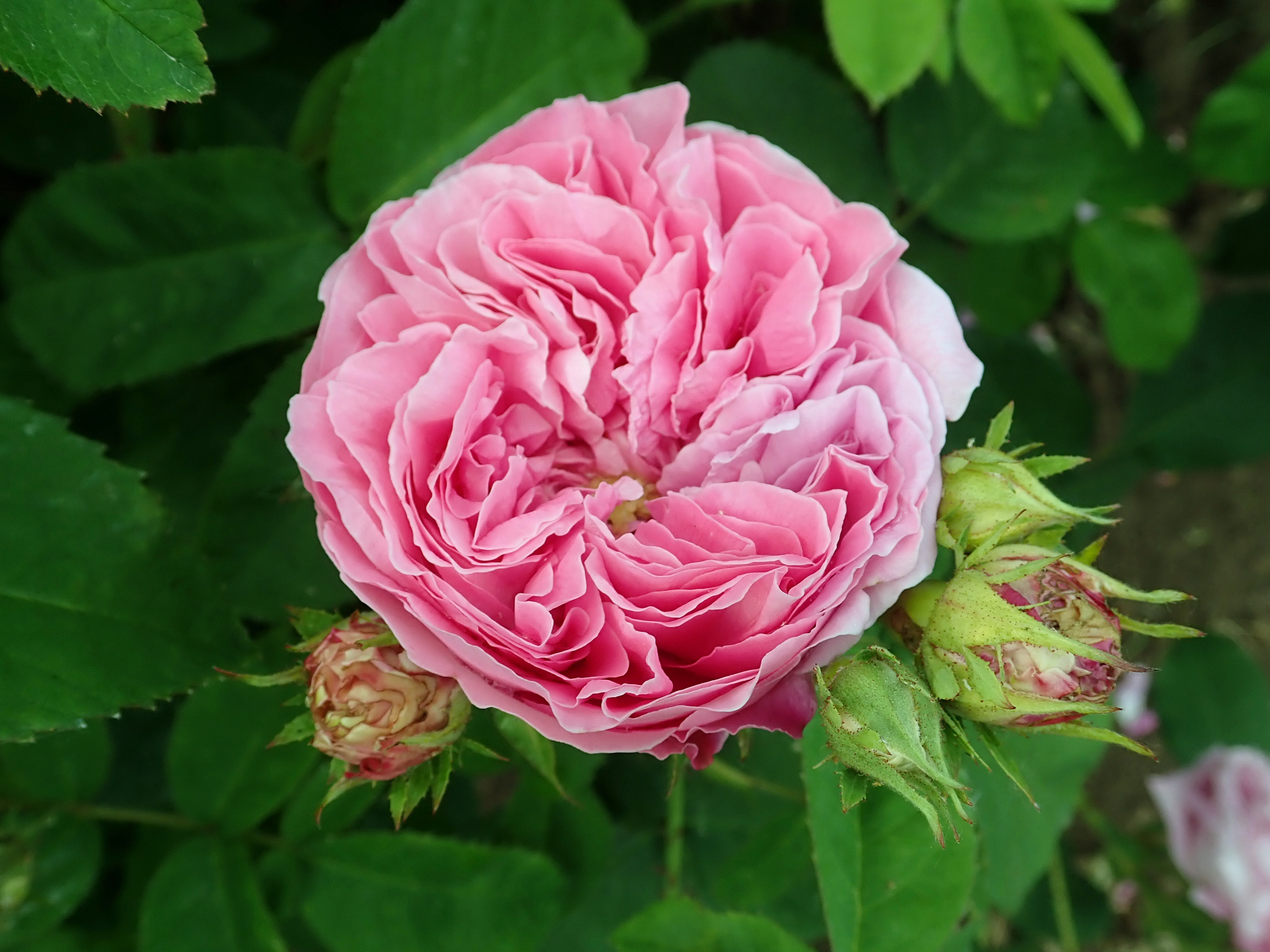
'Madame Lauriol de Barny' (Trouillard 1868)
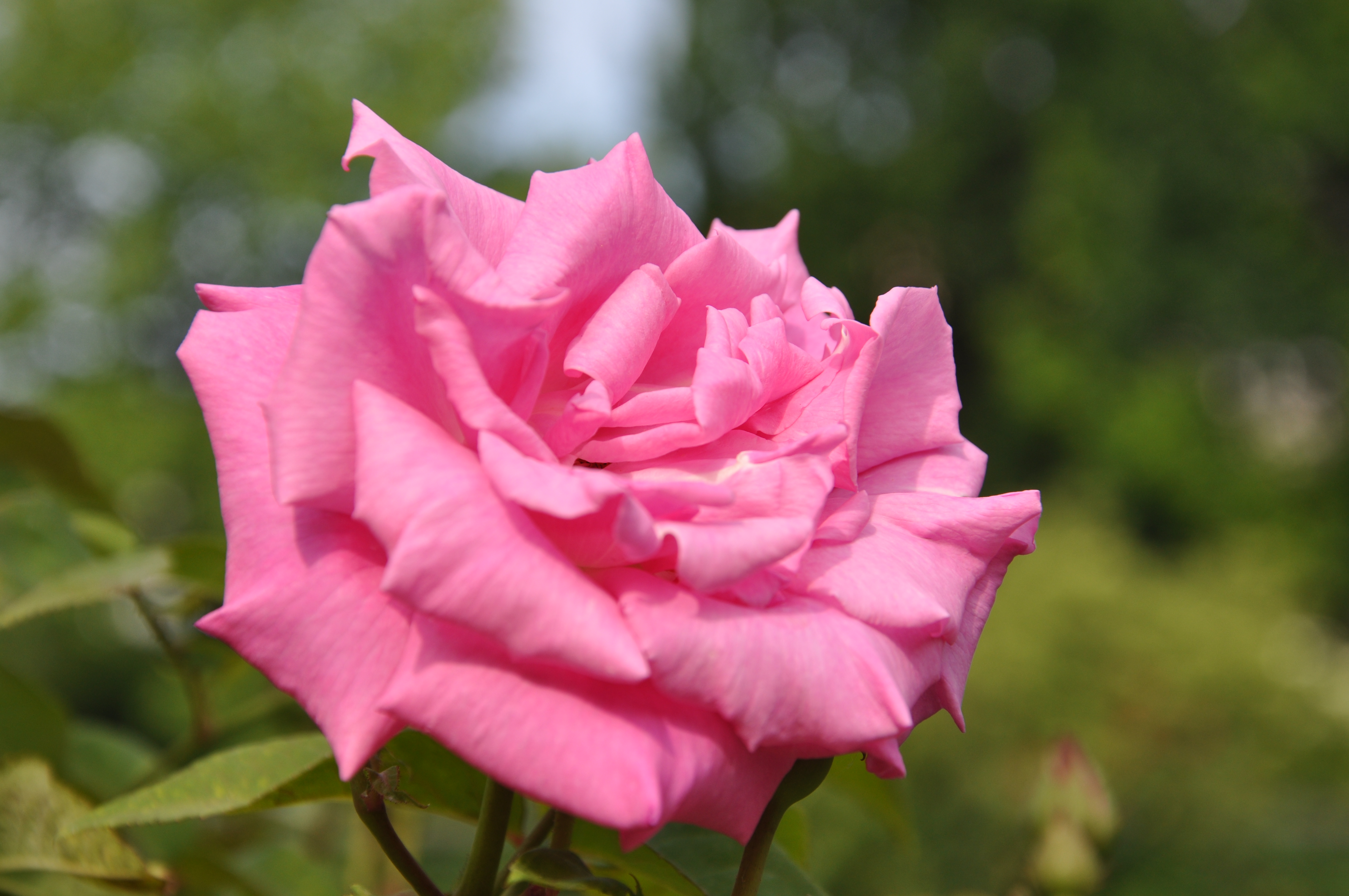
'Zéphirine Drouhin' (Bizot, 1868)
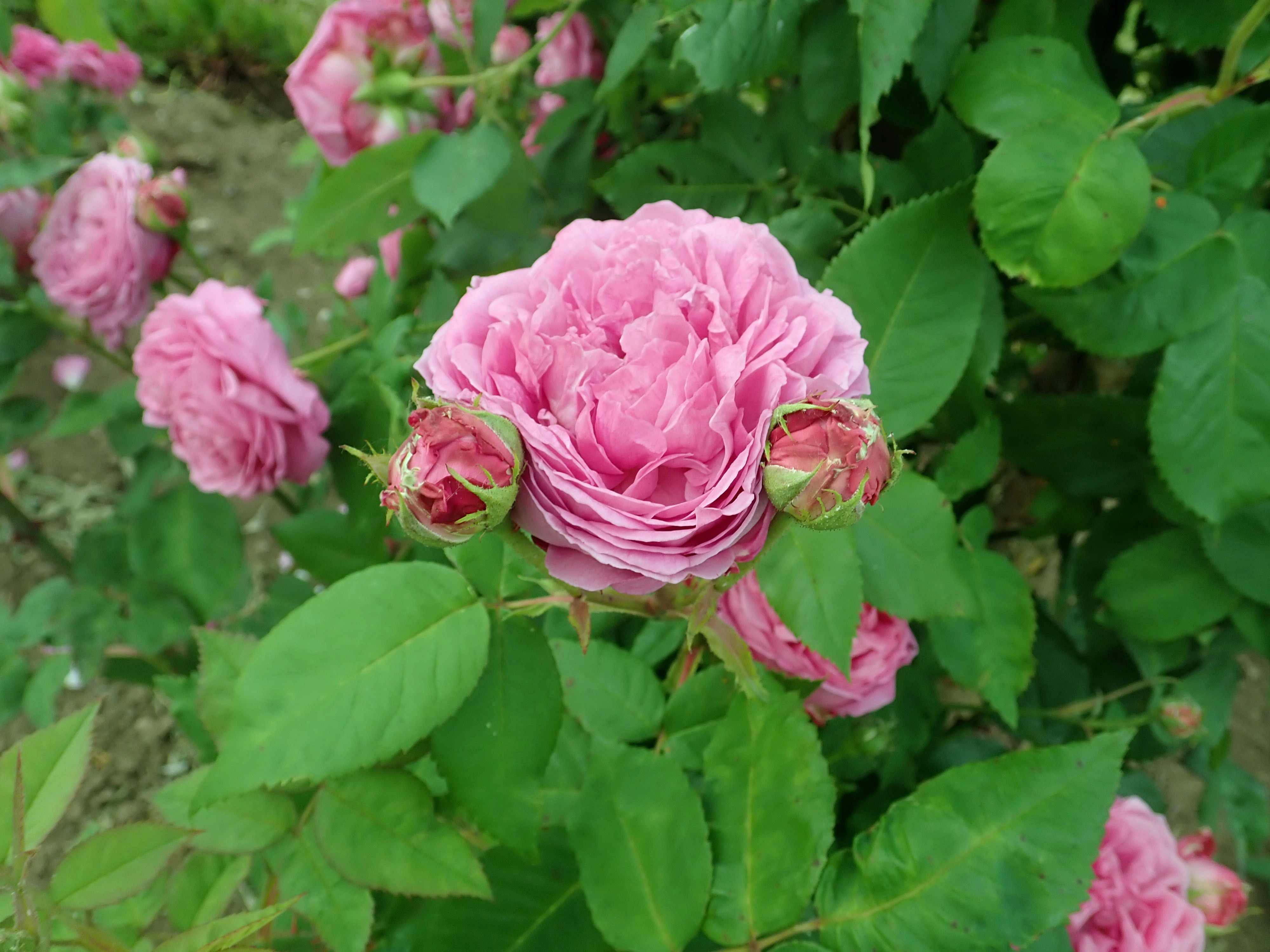
'Souvenir de Nemours' (Hervé, voor 1869)
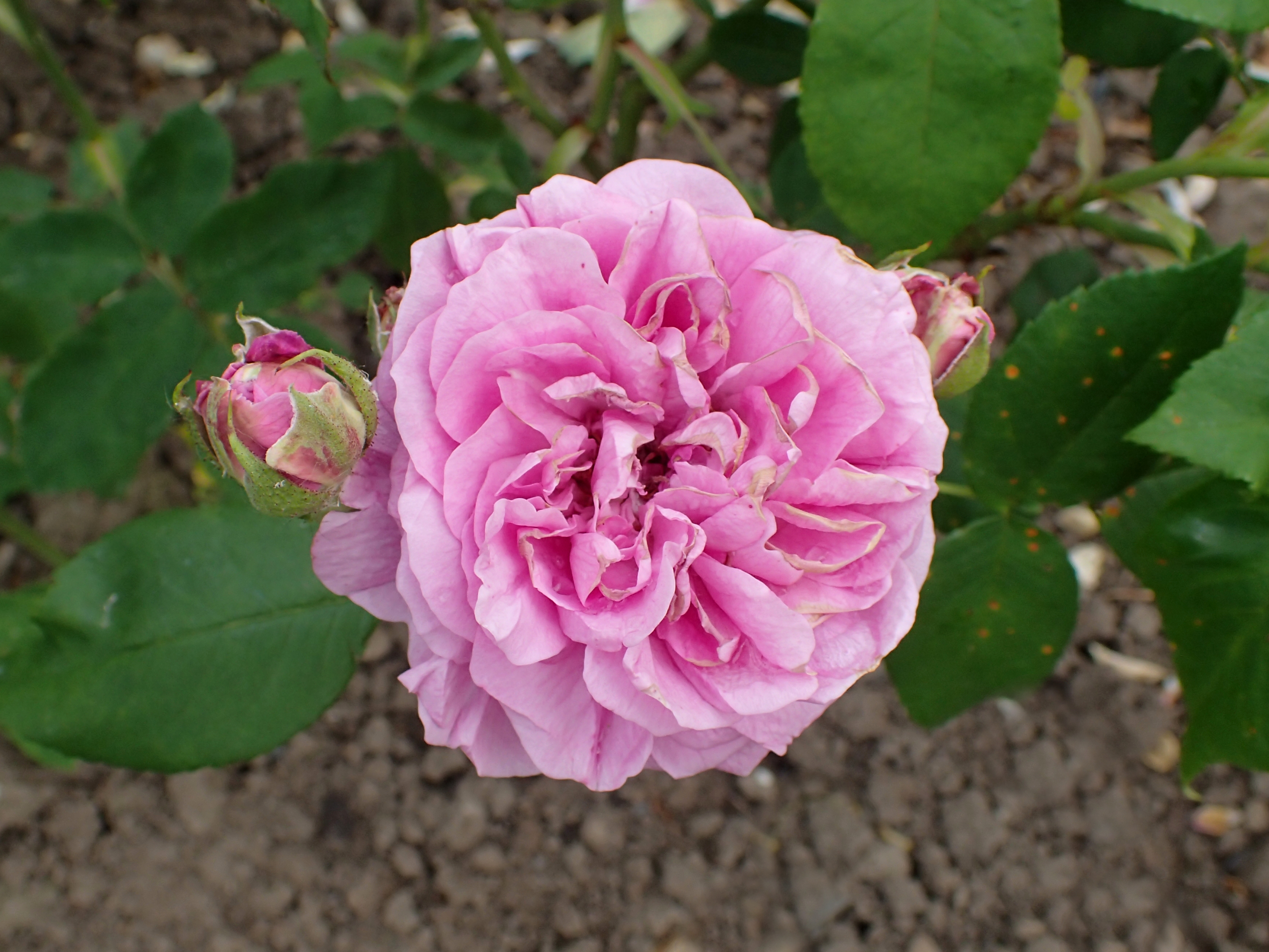
'Le Roitelet' (Soupert & Notting, 1869)
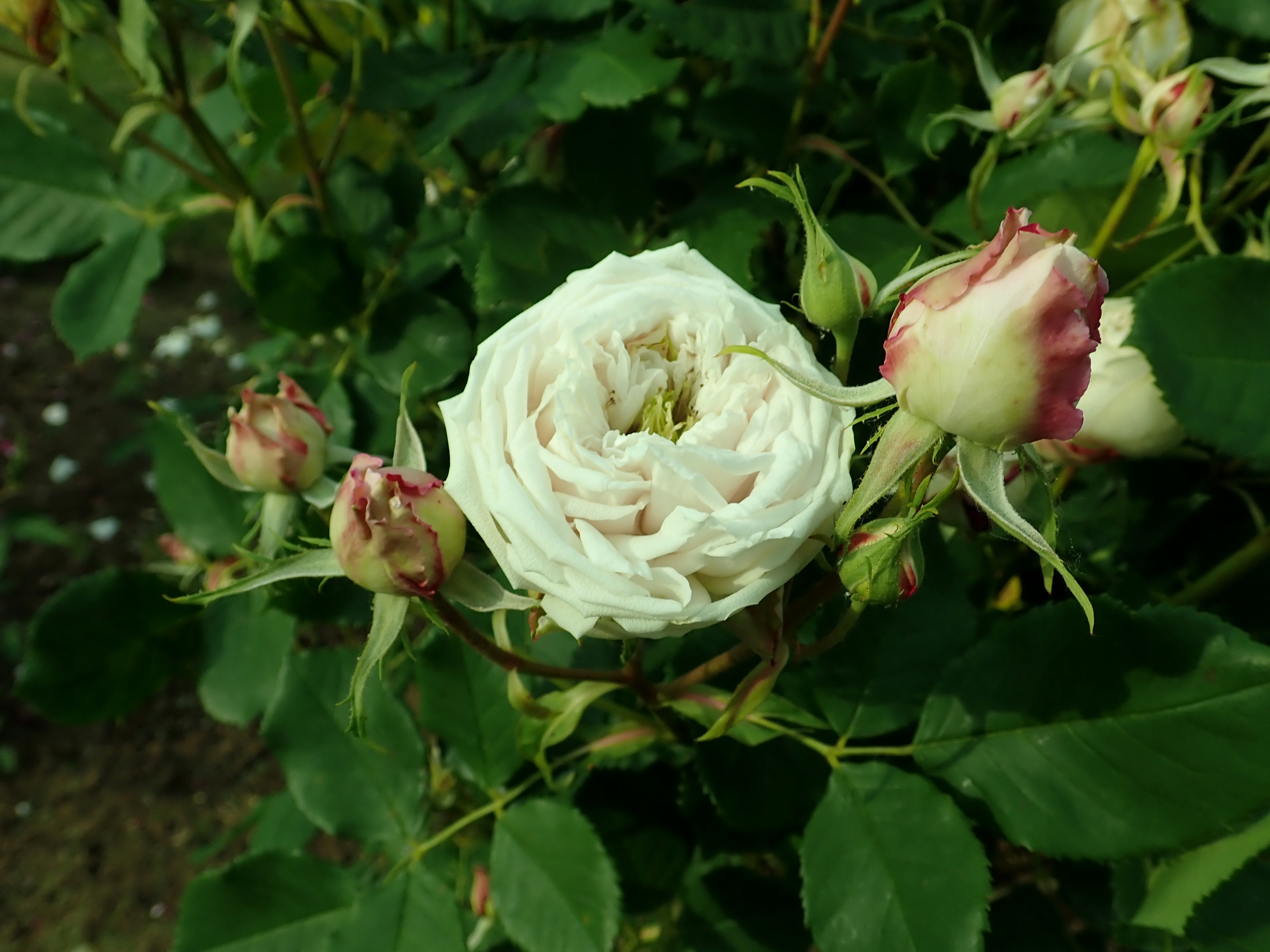
'Coquette des Blanches' (Lacharme, 1871)
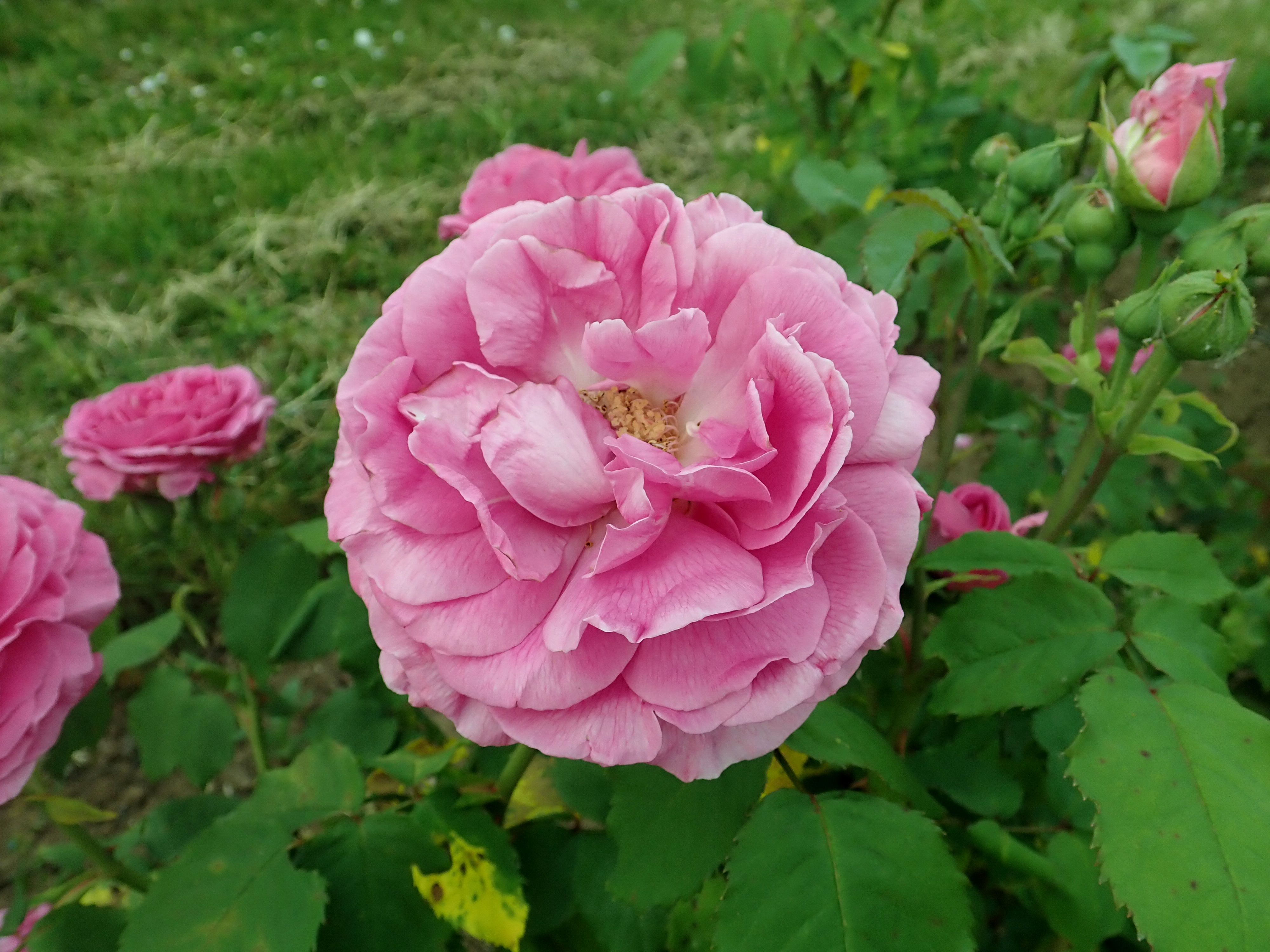
'Amédée de Langlois' (Vigneron, 1872)
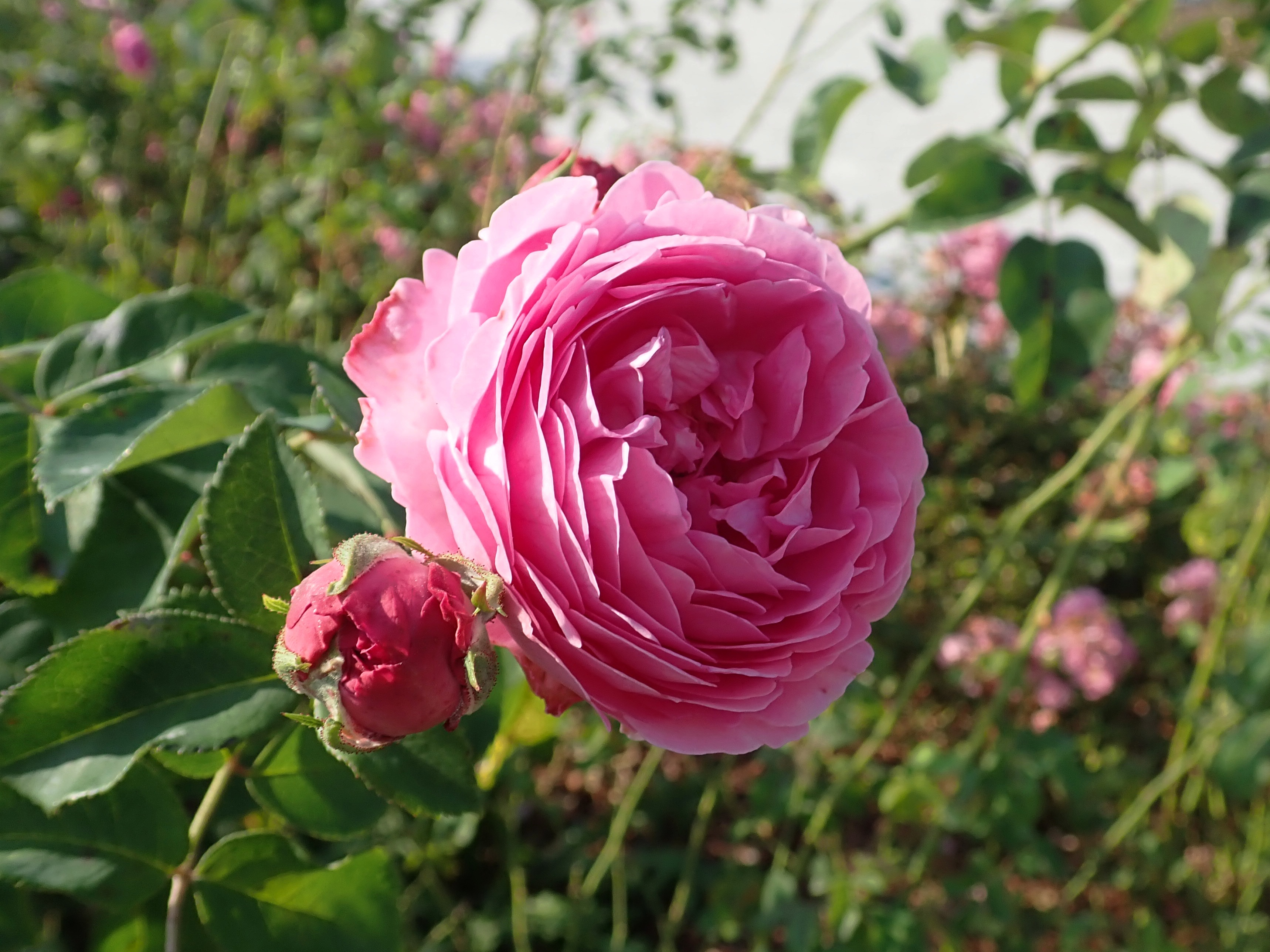
'Reine Victoria' (Schwartz, 1872)
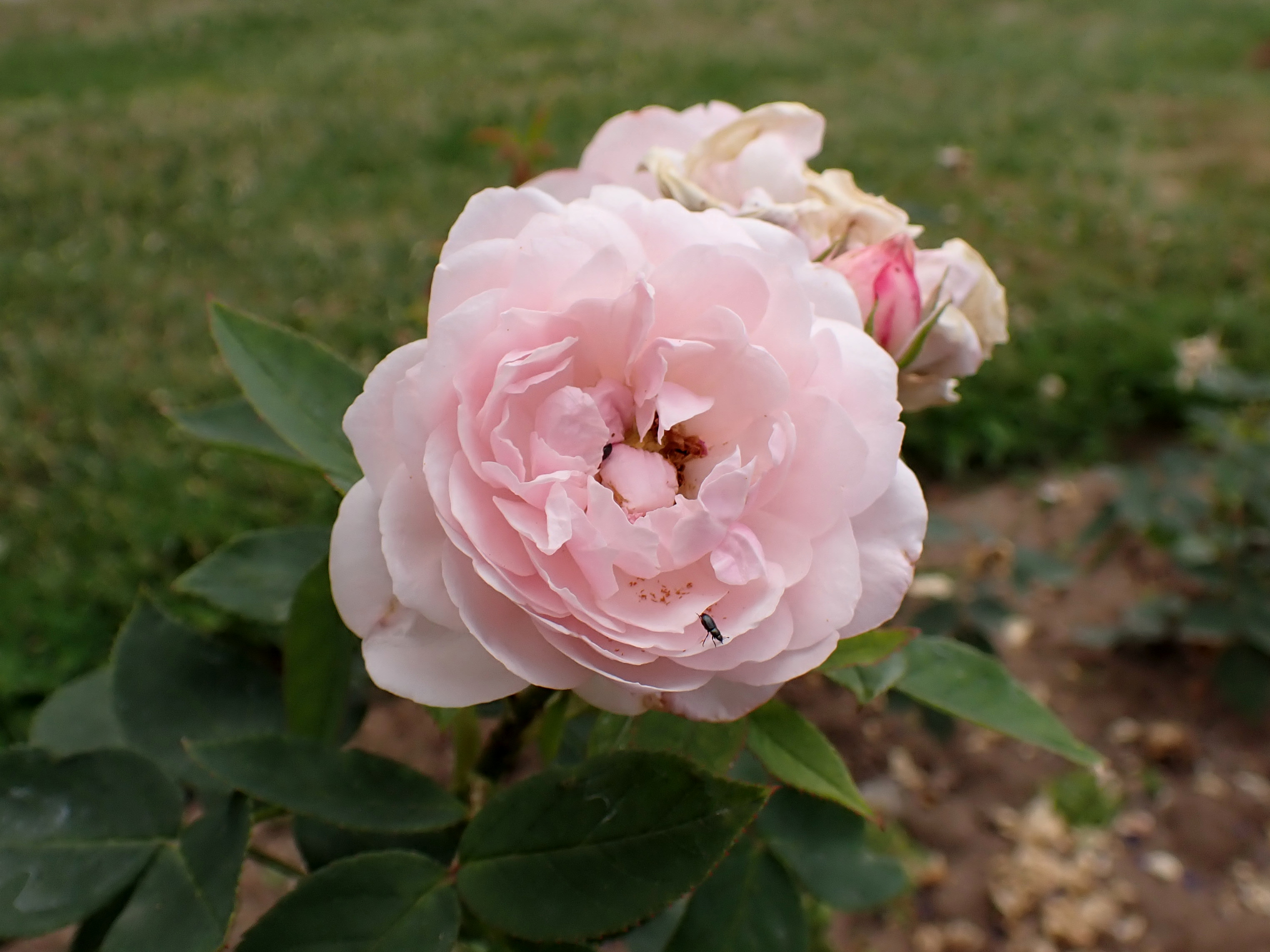
'Comtesse de Rocquigny' (Vaurin, 1874)
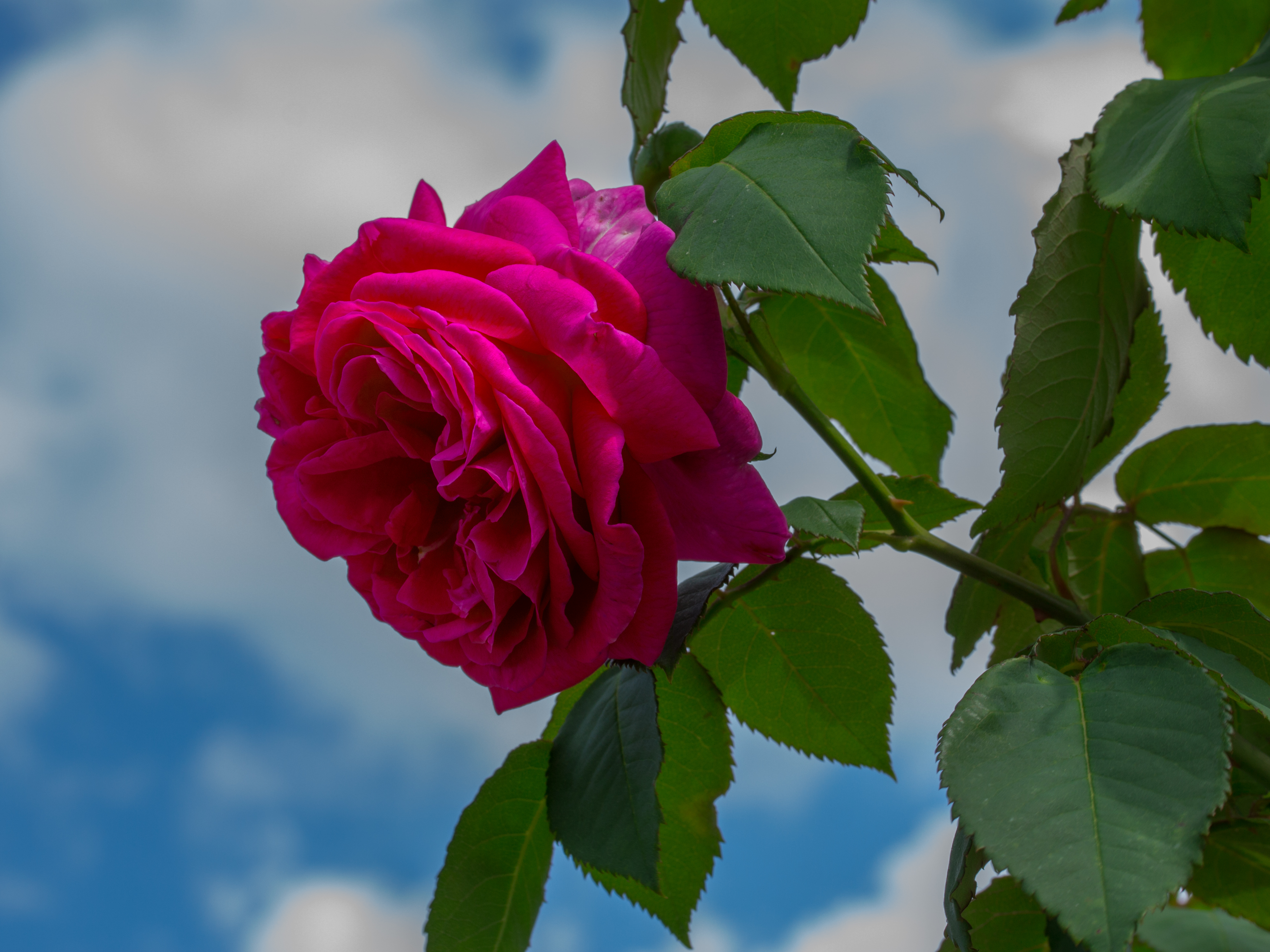
'Madame Isaac Pereire' (Garçon, 1876)
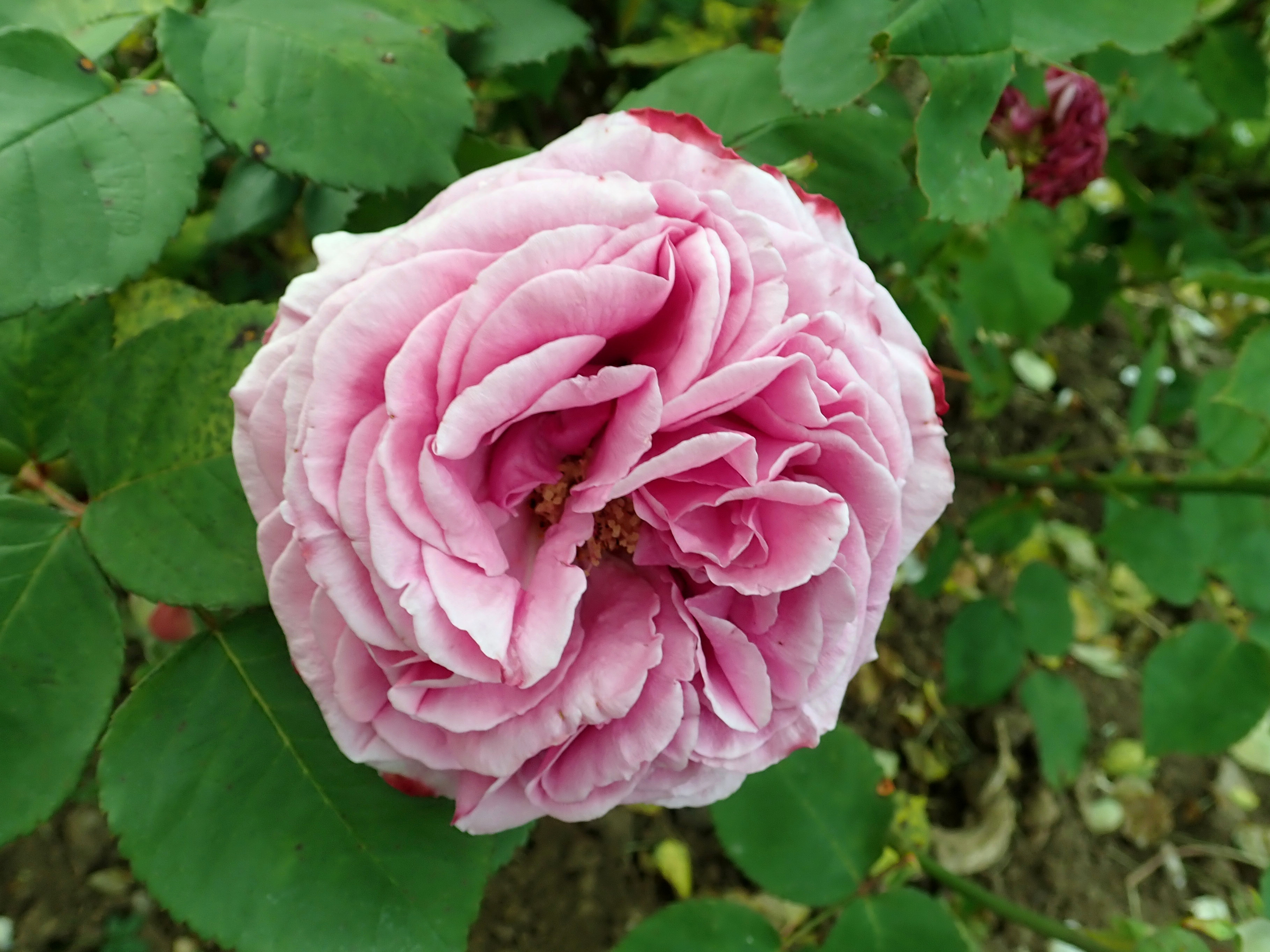
'Mme. Charles Baltet' (Verdier, 1877)
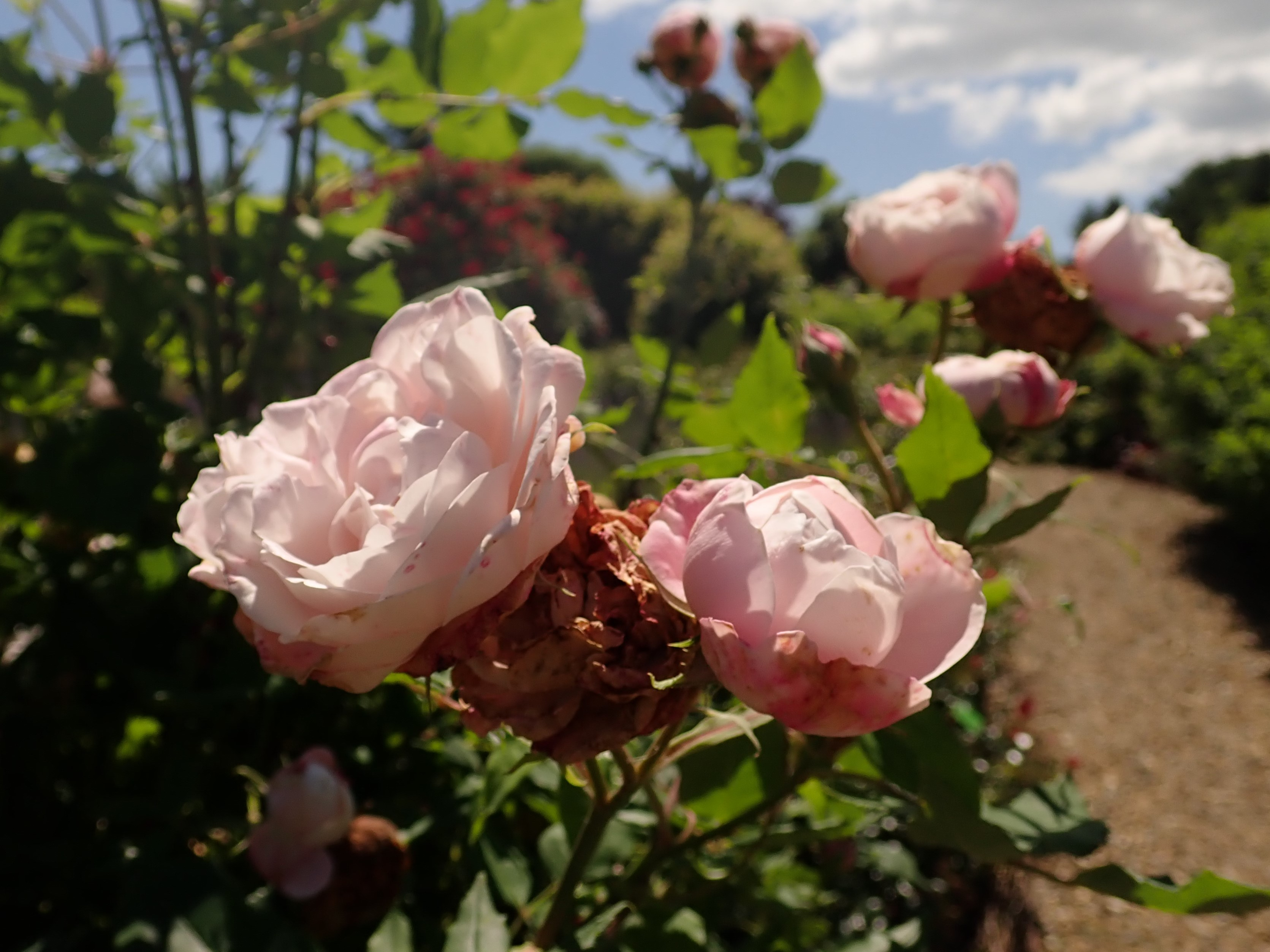
'Madame Pierre Oger' (Oger, 1878)
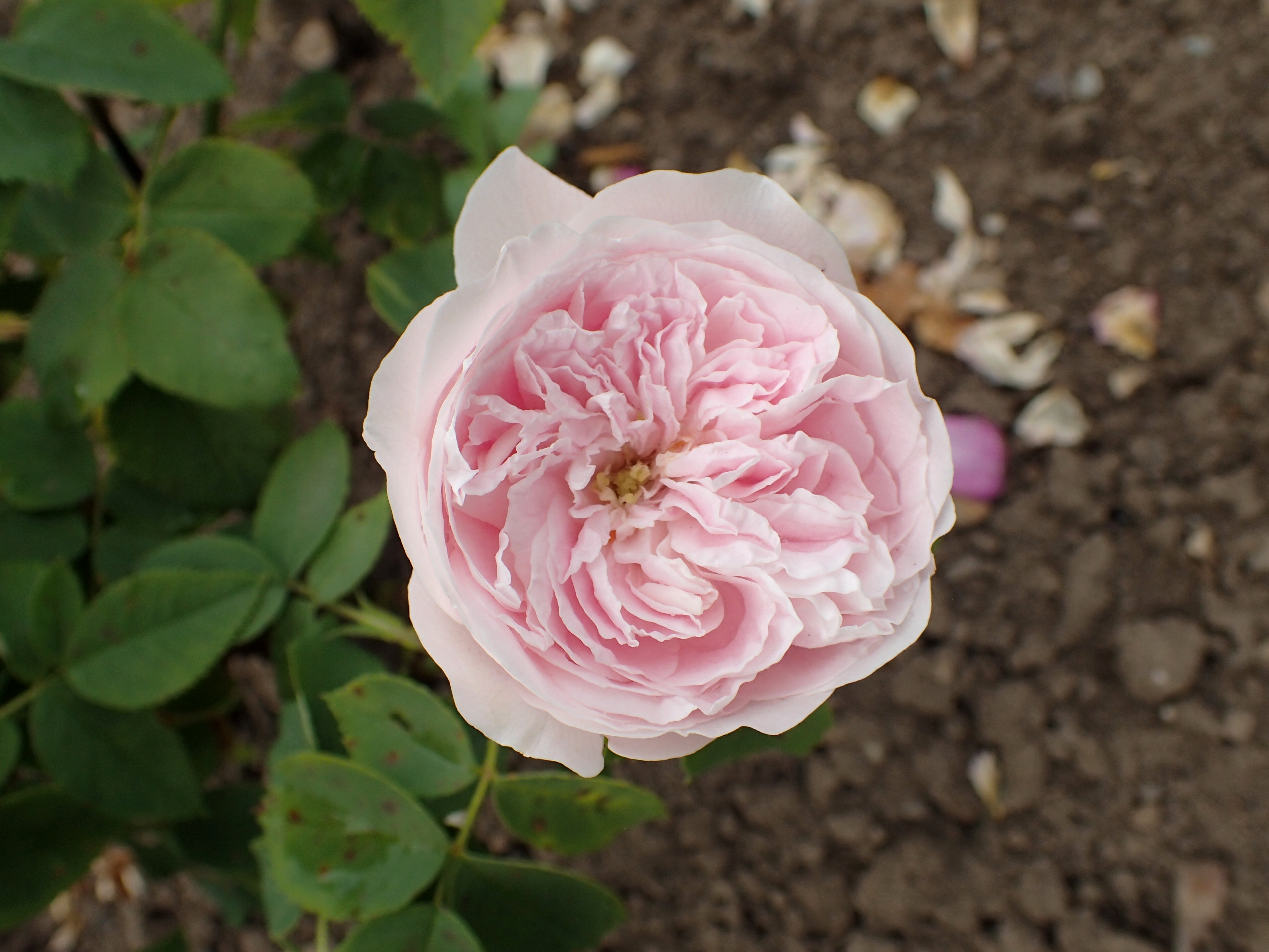
'Emotion' (Fontaine, 1879)
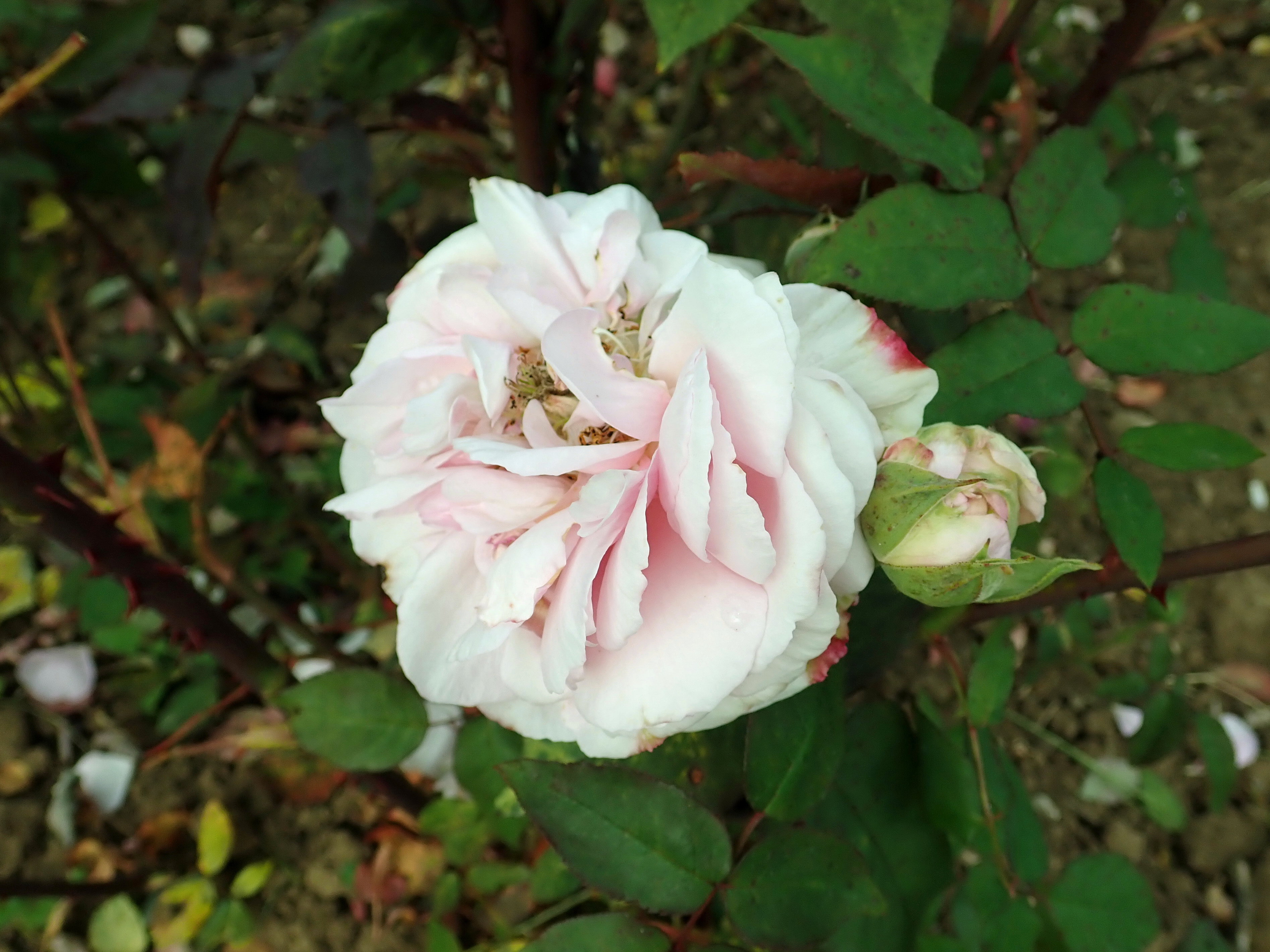
'Perle d'Angers' (Moreau-Robert, 1879)
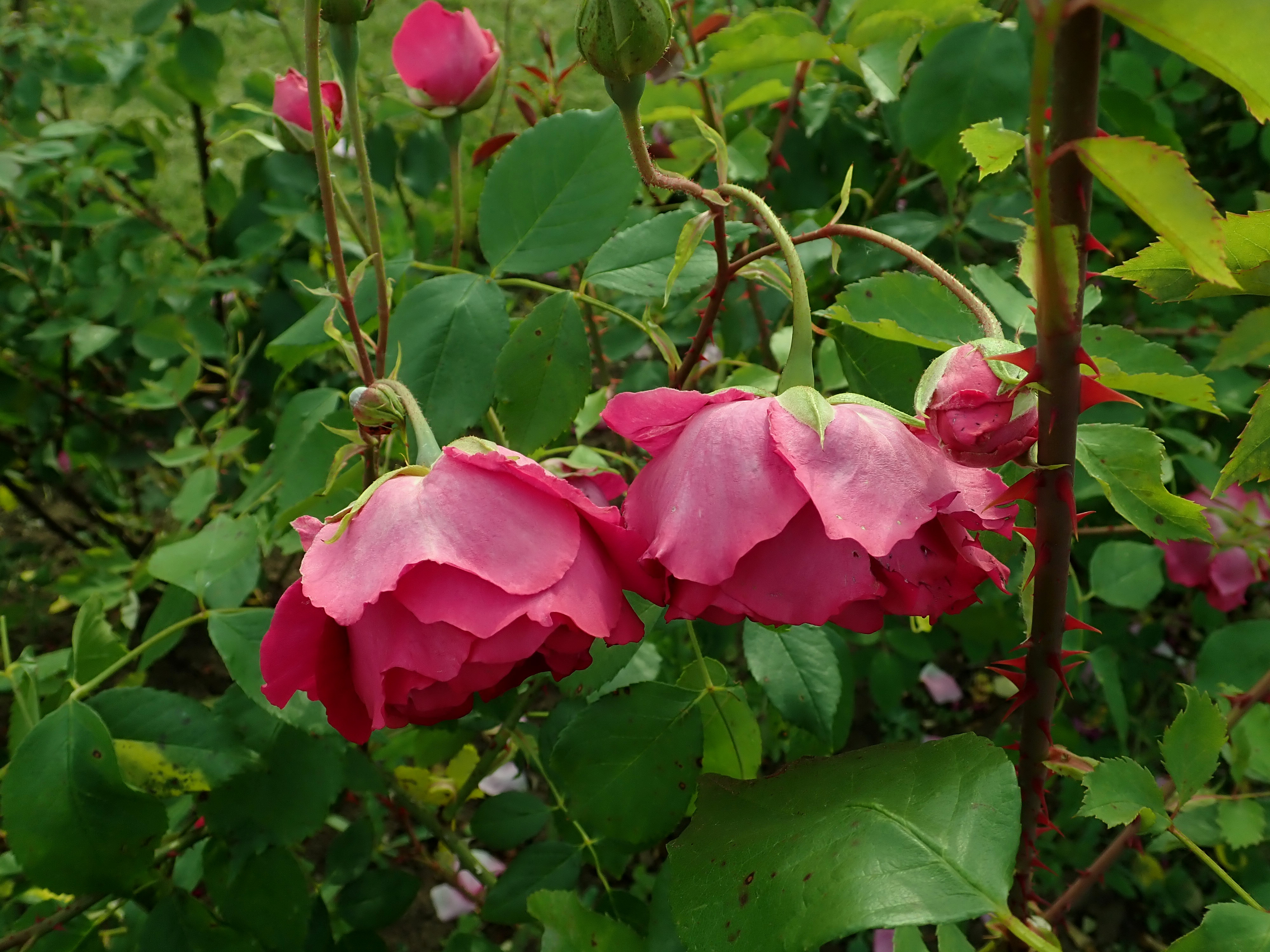
'Bardou Job' (Nabonnand, 1882)
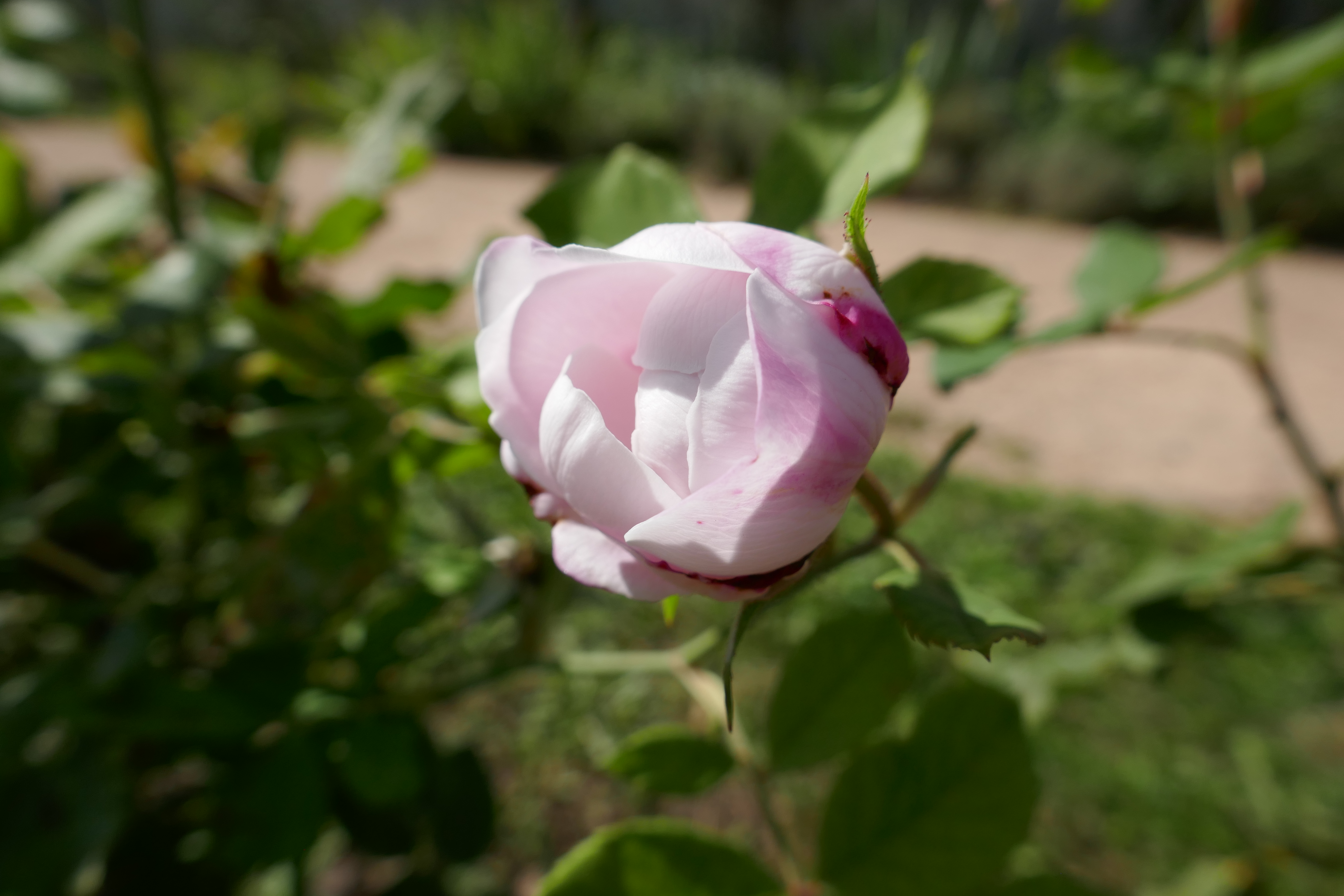
'Madeleine de Vauzelle' (Vigneron, 1882)
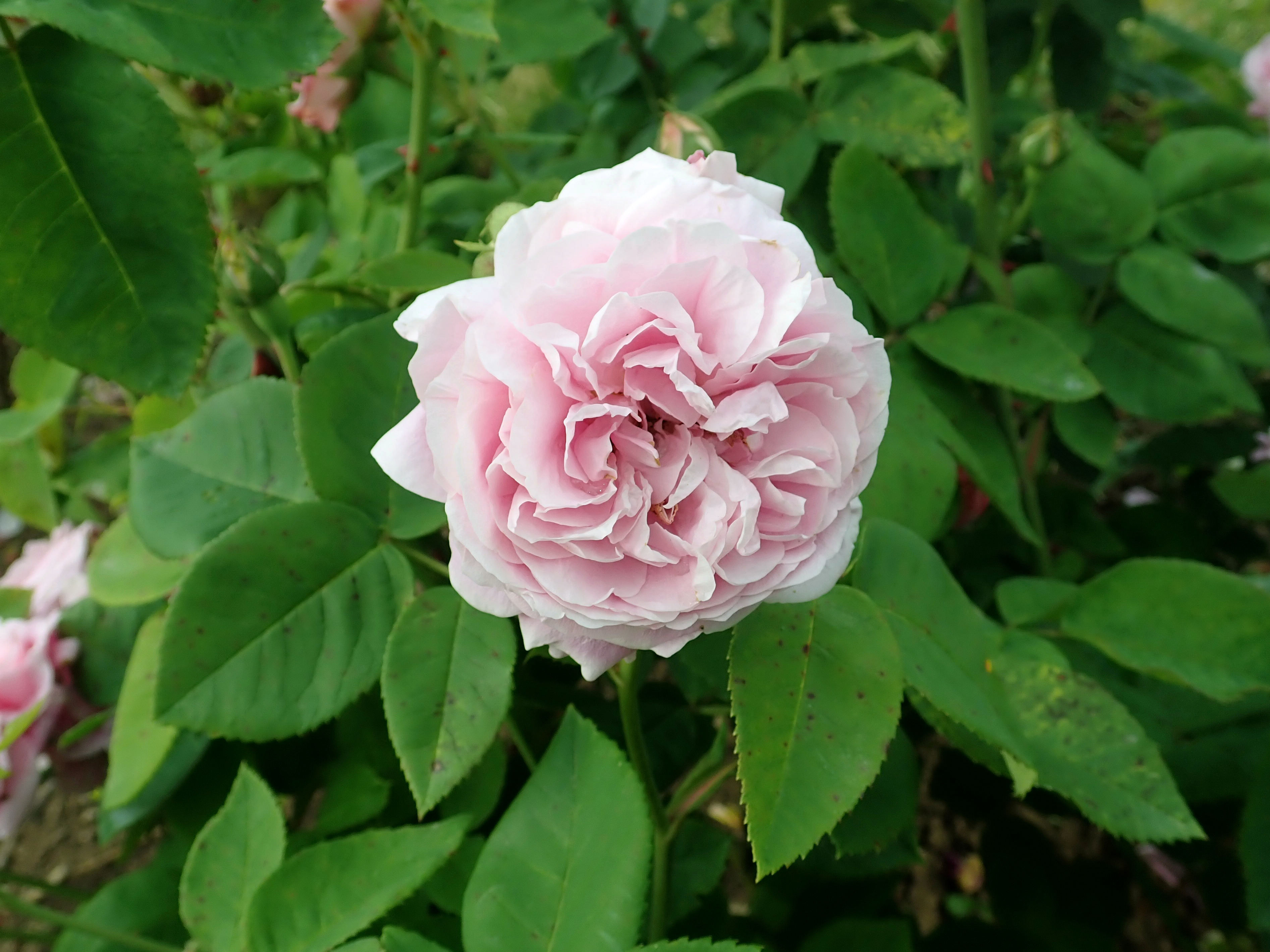
'Mademoiselle Berger' (Pernet, 1884)
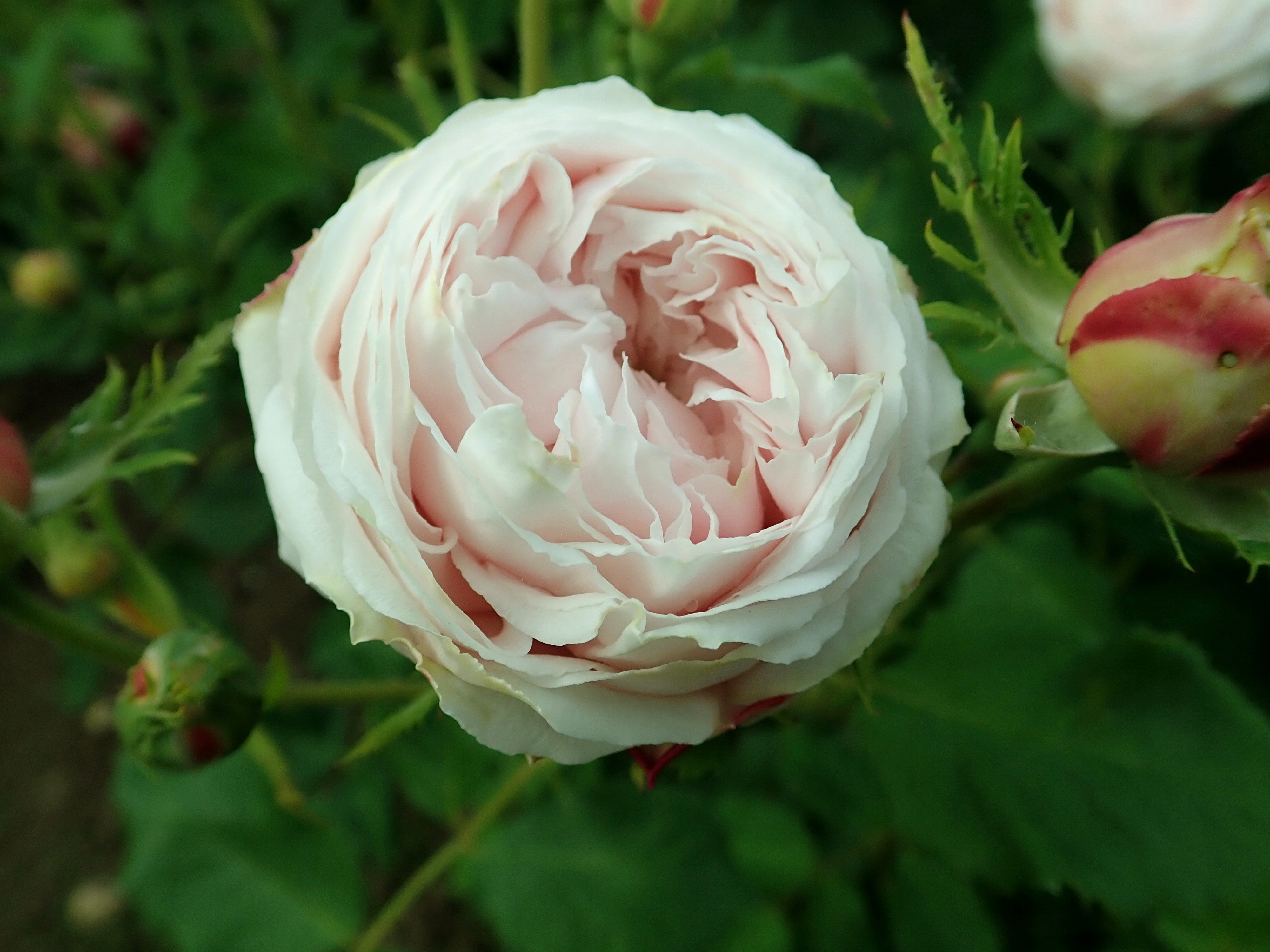
'Gloire d'Olivet' (Vigneron, 1886)
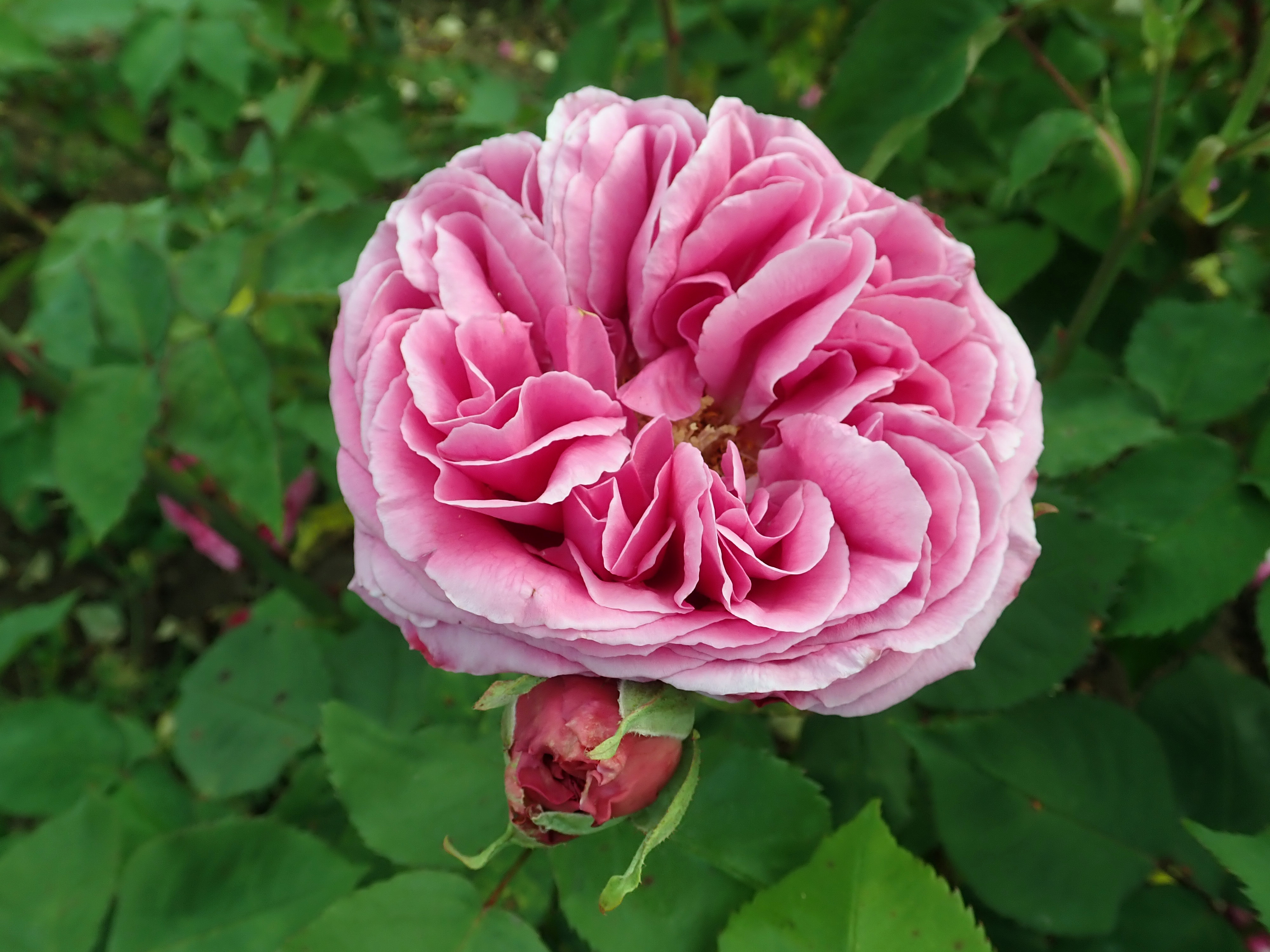
'Madame Létuvée de Colnet' (Vigneron, 1887)
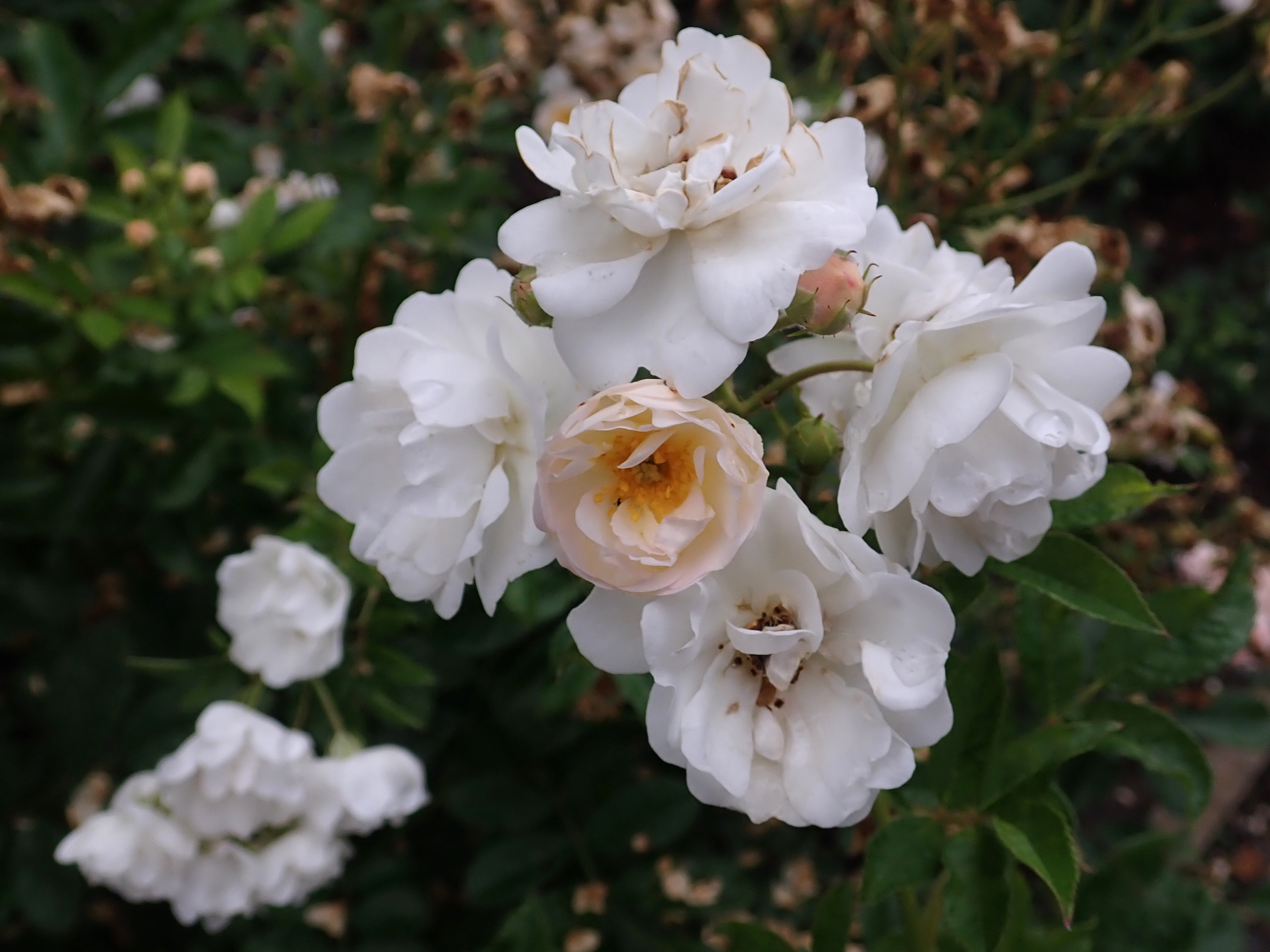
'Kronprinzessin Viktoria' (Späth, 1888)
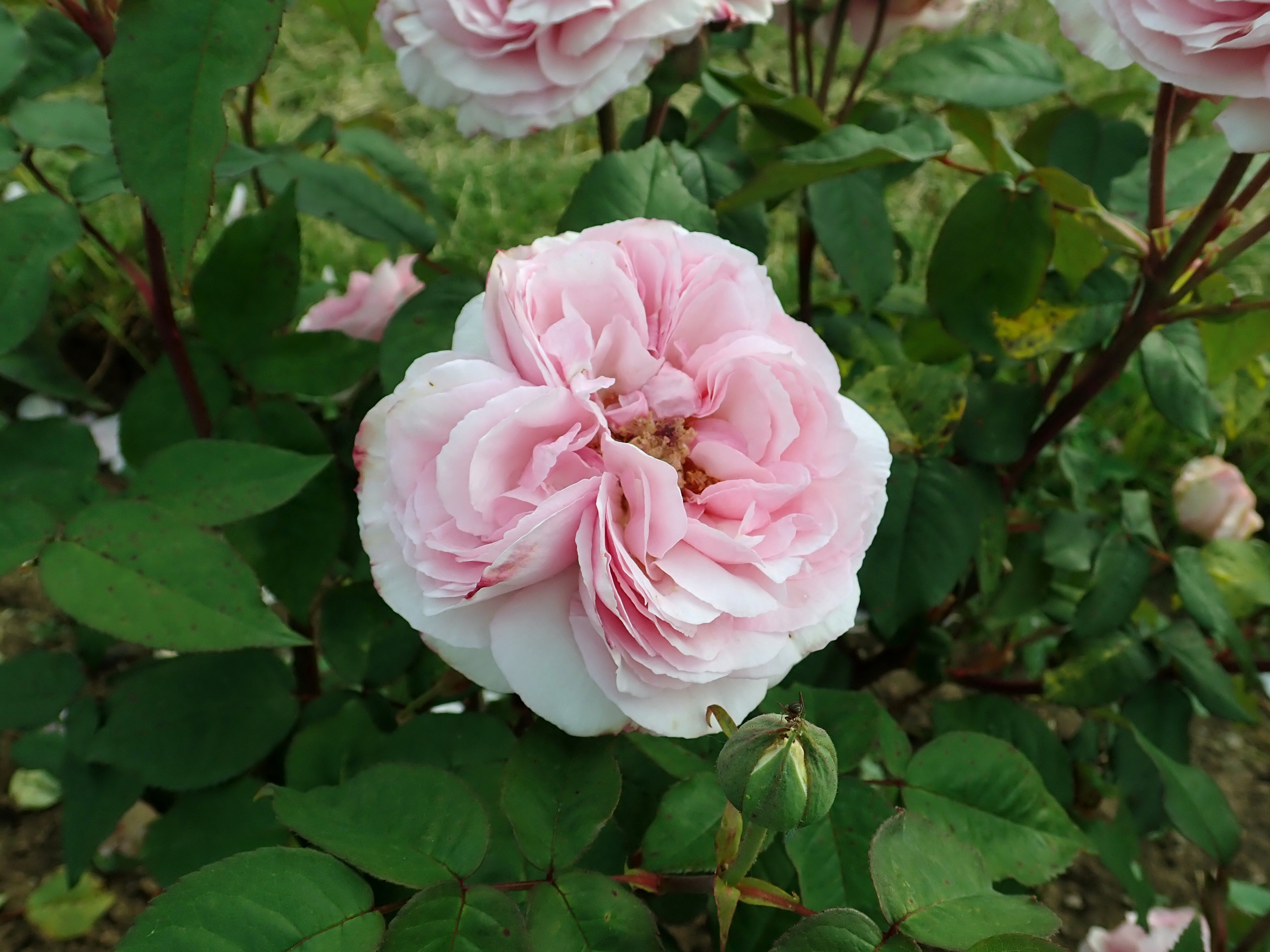
'Madame Ernest Calvat' (Schwartz, 1888)
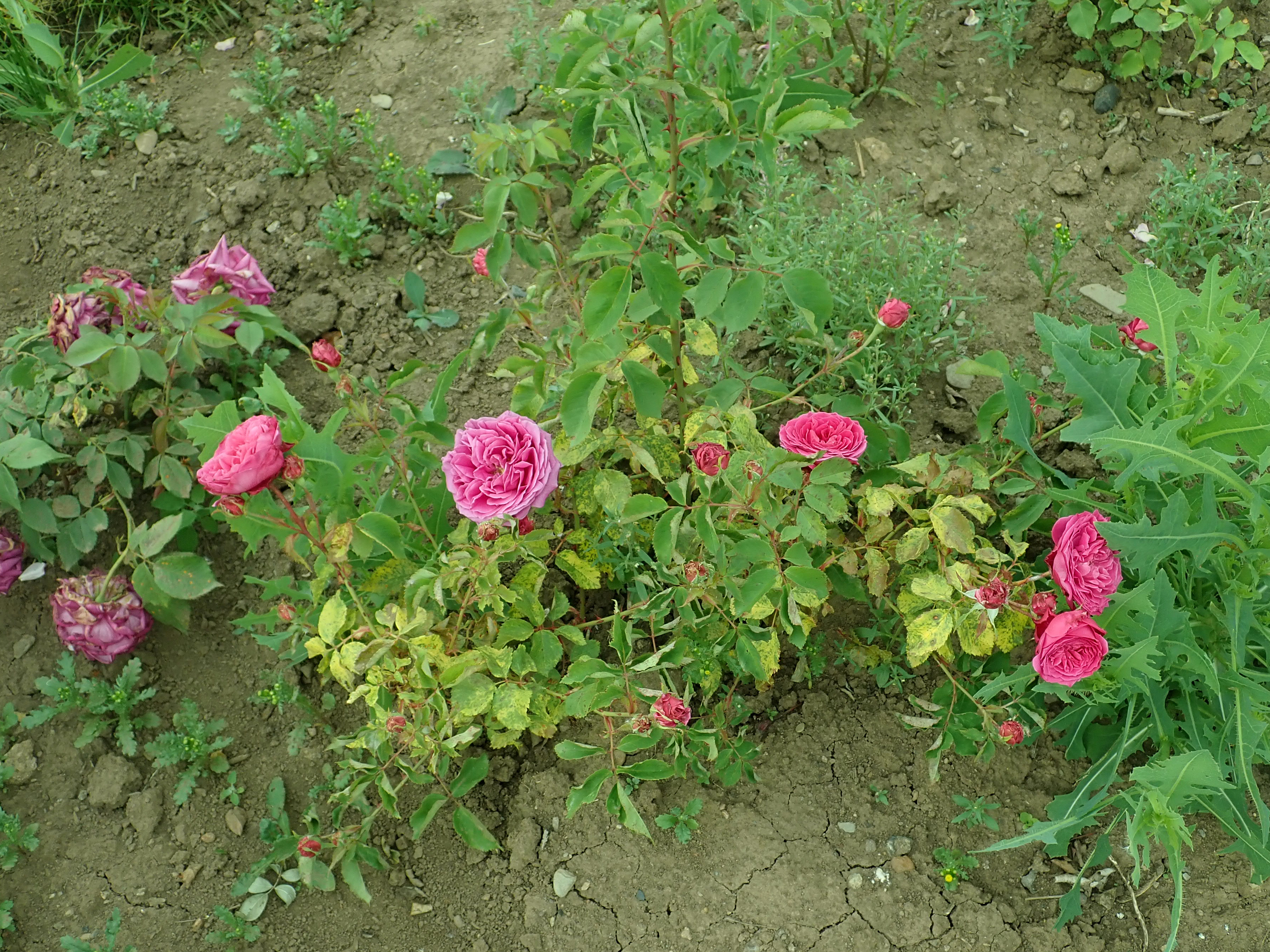
'Souvenir de Mme. Bruel' (Levet, 1889)
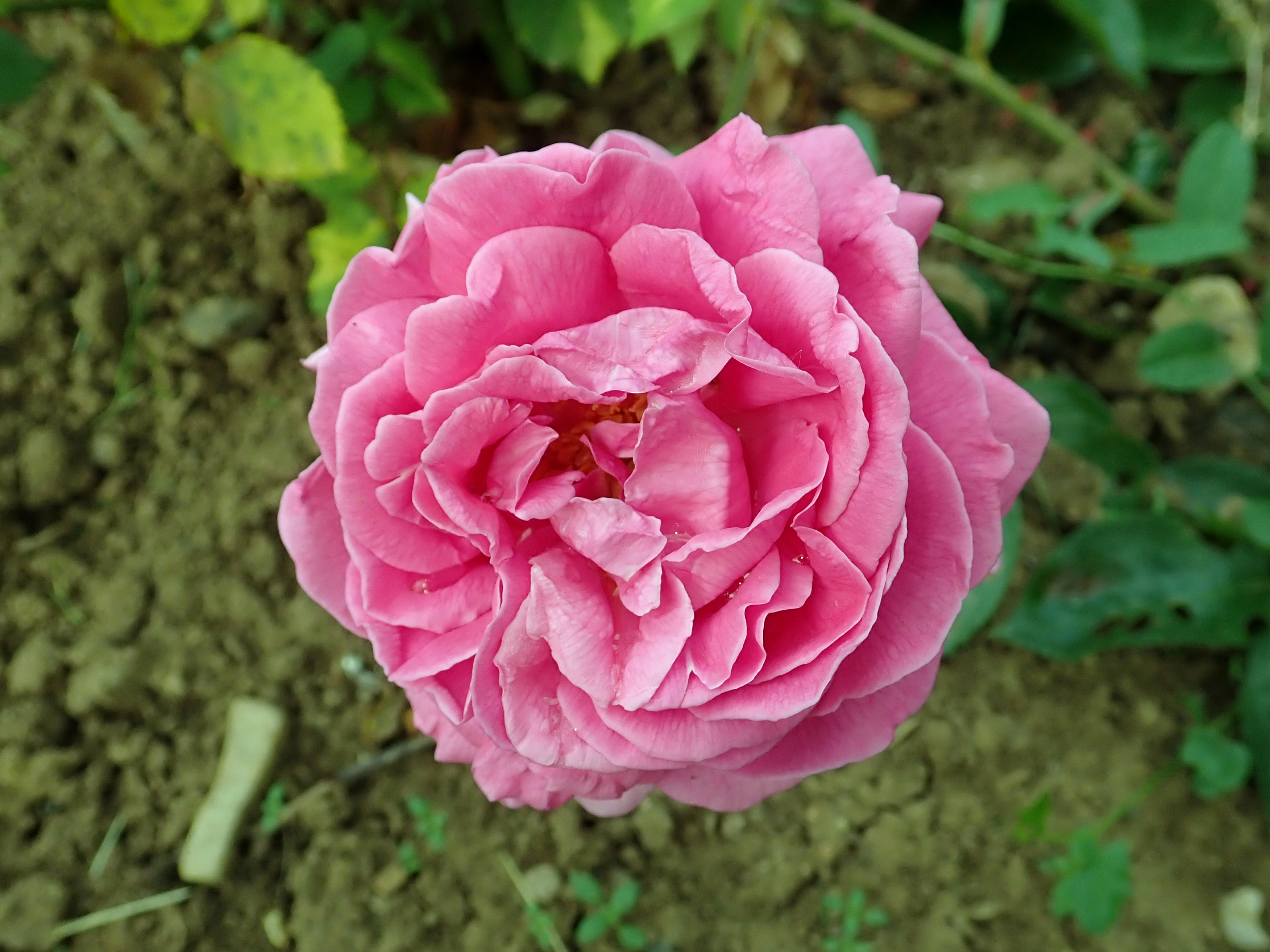
'Mademoiselle Andrée Worth' (Lévêque, 1890)
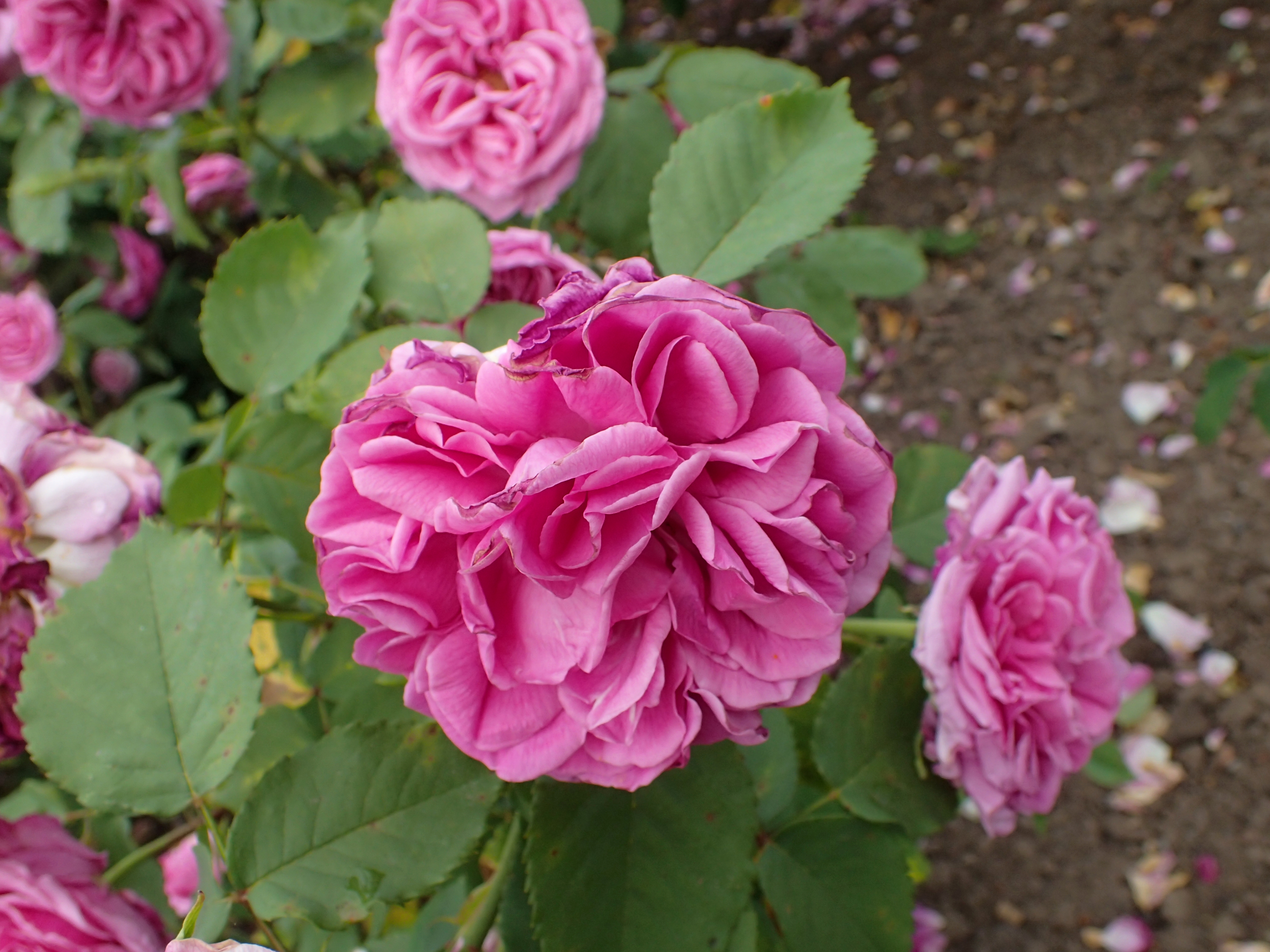
'Souvenir de Victor Landeau' (Moreau-Robert, 1890)
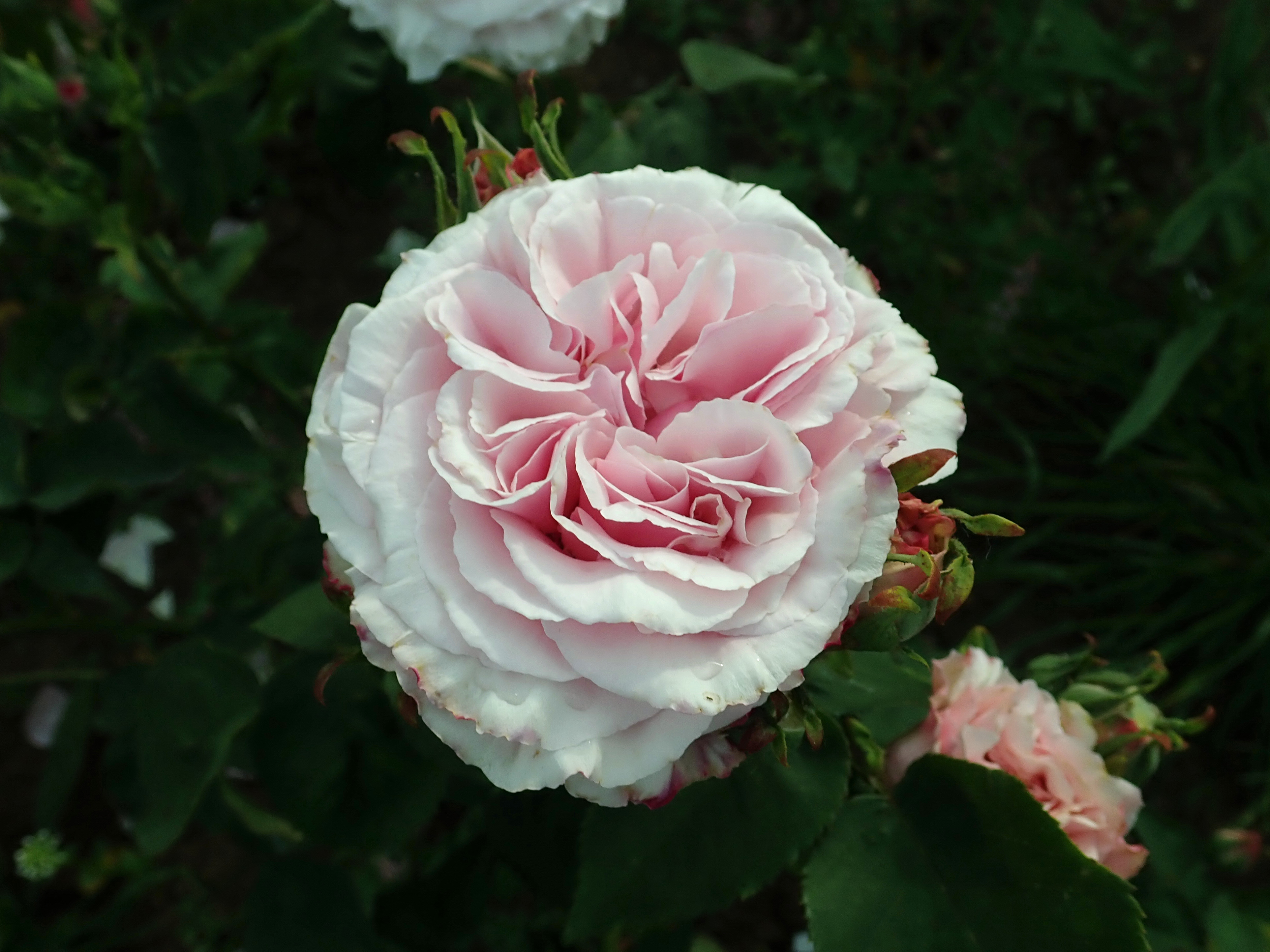
'Mrs. Paul' (G. Paul, 1891)
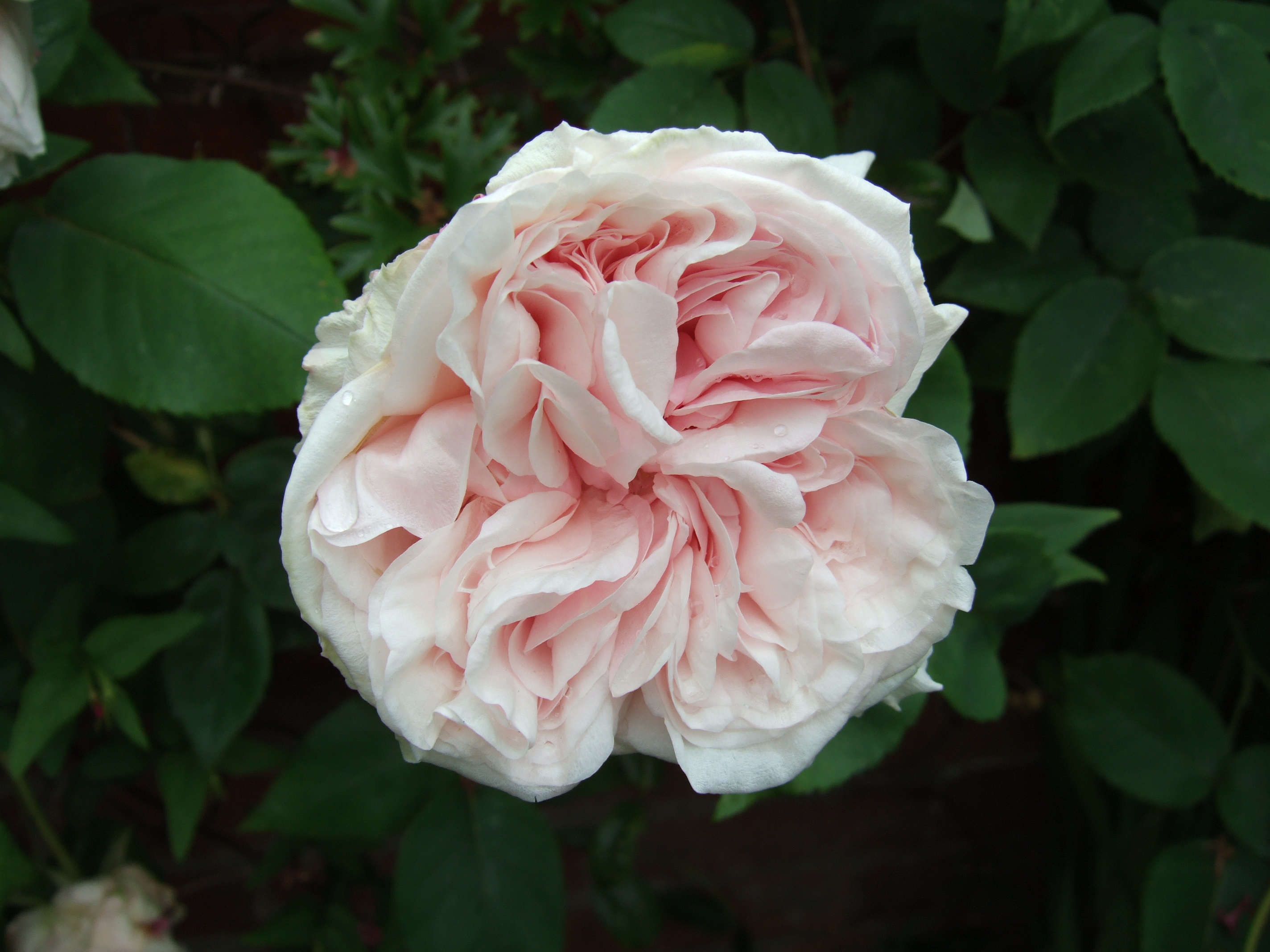
'Climbing Souvenir de la Malmaison' (Bennett, 1892)
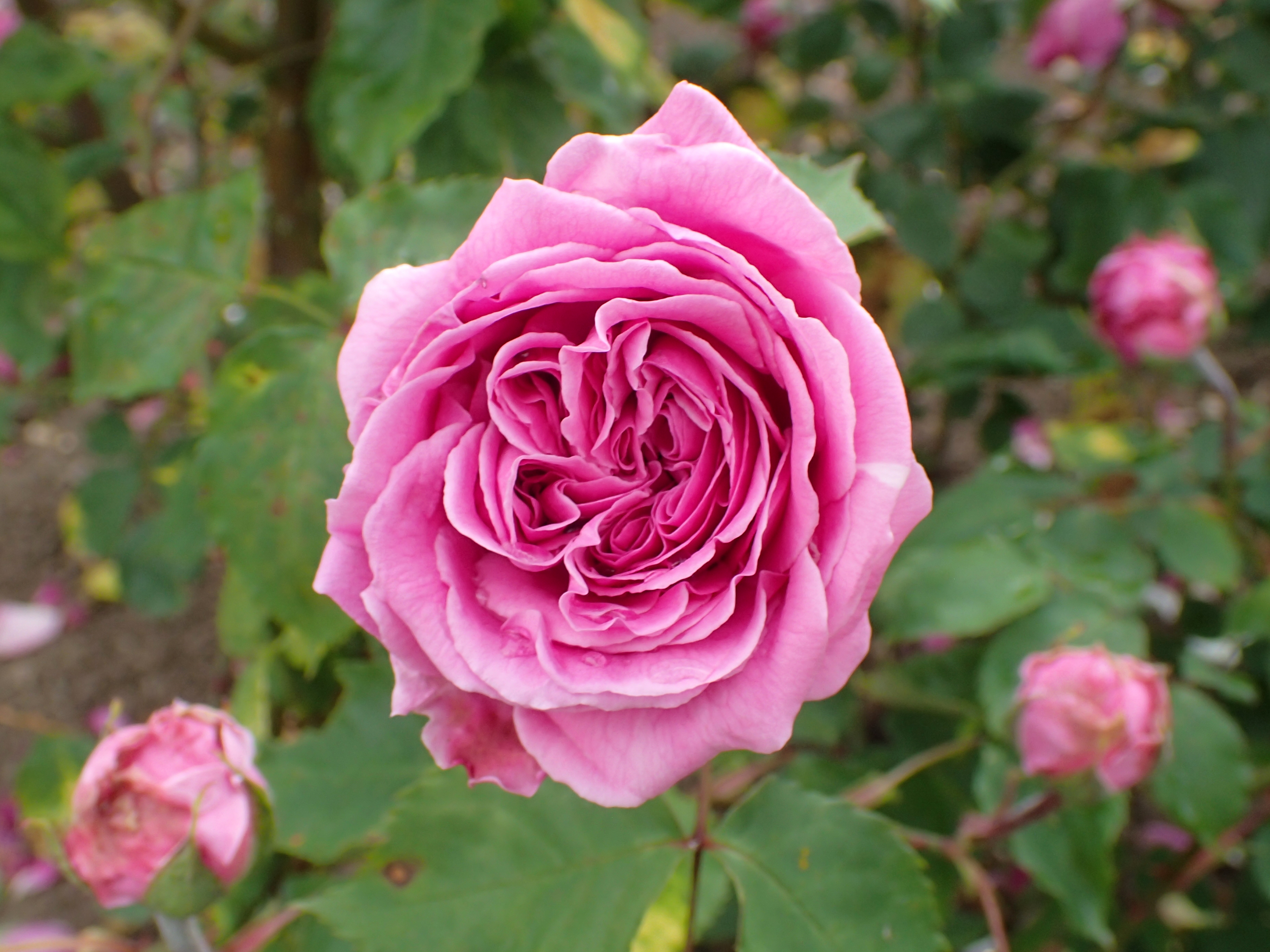
'Monsieur Cordeau' (Moreau-Robert, 1892)
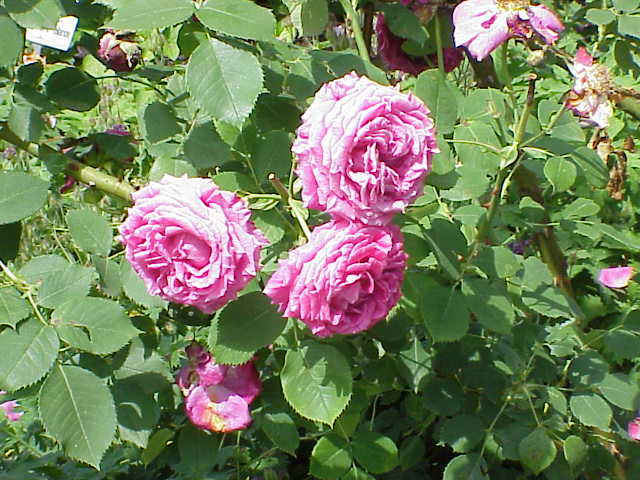
'Madame Nobécourt' (Moreau-Robert, 1893)
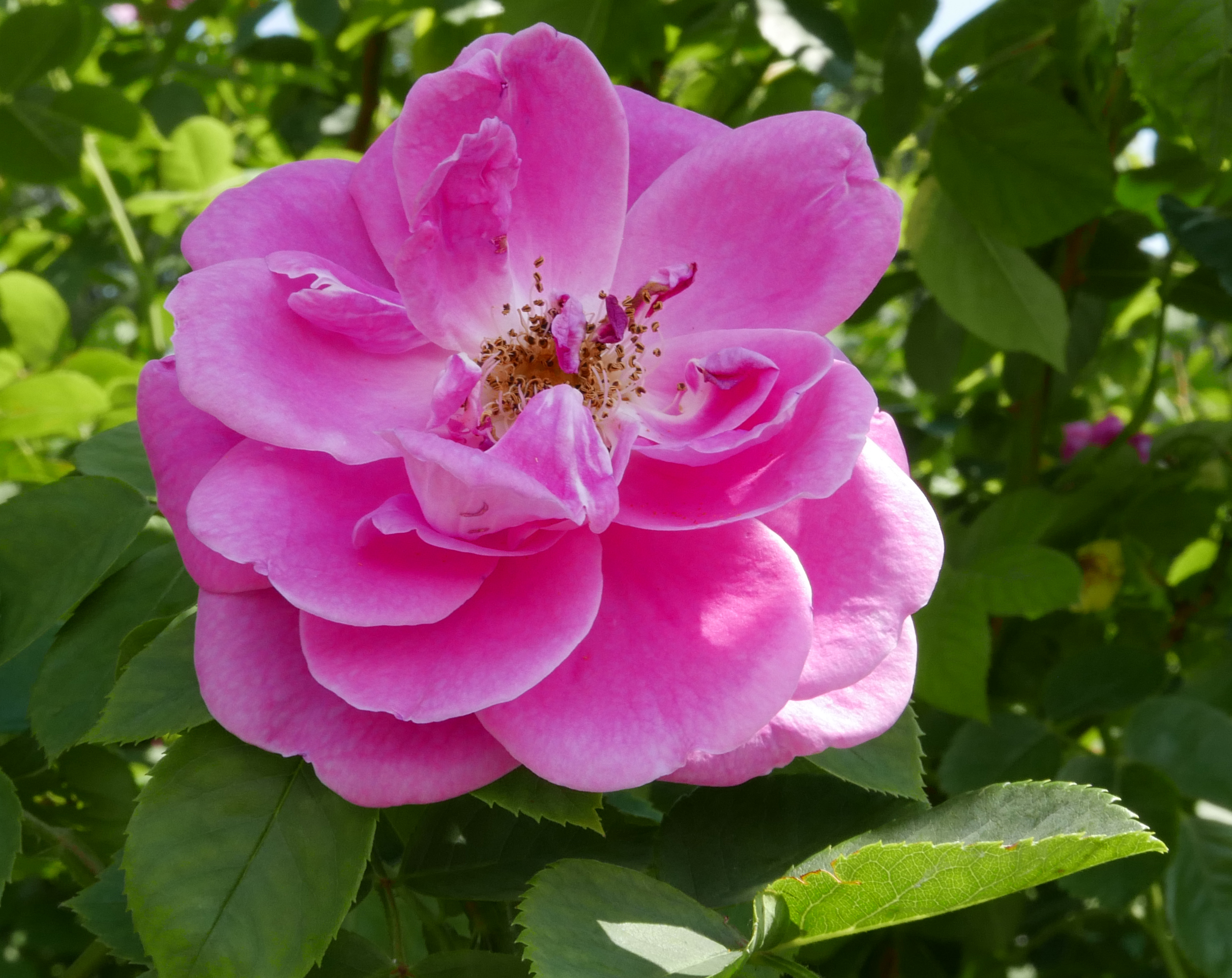
'Griseldis' (Geschwind, 1895)
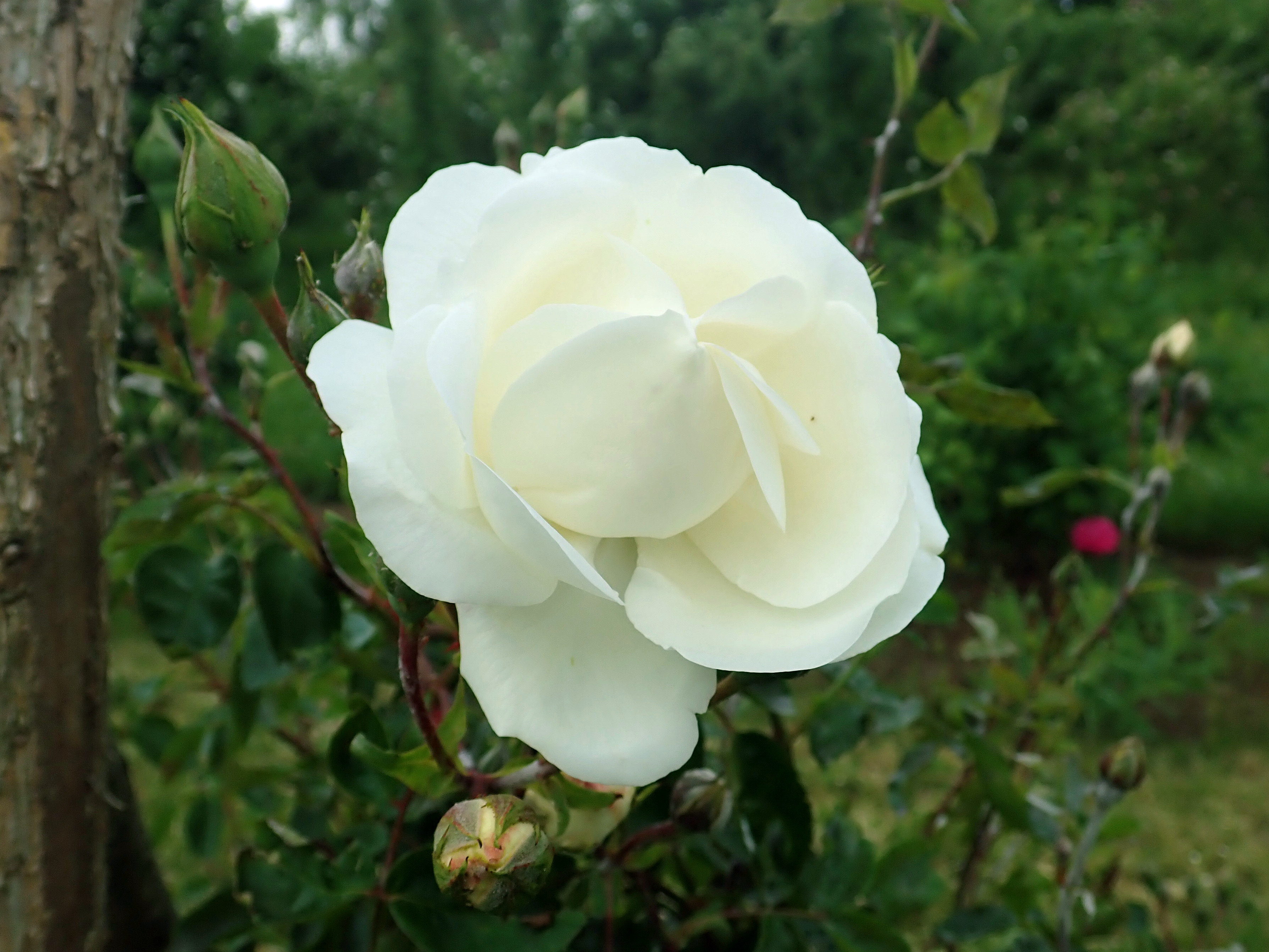
'Purity' (Cooling, voor 1897)
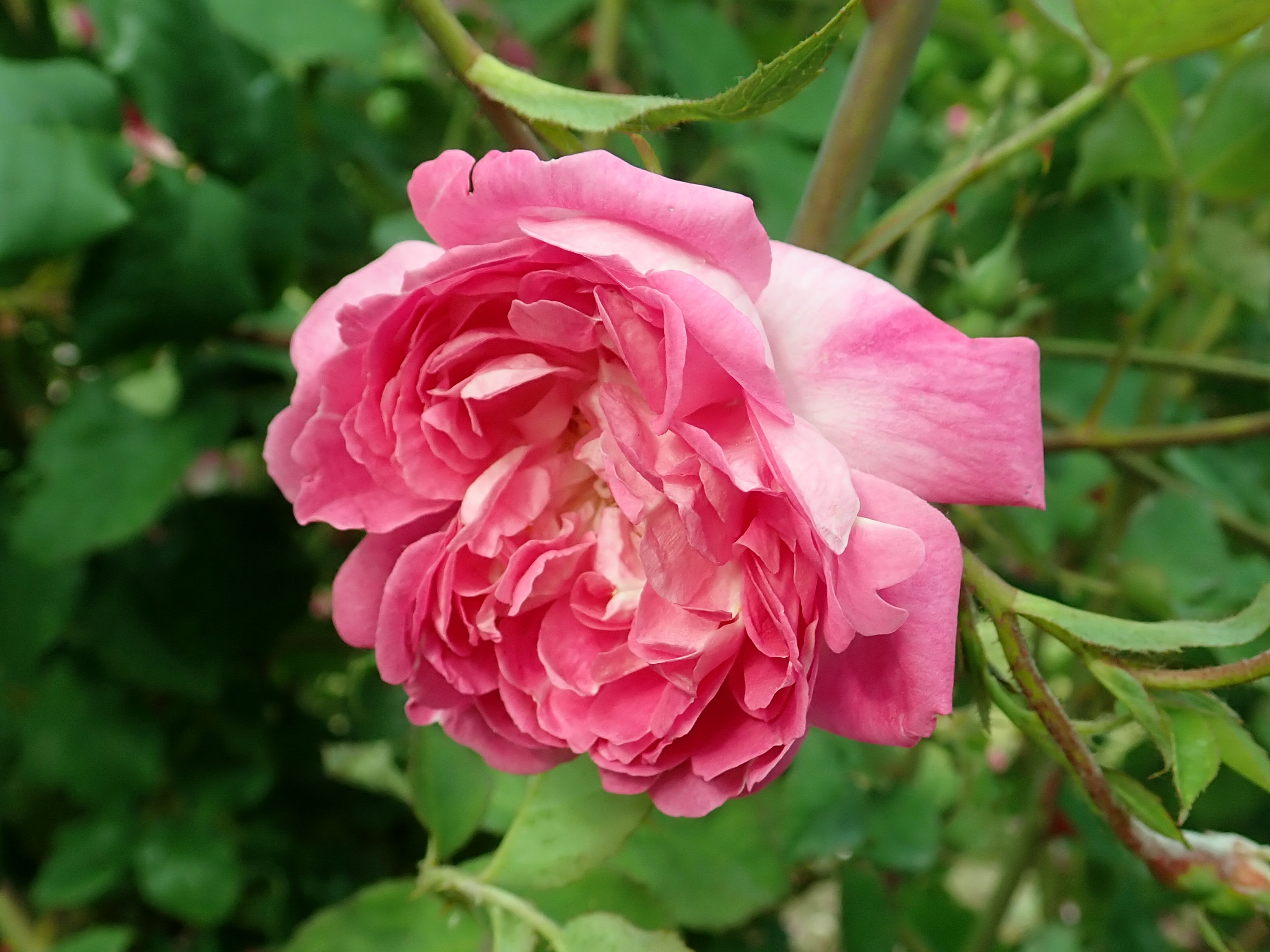
'J. B. M. Camm' (G. Paul, 1900)
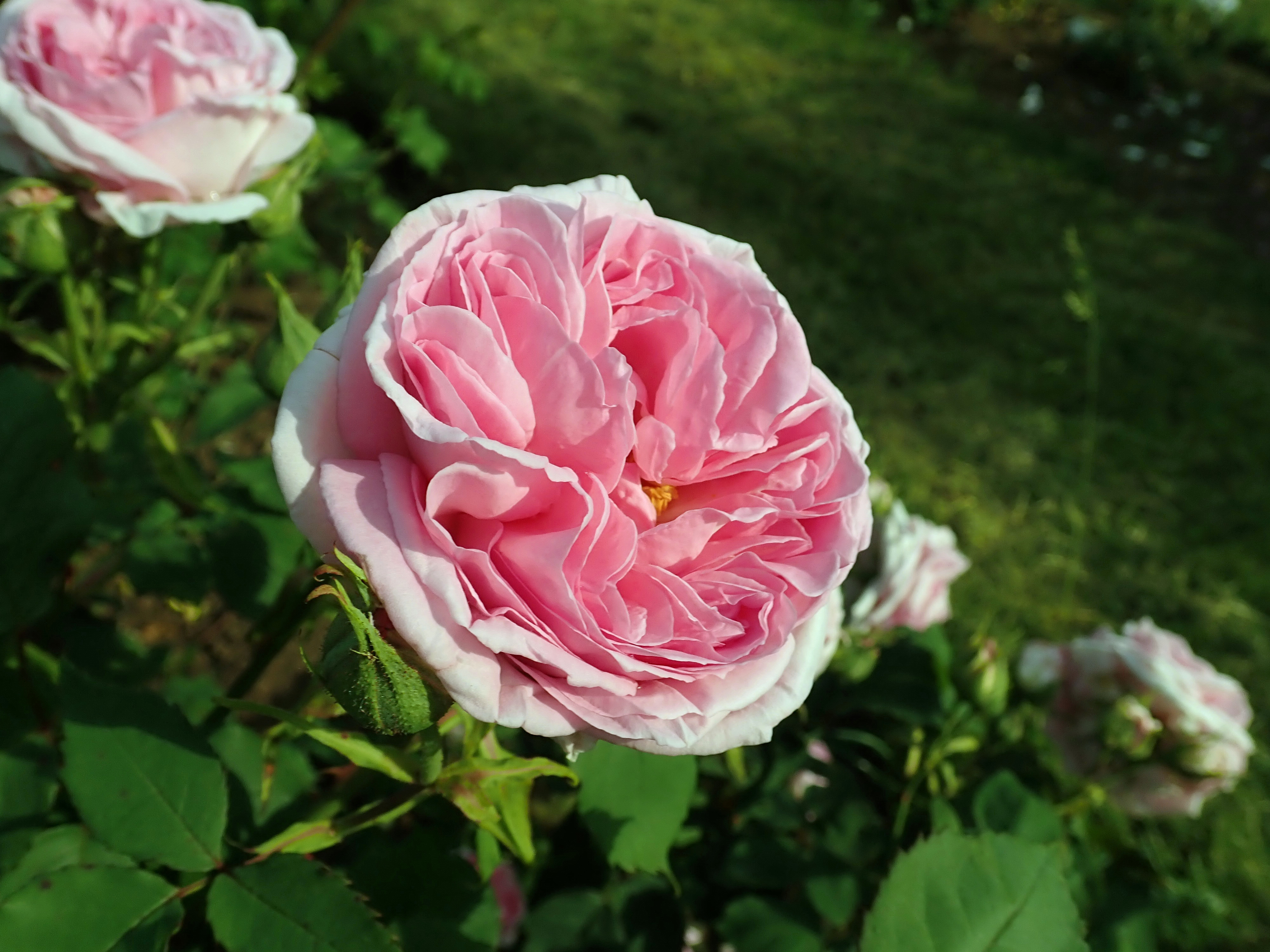
'Madame d'Enfert' (Vilin, voor 1902)
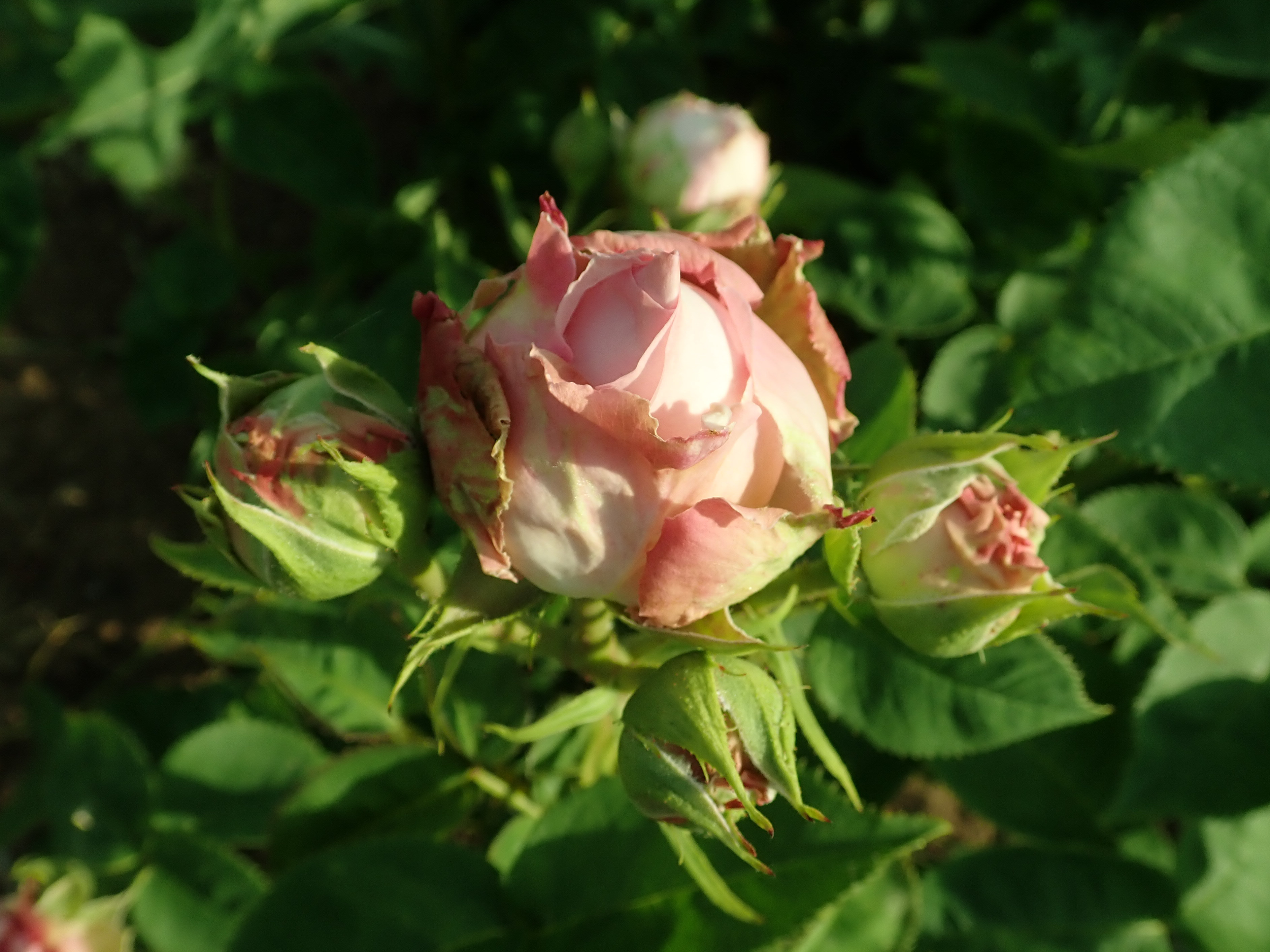
'Capitaine Dyel de Graville' (Boutigny, 1905)
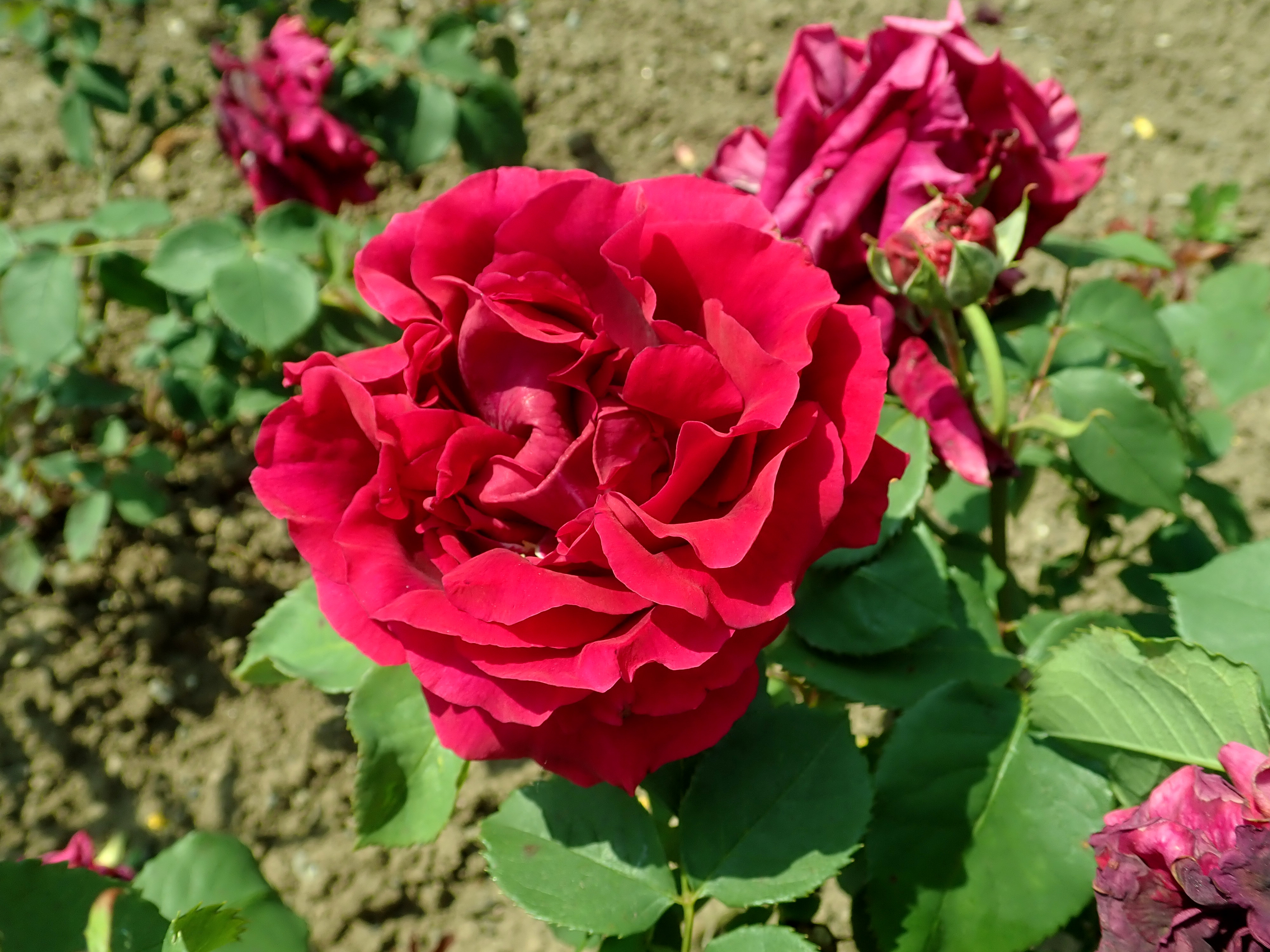
'Frau O. Plegg' (Nabonnand, 1909)
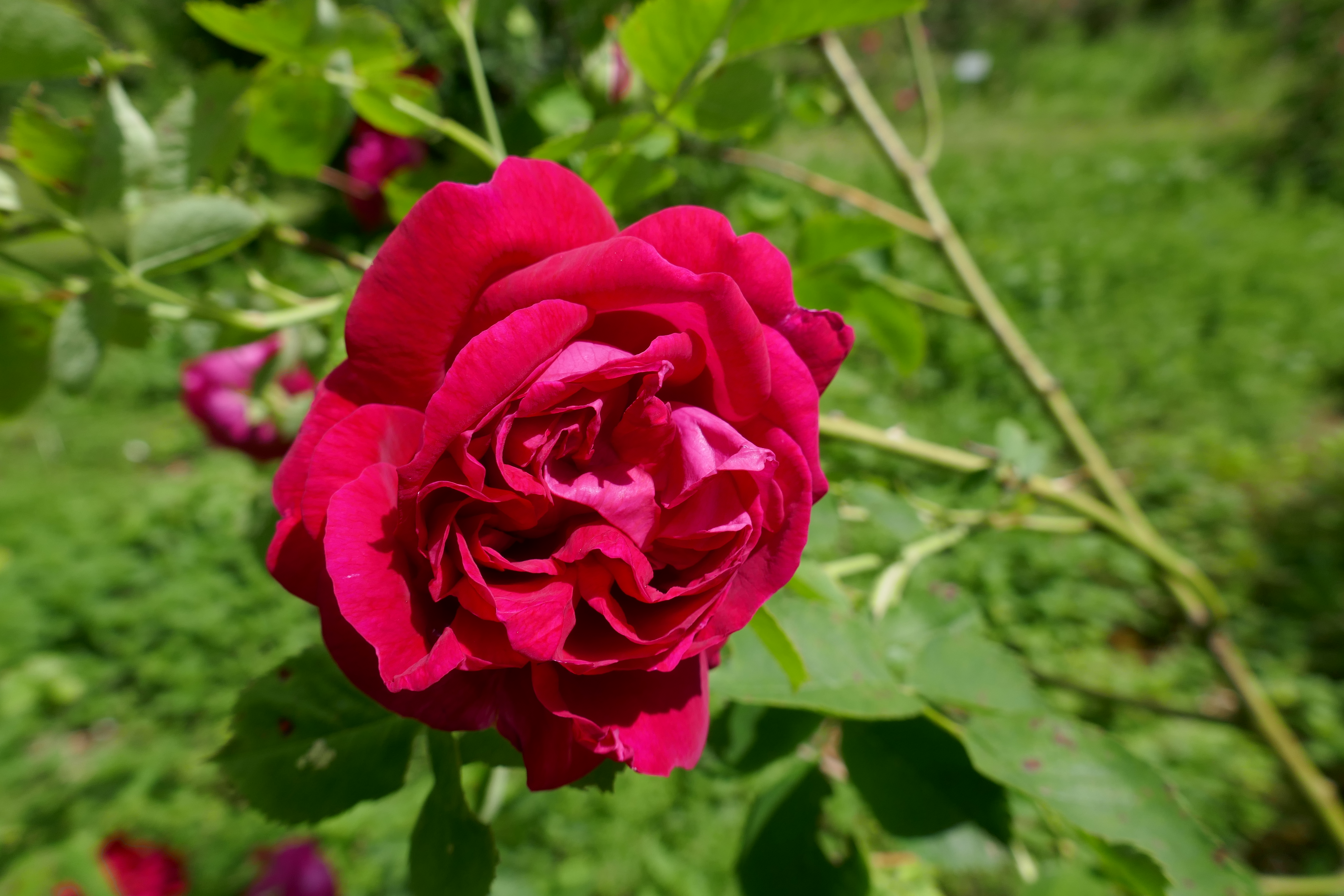
'Parkzierde' (Geschwind, 1909)
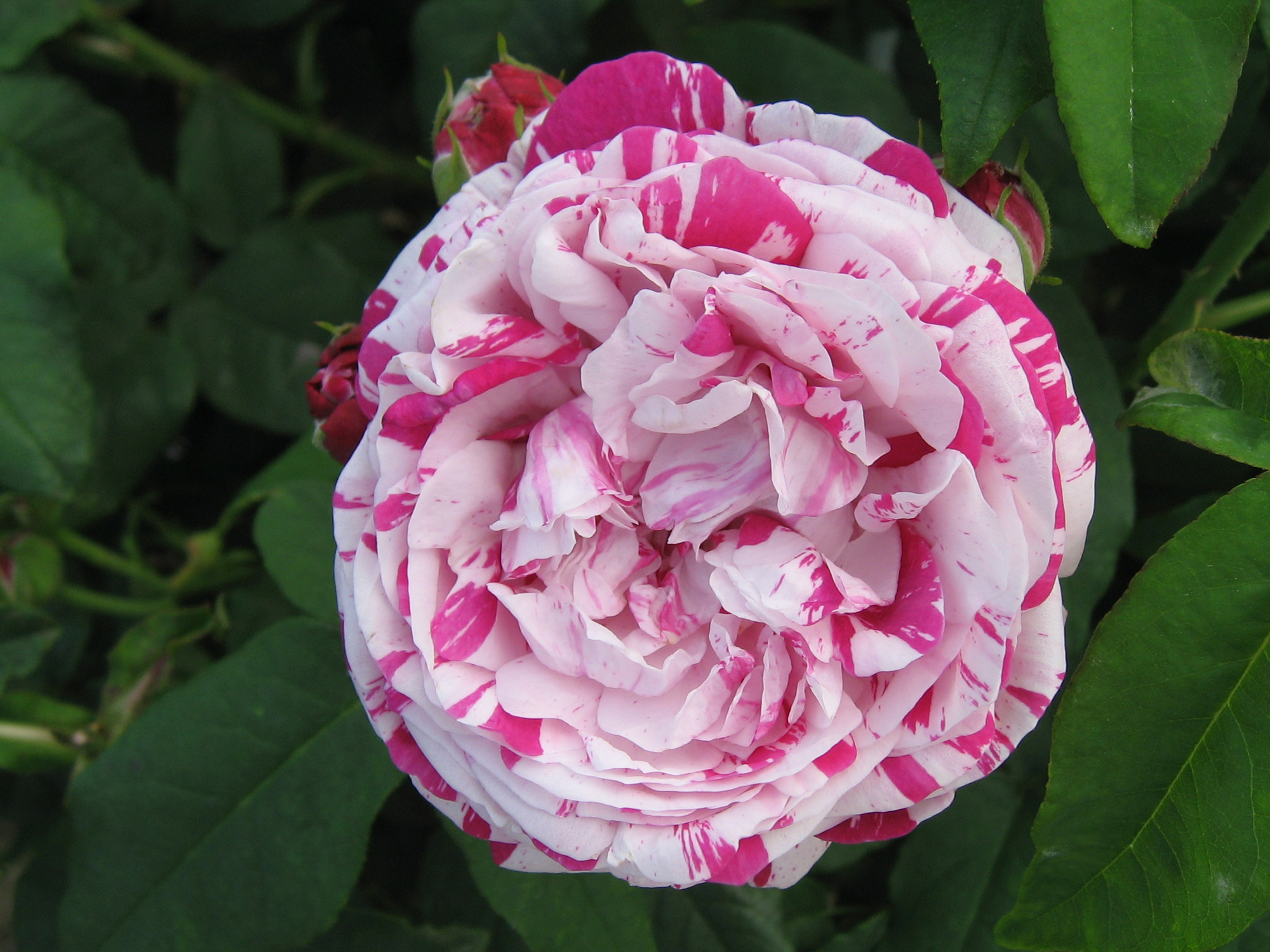
'Variegata di Bologna' (Lodi, voor 1909)
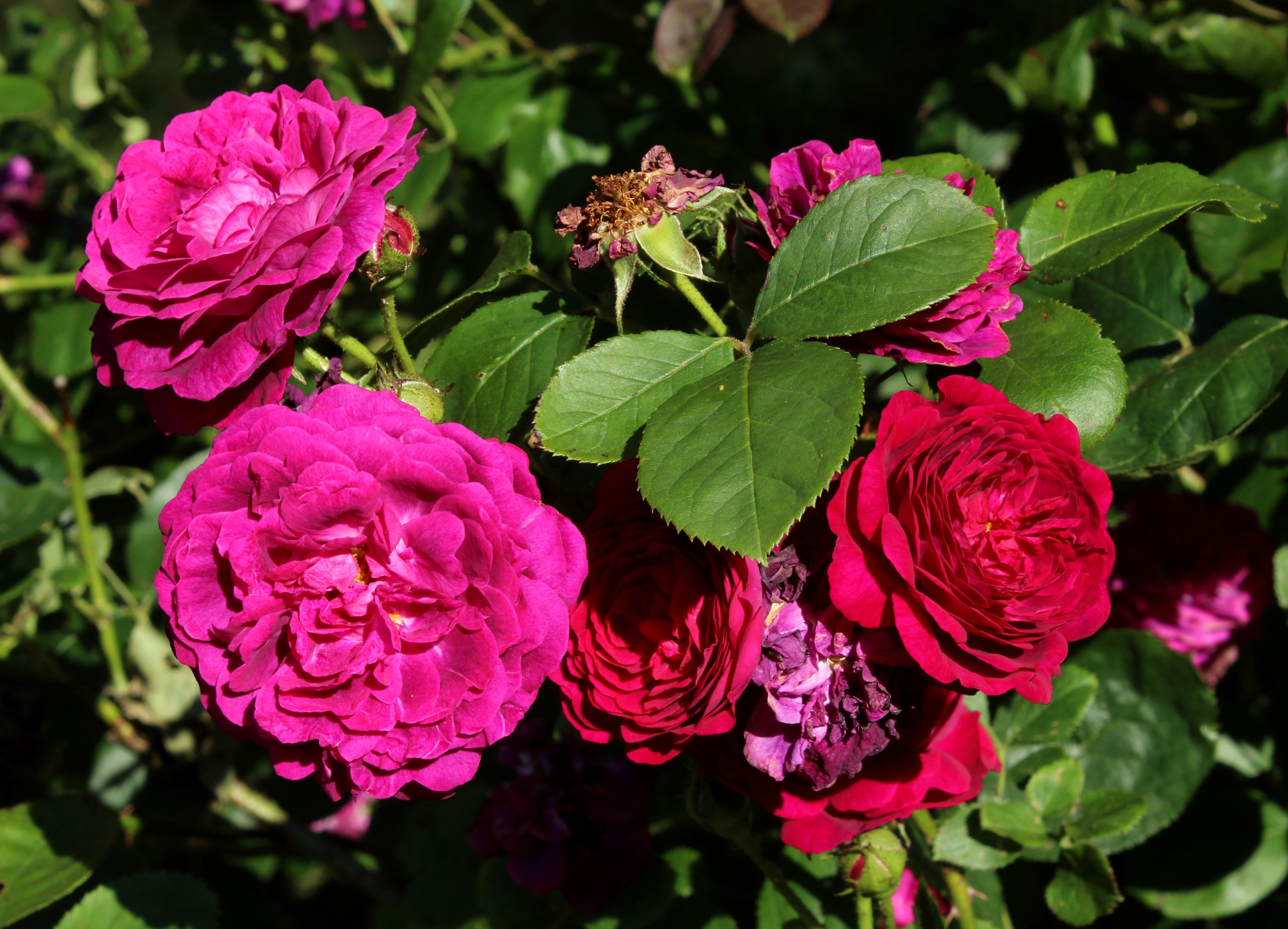
'Zigeunerknabe' (Geschwind, 1909)
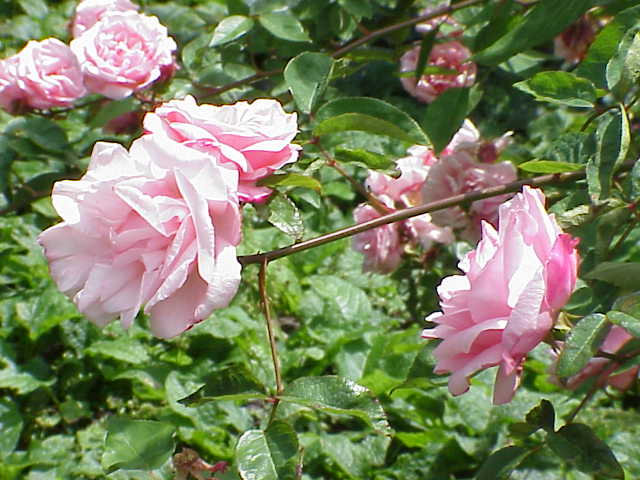
'Martha' (Knudsen, voor 1912)
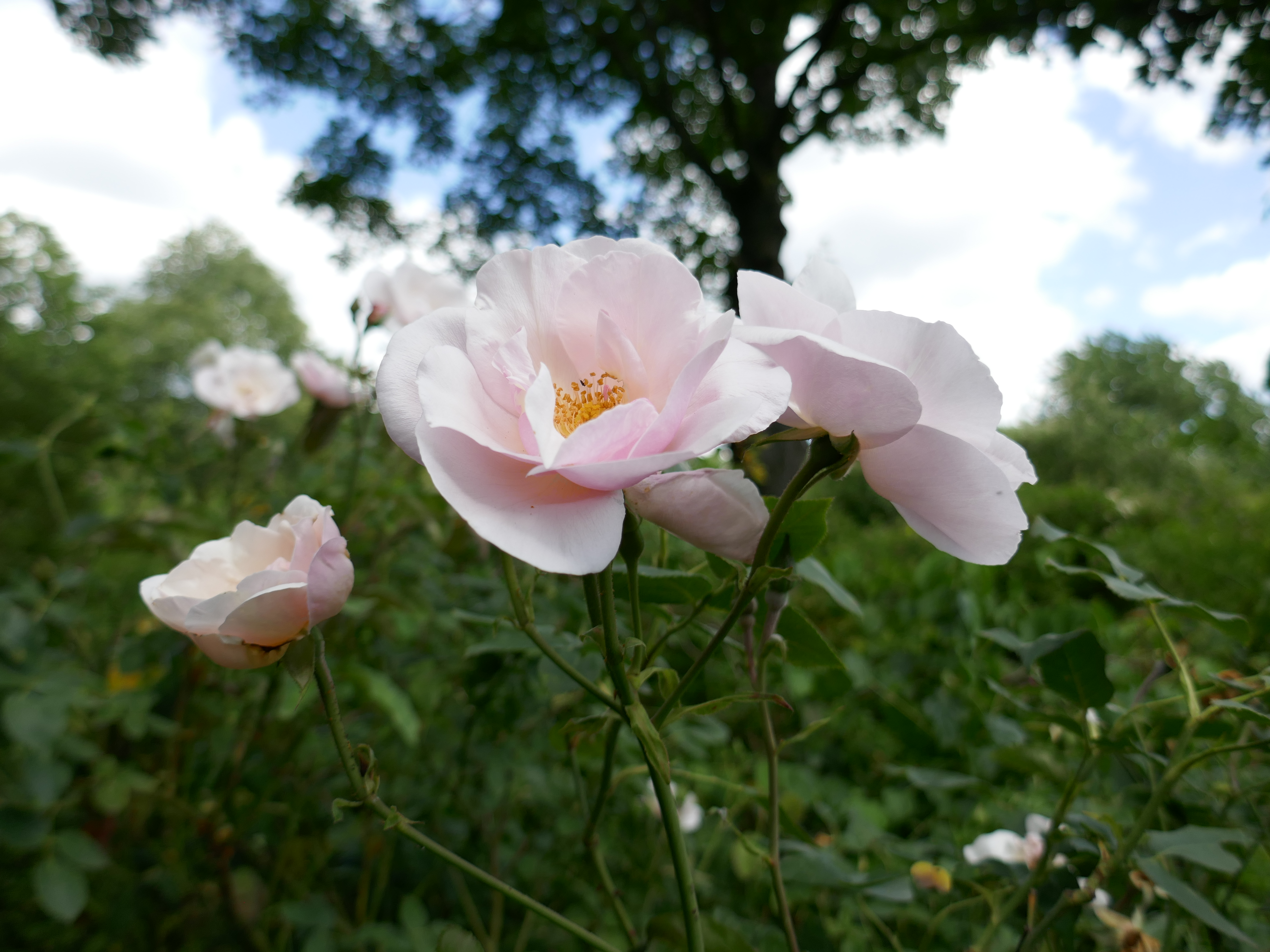
'Souvenir de St. Anne's' (onbekend, voor 1916)
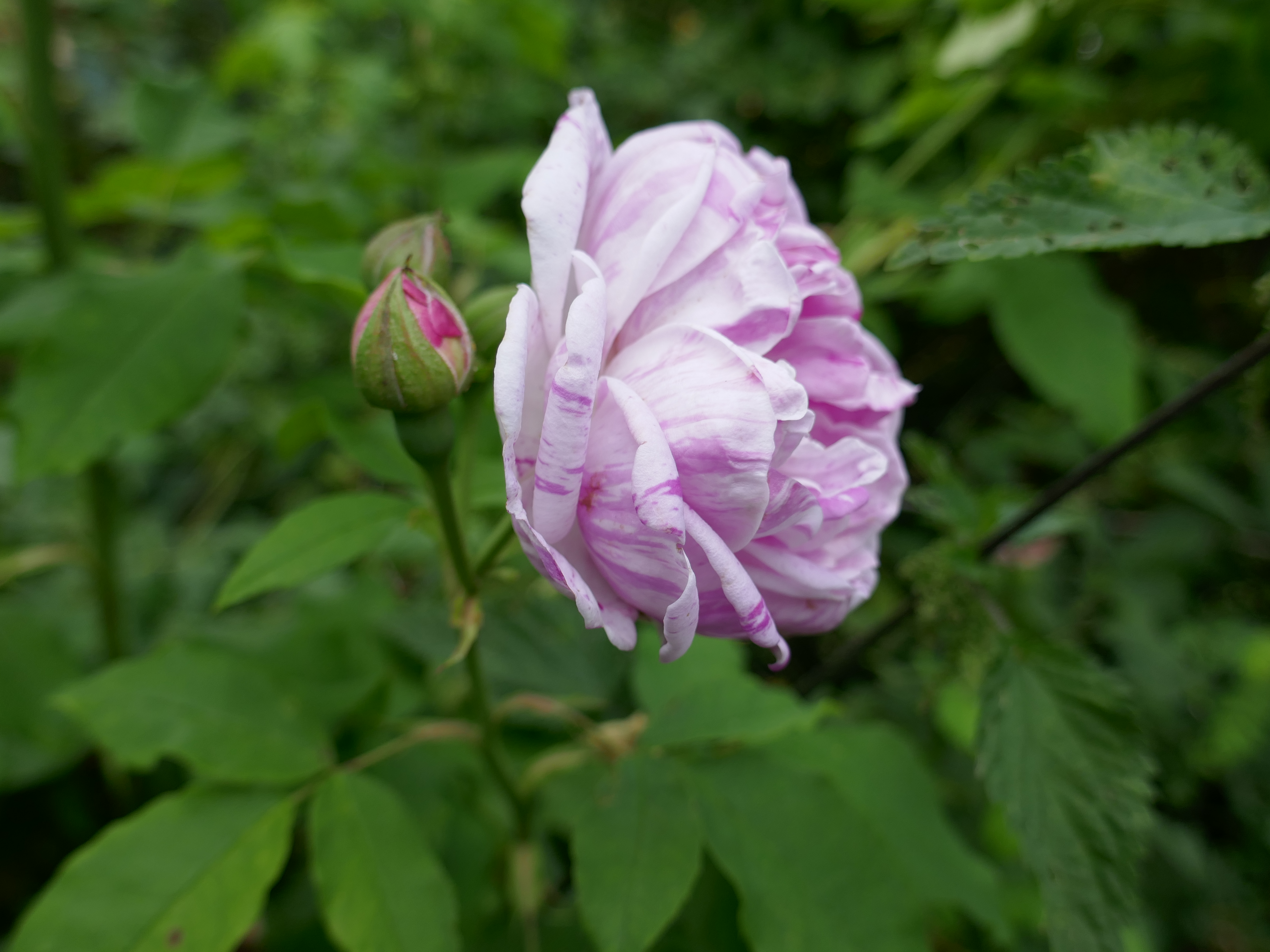
'Honorine de Brabant' (Tanne, 1916)
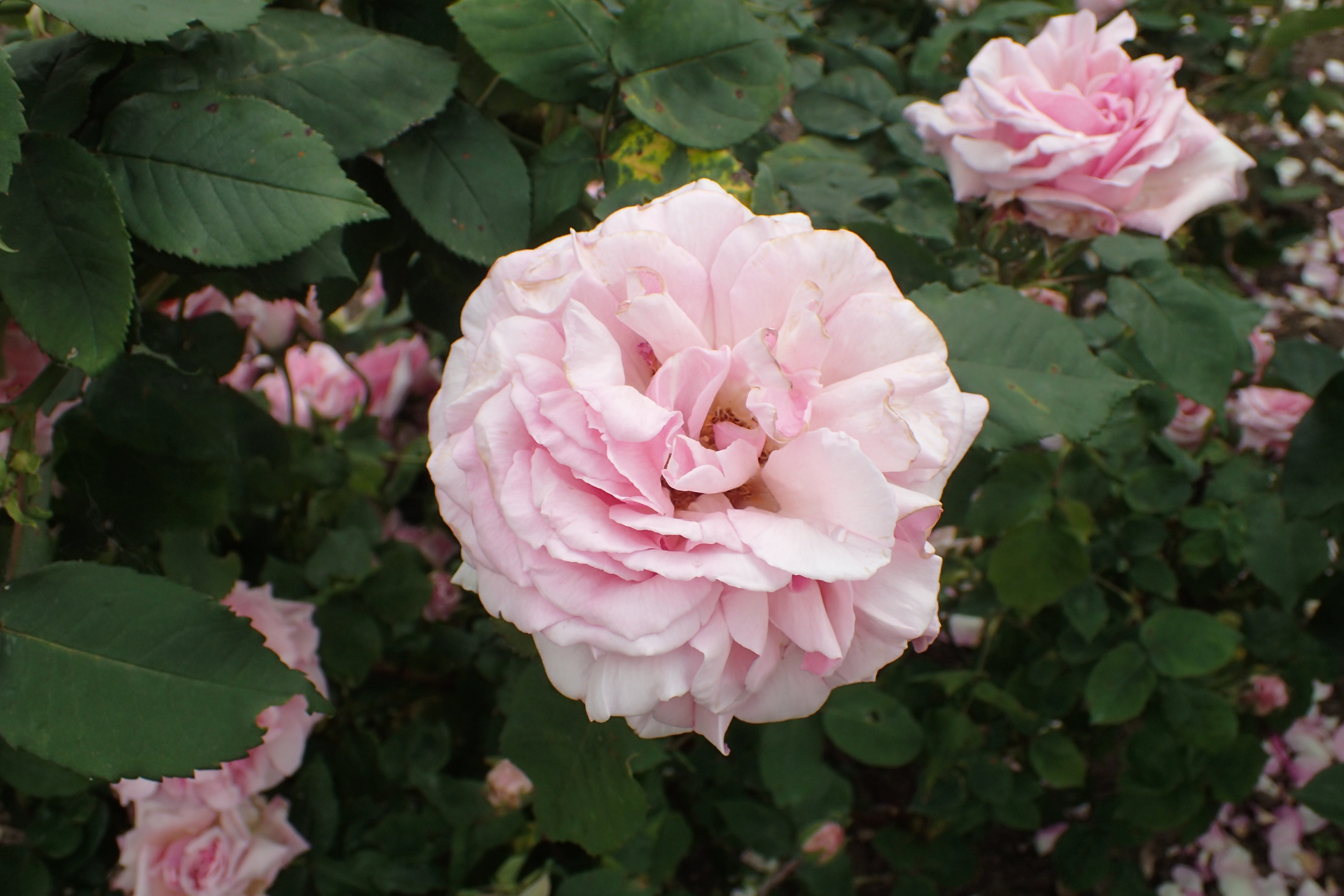
'Jean Rameau' (Darclanne/Turbat, 1918)
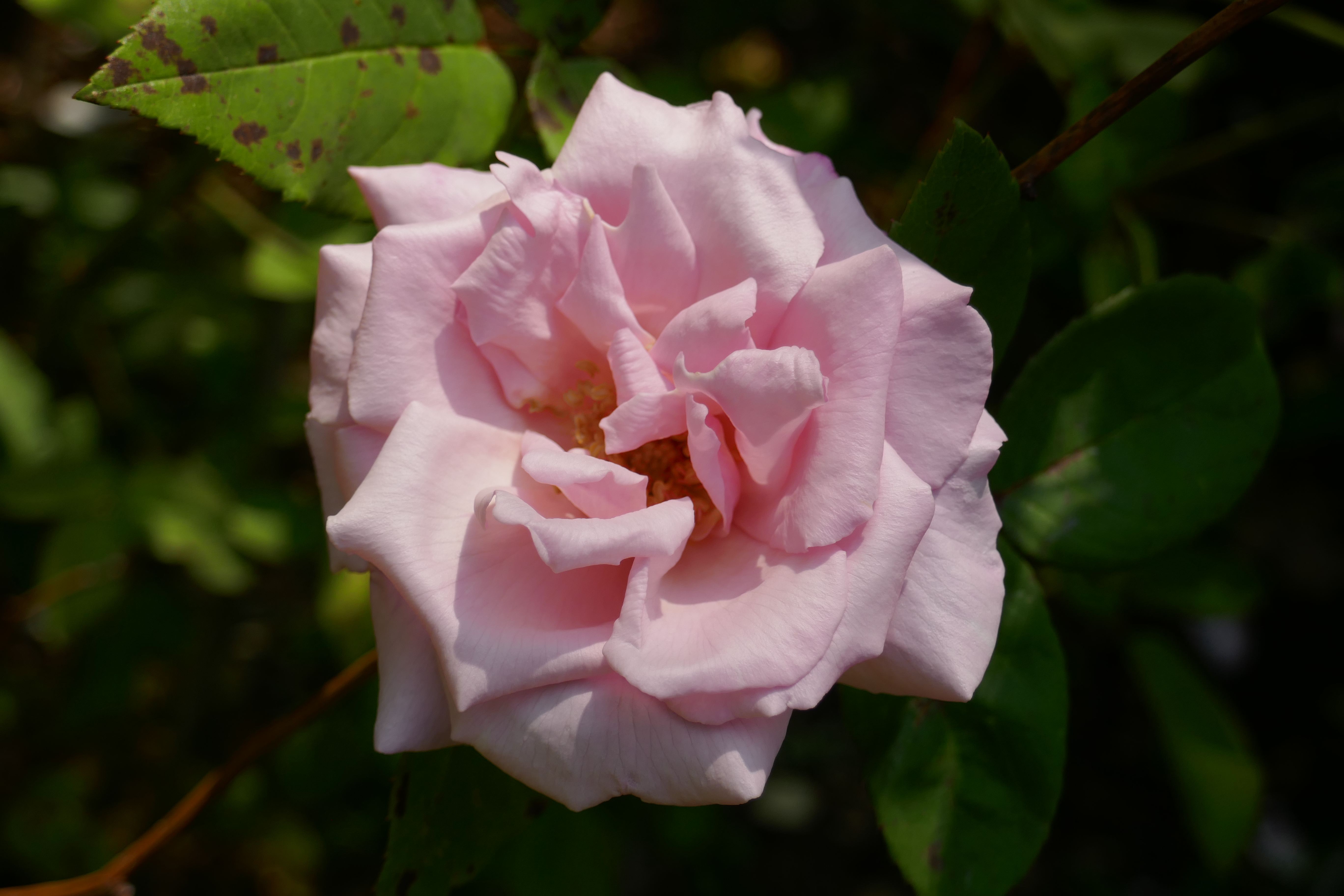
'Kathleen Harrop' (Dickson, 1919)
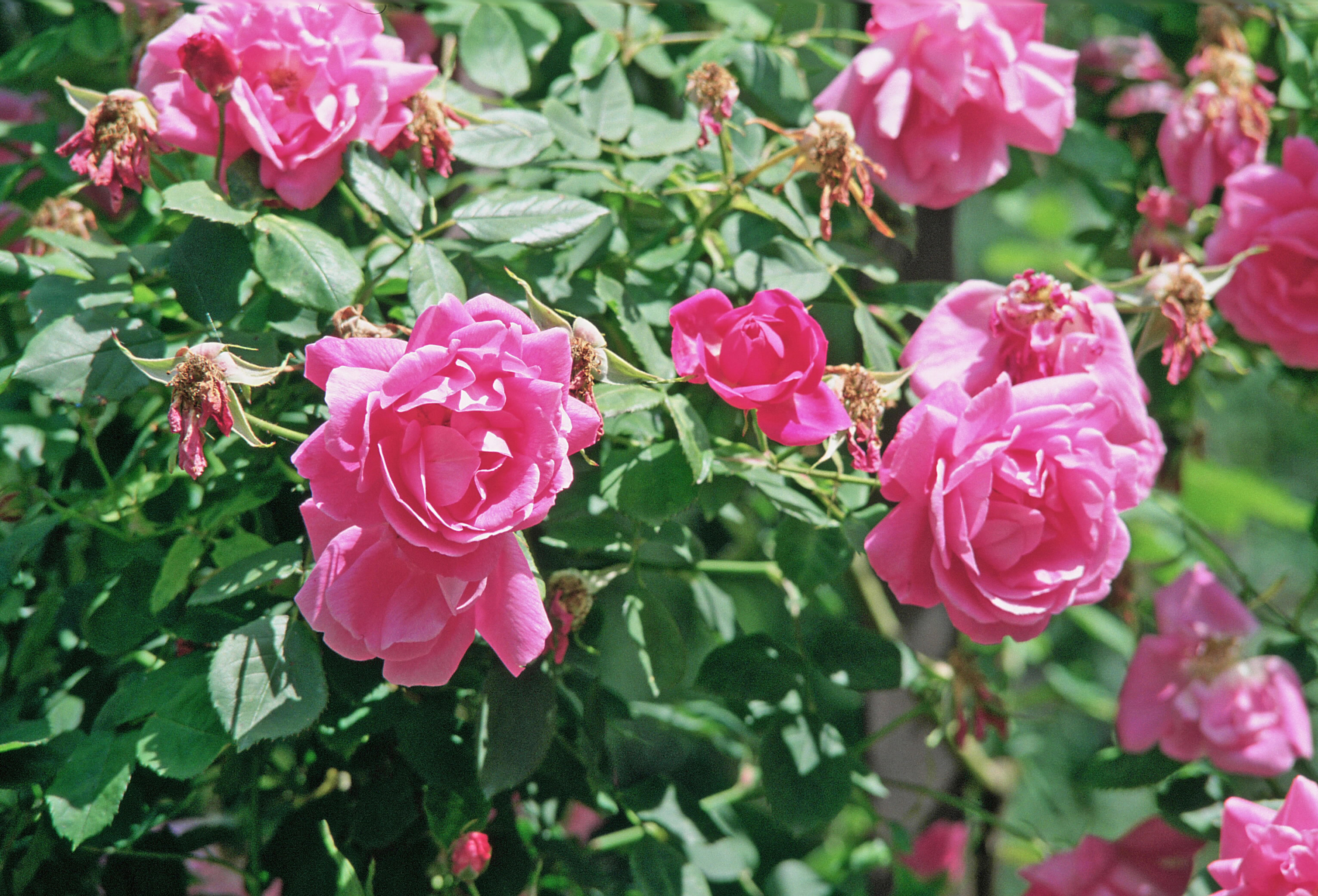
'Adam Messerich' (Lambert, 1920)
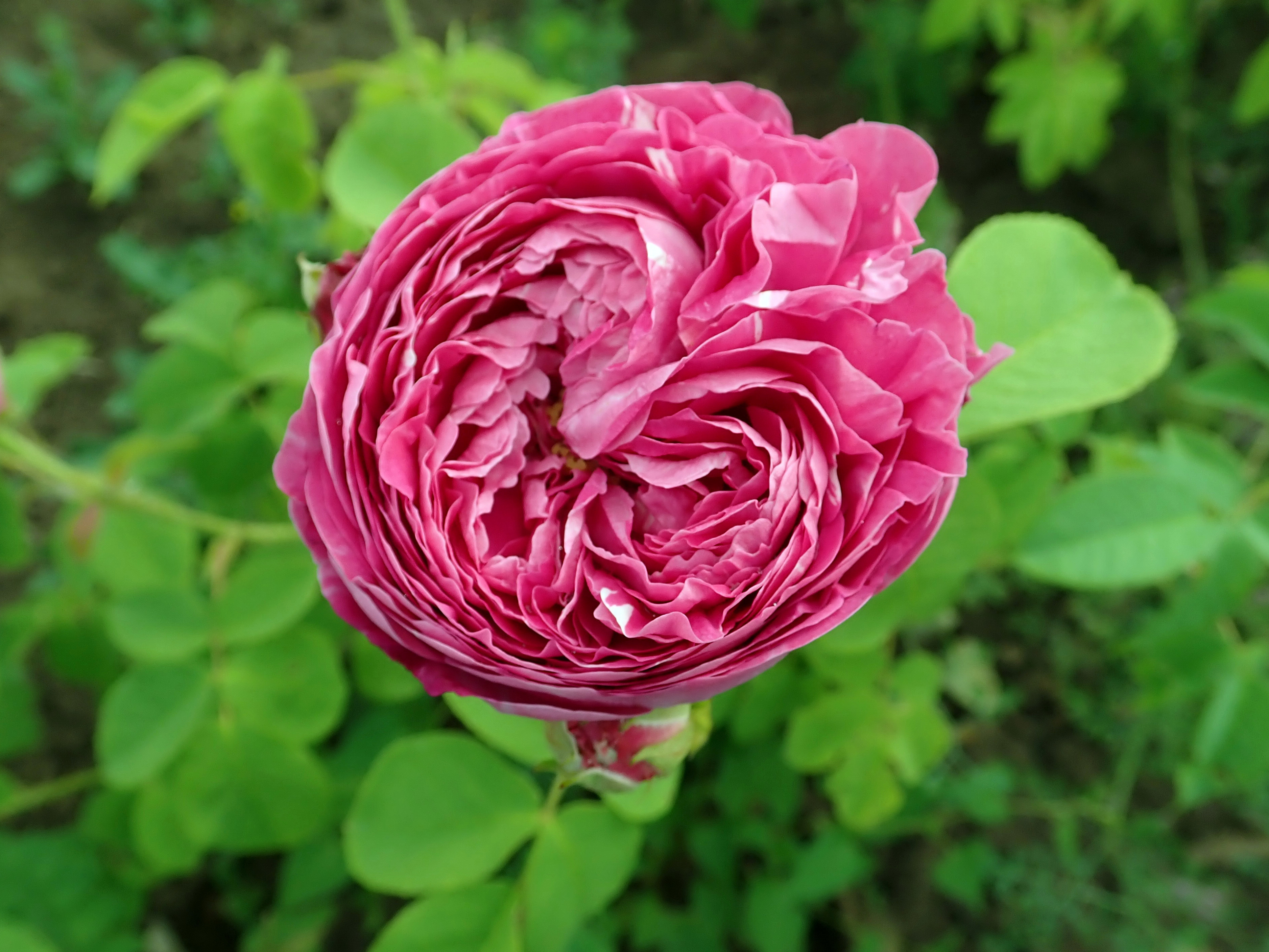
'Mrs. Yamada' (Beales, 2002)
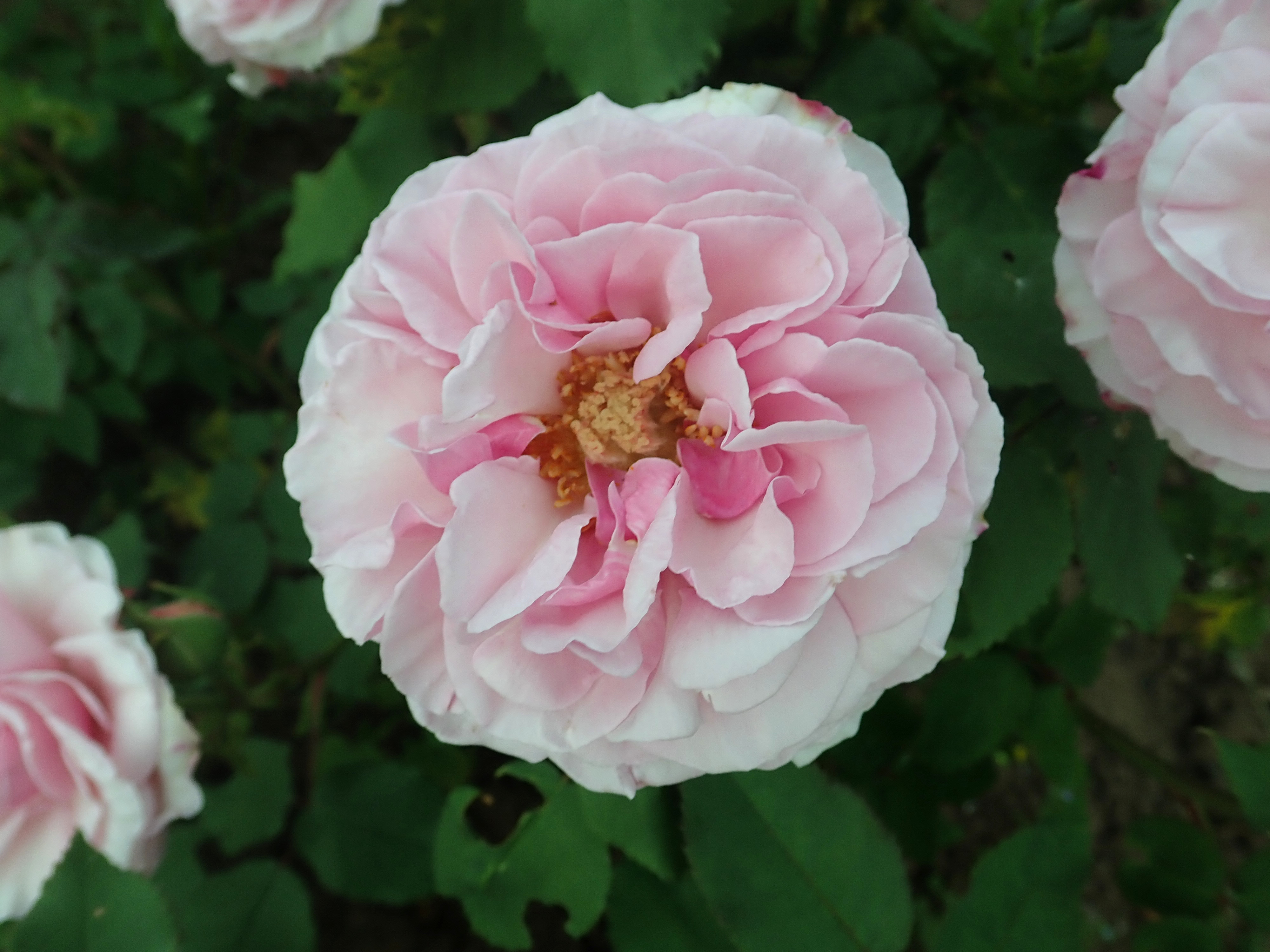
'Florence Ducher' (Ducher, 2005)
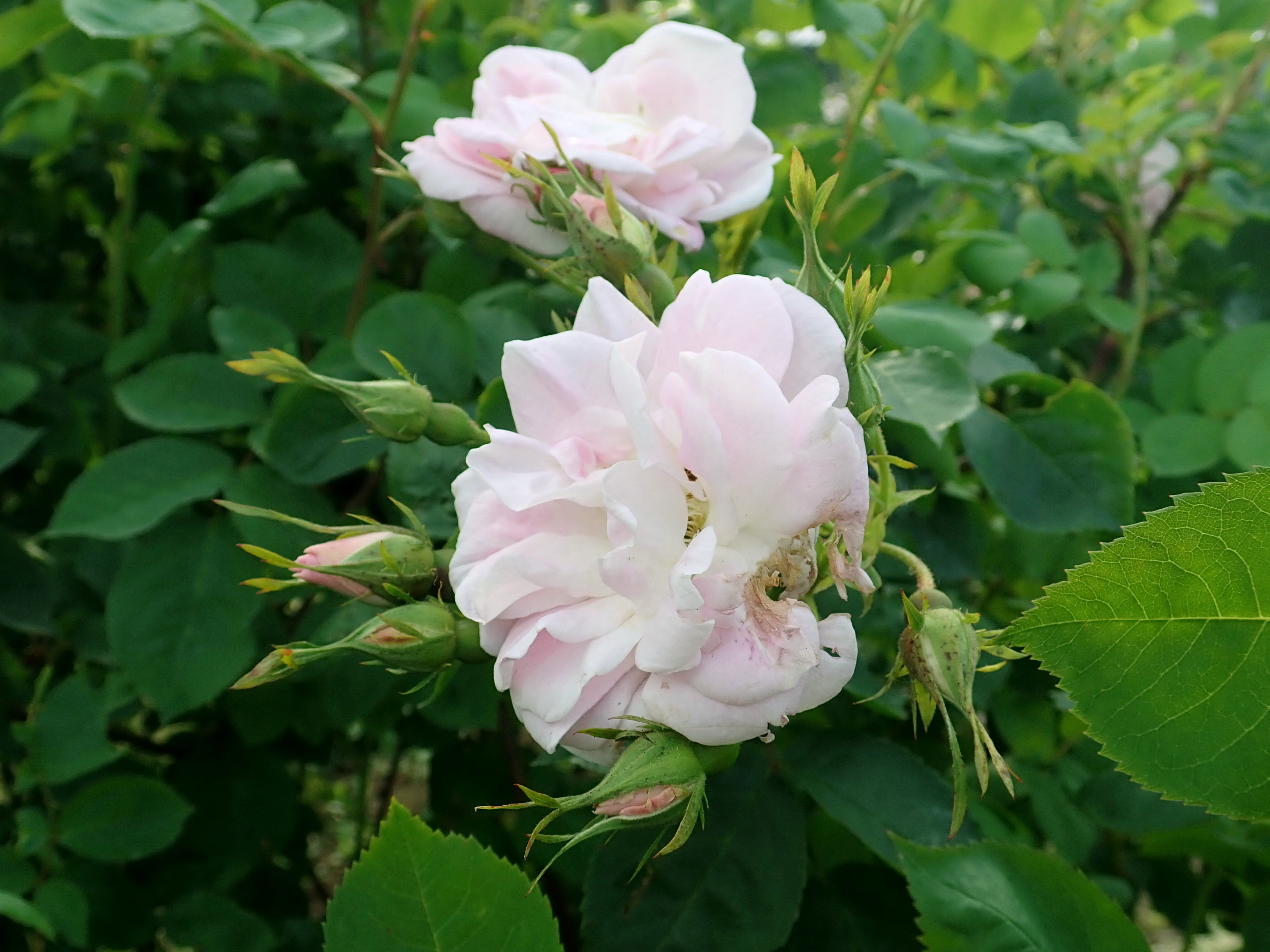
'Ralph Moore's South African OGR' (onbekend)
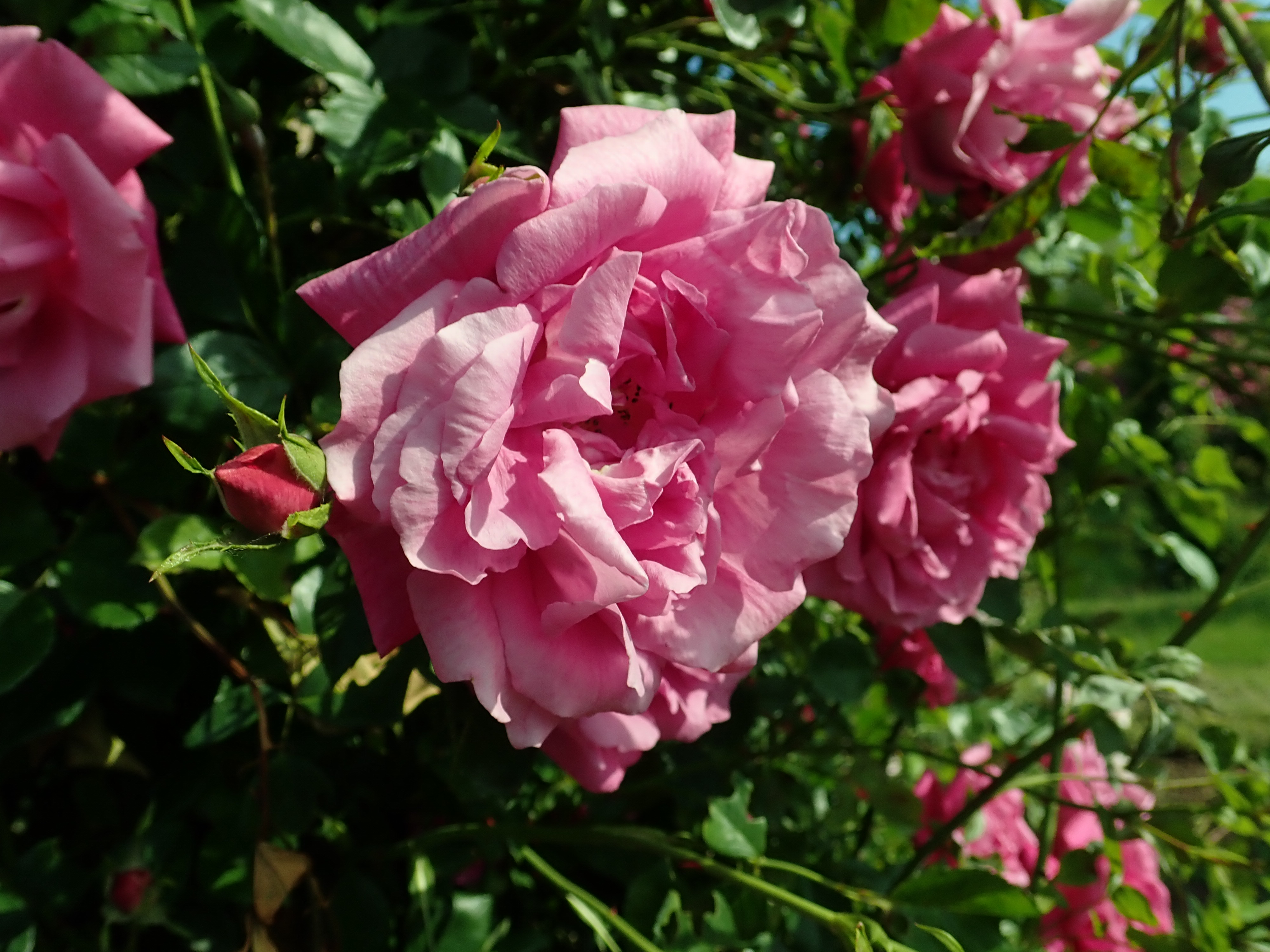
'Wrams Gunnarstorp' (onbekend)

## Botanische tekeningen

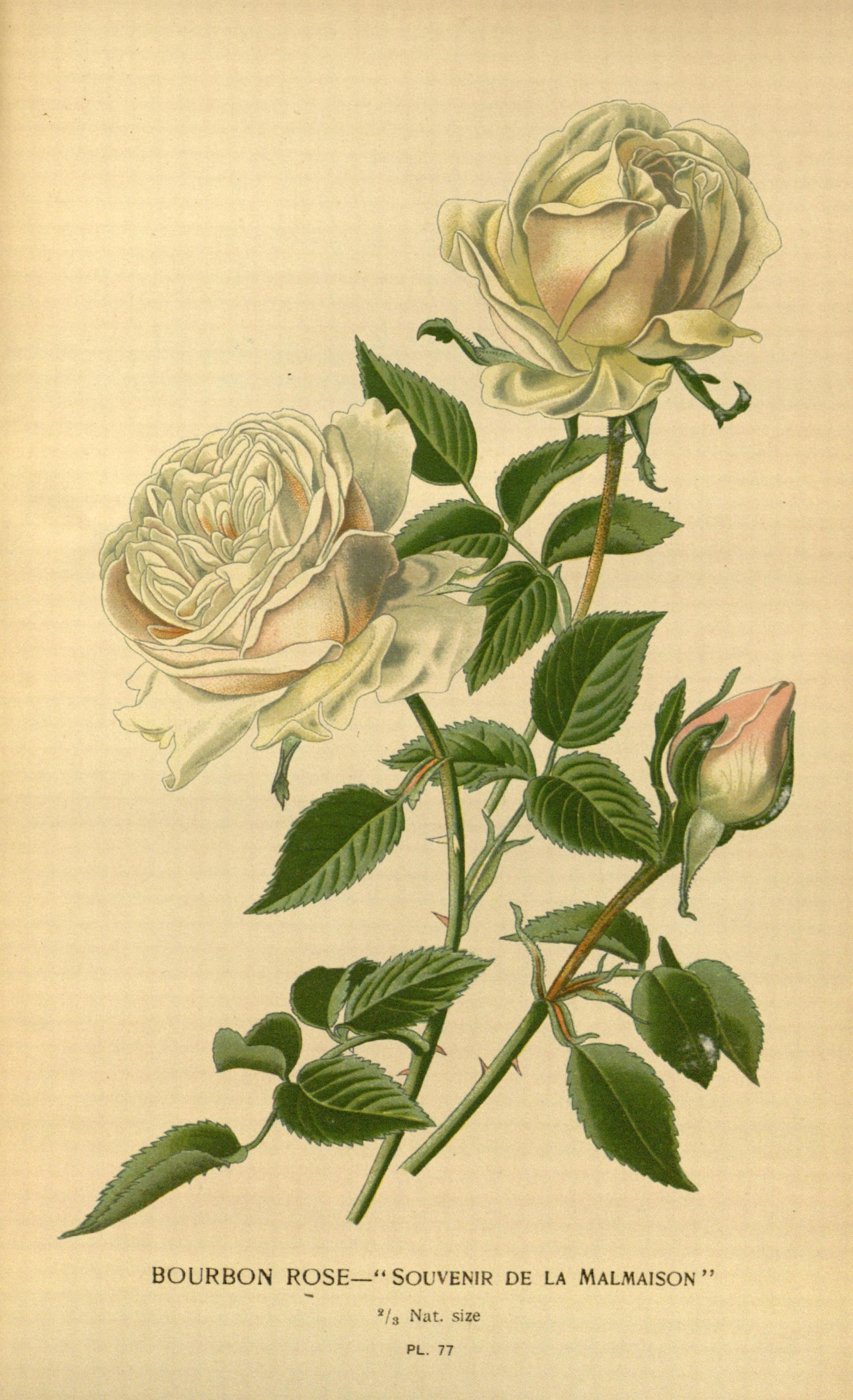
'Souvenir de la Malmaison' (Beluze, 1843)
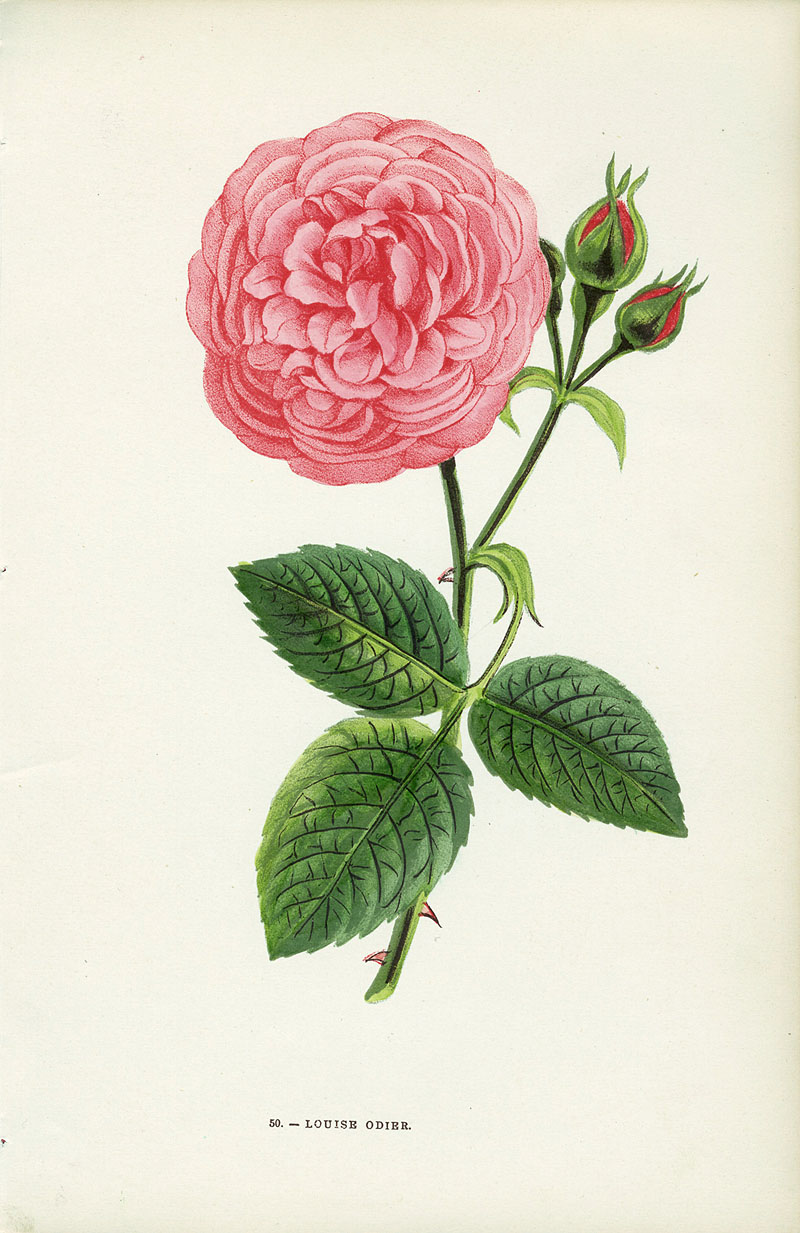
'Louise Odier' (Margottin, 1851)
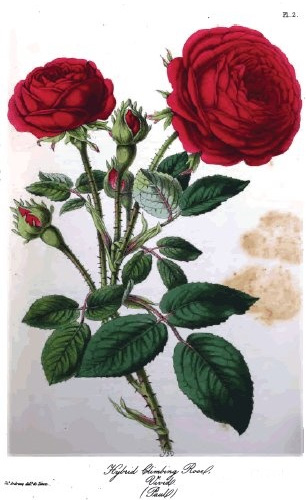
'Vivid' (A. Paul, 1853)
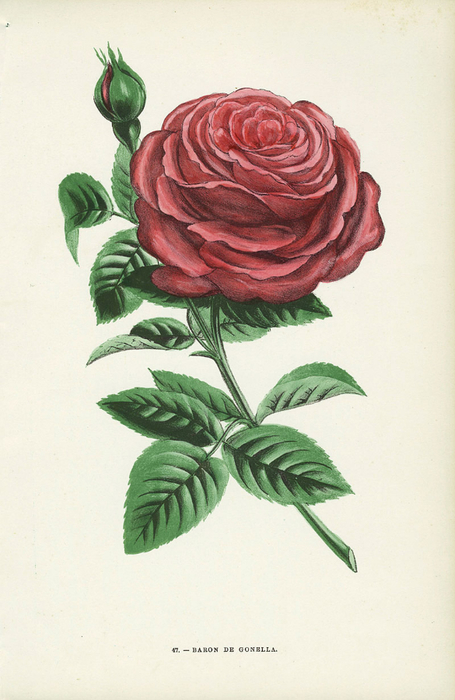
'Baron J.B. Gonella' (Guillot, 1859)
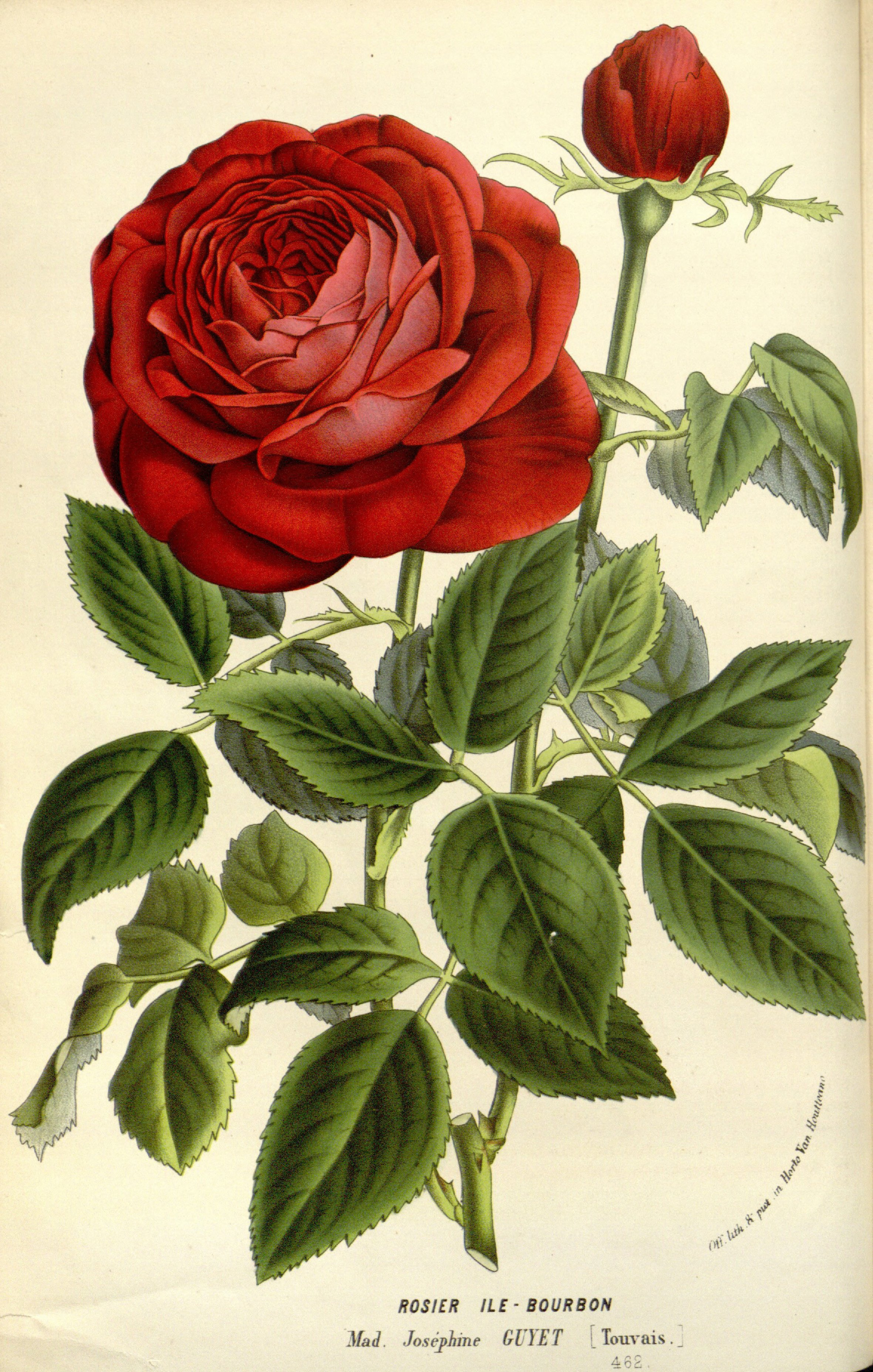
'Madame Joséphine Guyet' (Touvais, 1863)
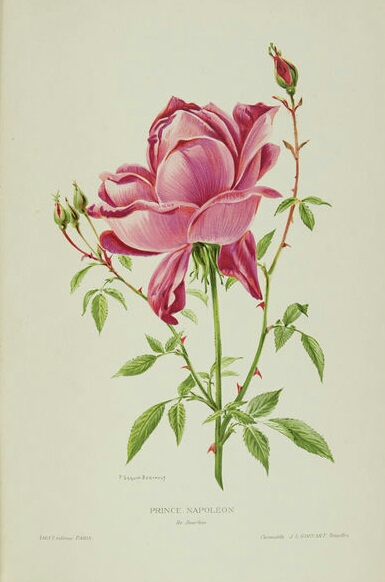
'Prince Napoleon' (Pernet, 1864)
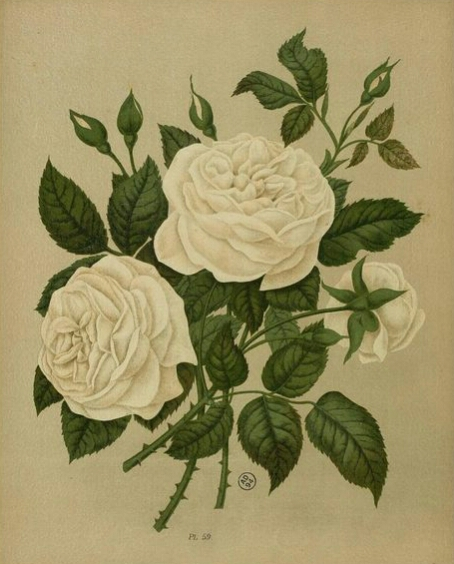
'Boule de Neige' (Lacharme, 1867)
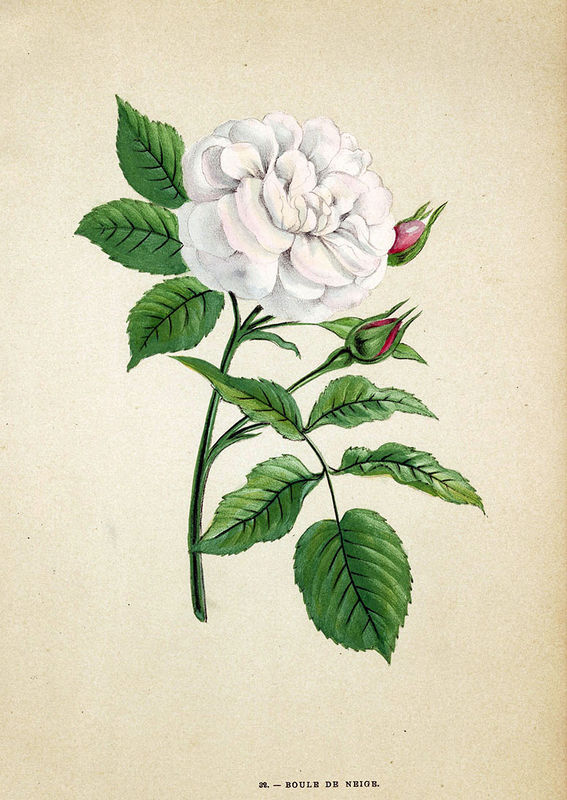
'Boule de Neige' (Lacharme, 1867)
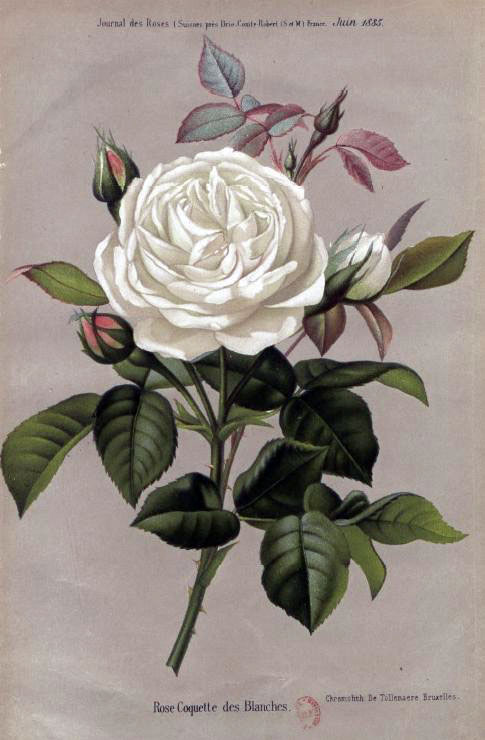
'Coquette des Blanches' (Lacharme, 1871)
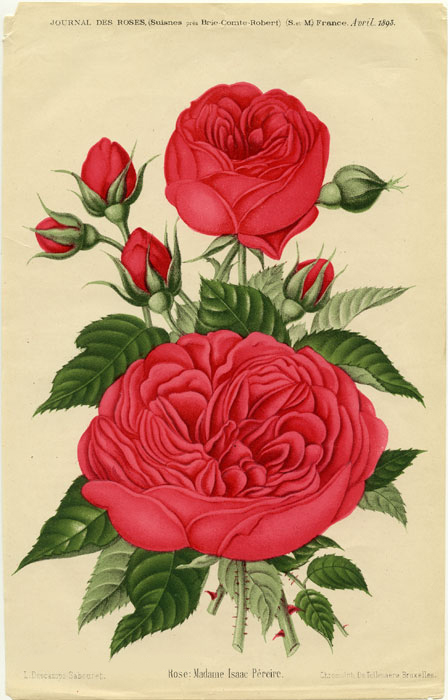
'Madame Isaac Pereire' (Garçon, 1876)
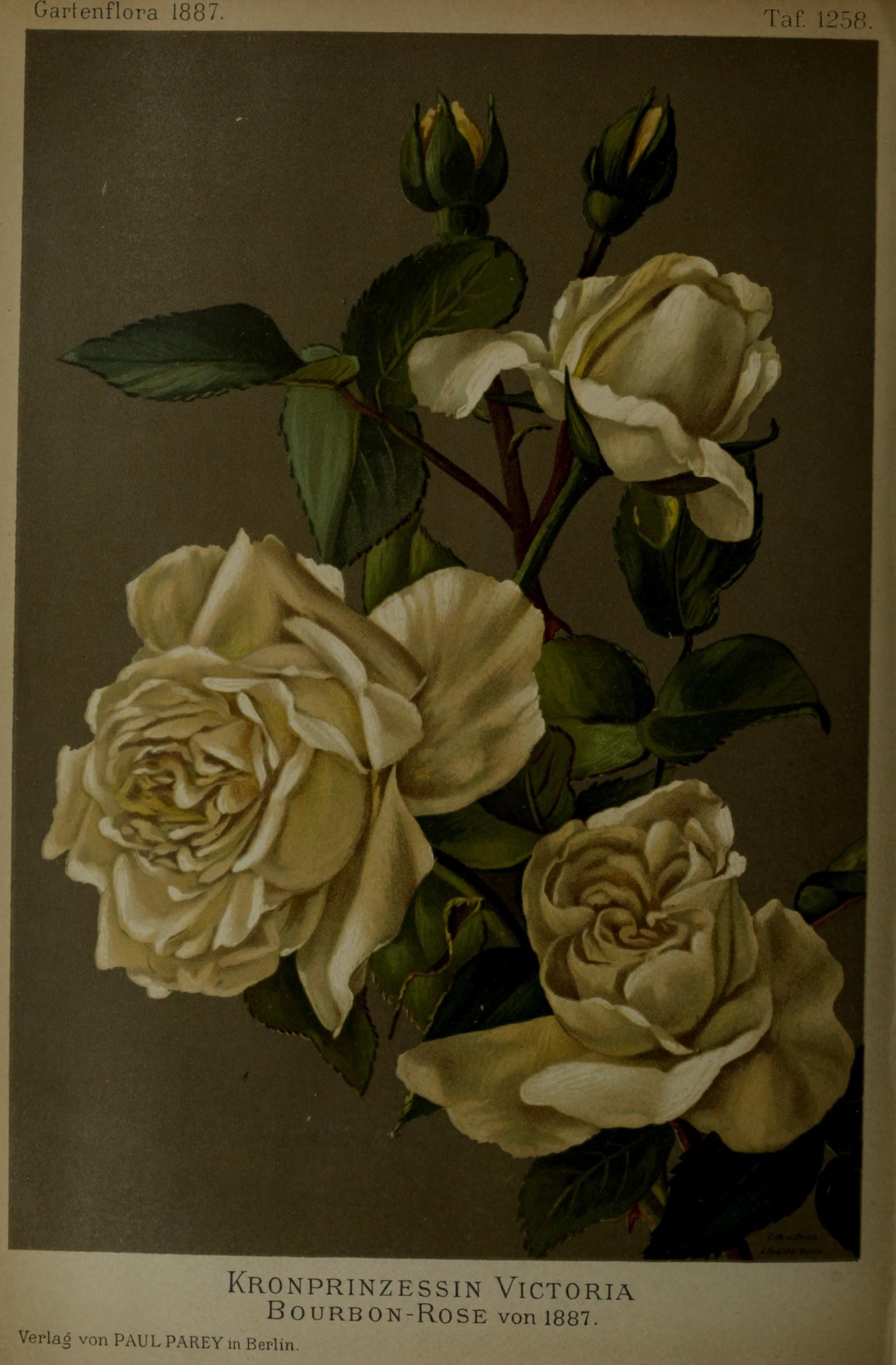
'Kronprinzessin Viktoria' (Späth, 1888)
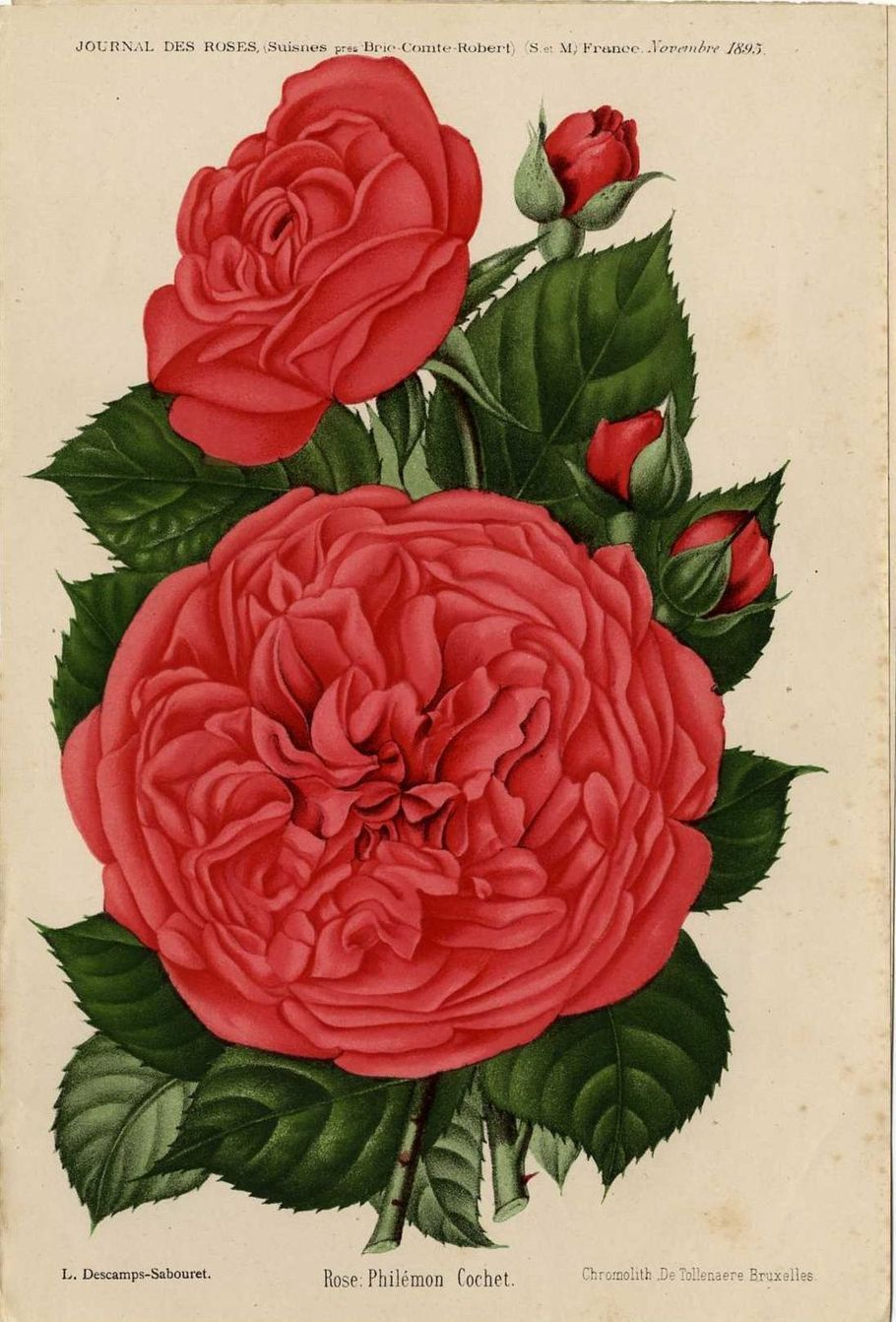
'Philémon Cochet' (Cochet, 1895)